# A buddhizmus története

A buddhizmus terjedése a 6. századtól kezdve az észak-indiai szülőhazából (sötét narancssárga) a buddhista birodalmakig (narancssárga) és a buddhizmus elterjedésének történelmi területei (sárga). Mahájána (vörös nyíl), théraváda (zöld nyíl) és tantrikus vadzsrajána (kék nyíl)

A buddhizmus történetét az i. e. 6. századtól, a történelmi Buddha Gautama Sziddhártha születésétől számítják – ezzel a buddhizmus az egyik legősibb, ma is gyakorolt vallás. Az India északi részéről indult tan sorban meghódította Közép-, Kelet- és Délkelet-Ázsiát. Valamennyire érintette a teljes ázsiai kontinenst. A buddhizmus története során számos mozgalom, valamint három ág alakult ki: a théraváda, a mahájána és a vadzsrajána, melyeknek hosszabb-rövidebb ideig tartó virágkoraik voltak. A legfontosabb buddhista zarándokhelyek az észak-indiai Gangeszi-síkságon és Dél-Nepálban helyezkednek el, az Újdelhi és Rádzsgír közötti területen, ahol Gautama Buddha élt és tanított. Az életéhez kapcsolódó helyek mára fontos zarándokhelyekké váltak a buddhisták és a hinduk számára. Azonban számos más országban is léteznek ereklyék és zarándokhelyek, amelyekben jelenleg vagy korábban jelentős volt a buddhizmus. A buddhizmus hátterét az Indus-völgyi civilizáció jelentette, amely központosított volt és jól szervezett, egészen az i. e. 12. századig. A környezeti és kulturális változások mellett új törzsek is benyomultak az Indus-völgybe nyugat felől a Himalája hágóin átkelve.
Történetének több mint két és félezer éve alatt többször találkozott a nyugati civilizáció és a buddhizmus. Legelőször a selyemúton keresztül jutott el nyugatra a buddhizmus, majd a 19. században az európai gyarmatosítók jutottak el az ázsiai buddhista országokba. A nyugati érdeklődés a buddhizmus irányában fokozatosan nőtt, ahogy a rejtélyes vallásból a modern tudományokat kiegészítő tudománnyá alakult át. Tibet kínai megszállása után rengeteg tibeti buddhista mester menekült el és telepedett le Indiában, majd különböző nyugati országokban. A 20. század folyamán egyre több ázsiai buddhista mester keresett magának új életet nyugaton. Sok esetben bevándorlóként vagy menekültként érkeztek, de fokozatosan egyre nagyobb közönségek előtt tartottak előadásokat. Miután támogatókra leltek, új buddhista irányzatok is kialakultak, kolostorokat, elvonulási központokat, iskolákat és egyetemeket hoztak létre.
A buddhizmus Magyarországon hivatalosan 1951 óta létezik egyházi formában, amikor Hetényi Ernő megalapította a Buddhista Missziót a németországi Árya Maitreya Mandala buddhista rend tagjaként, amely a mahájána irányzathoz tartozik. A legelső hazai buddhista közösséget azonban már az 1890-es években megalapították Máramarosszigeten, valamint Hollósy József buddhista menedéket vett és megírta a Buddhista Kátét (1893). Ezek alapján a dharma Magyarországon több mint száztíz éve jelent meg. 1933-ban Japánban bodhiszattvaként ismerték el Kőrösi Csoma Sándort. Itthon Hollósy Józsefet a második magyar bódhiszattvának tekintik. Magyarországon ezidáig nyolc sztúpát (emlékhelyet) adtak át hivatalosan: Budapesten kettőt, Budakeszin, Bükkmogyorósdon (Csernelyben), Zalaszántón, Tar községben, Becskén és Mánfán egyet-egyet. A zalaszántói 36 méter magas és 24 méter széles Béke-sztúpa Európa legnagyobb buddhista szentélye volt éveken át. Magyarországon 1991 óta létezik már buddhista főiskola (A Tan Kapuja Buddhista Főiskola), és 2000 után több középfokú oktatási intézmény (a Dr. Ámbédkar Iskola és a Kis Tigris Gimnázium és Szakiskola) is megnyitotta kapuját.

## Gautama Sziddhártha

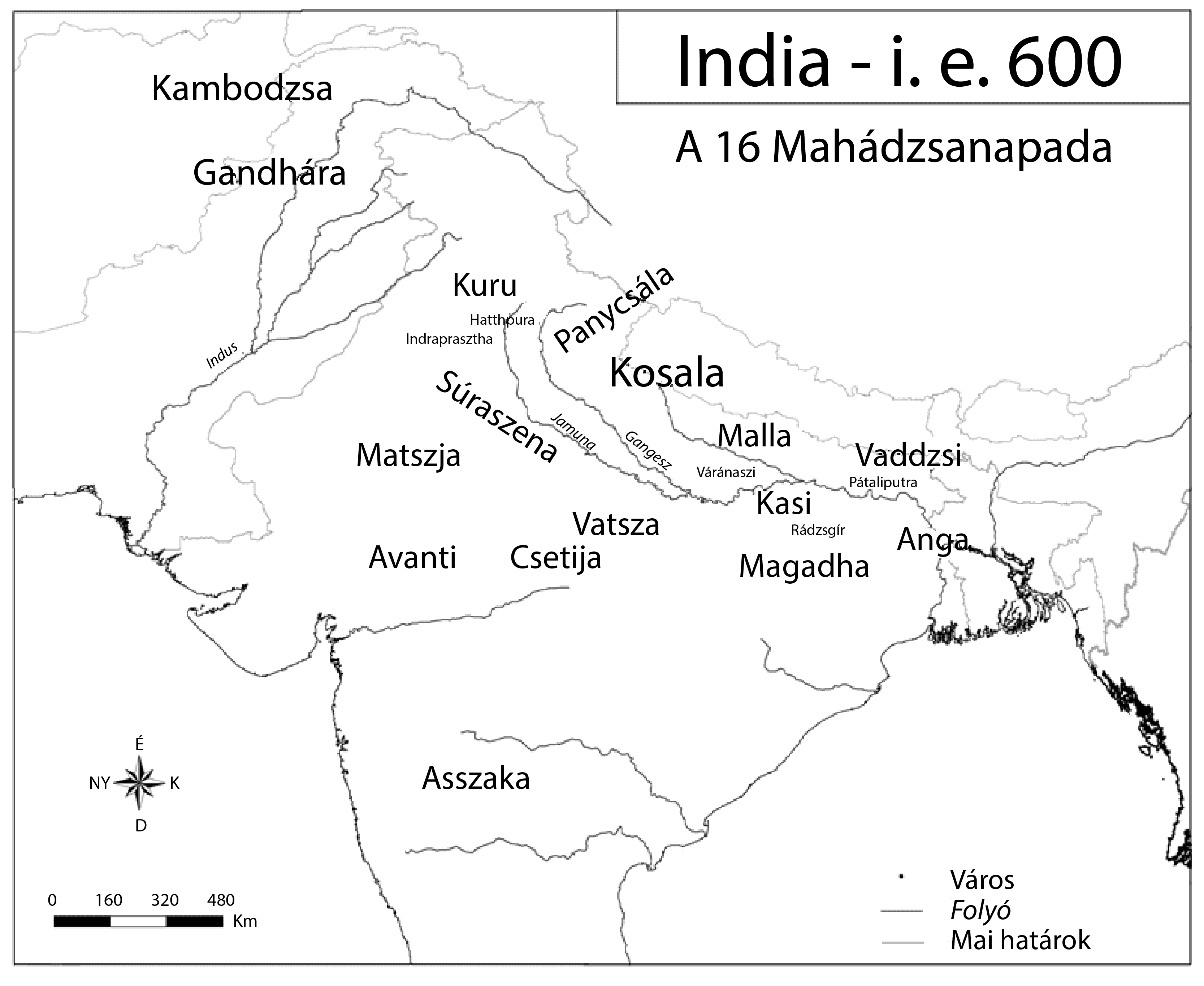
Magadha állam i. e. 600 körül, mielőtt területe kibővült

A tudósok általában óvatosak Buddha életének történelmi tényeivel kapcsolatban. A többségük elfogadja, hogy tényleg létezett, tanított és rendet alapított Indiában a mahádzsanapada korában, amikor a Magadha birodalom uralkodója Bimbiszára király volt. Buddha Bimbiszára király utódjának, Adzsátasatru királynak az uralkodása alatt halt meg, így a dzsaina Mahavira fiatalabb kortársának számít. A védikus brahminok mellett Buddha életének eseményei egybeesnek több jelentős sramana iskola virágzásával, például az ádzsívika, a csárváka, a dzsaina és az adzsnyána iskolákéval. Jelentős gondolkodók is éltek ekkor, mint például Mahávíra, Púrana Kasszapa, Makkhali Goszála, Adzsita Keszakambalí, Pakudha Kaccsájana vagy Szanydzsaja Belatthaputta, akiknek a nézeteivel Buddha valószínűleg megismerkedett, és feltehetően hatással voltak is rá. Buddha két tanítványa, Száriputta és Maudgaljájana korábban valóban a szkeptikus Szanydzsaja Belattaputtát követték. Akadnak olyan bizonyítékok is, amelyek arra engednek következtetni, hogy Álára Káláma és Udaka Rámaputta mesterek tényleg történelmi személyek voltak, akik valószínűleg két különböző meditációs technikát tanítottak Buddhának. Jóllehet Buddha születésének, gyermekkorának, felnőtté válásának, vándor szerzetesi időszakának, megvilágosodásának, tanításainak és halálának általános vázát elfogadják, a tudósok többsége nem fogadja el a hagyományos életrajzokban található összes részletet.
Gautama születésének és halálának pontos ideje nem ismert. A 20. századi történészek többsége Buddha életét körülbelül i. e. 563 és i. e. 483 közé helyezte. Halálának dátumát ma már későbbre becsülik, valamikor i. e. 411 és i. e. 400 közé. Egy 1988-ban tartott szimpózium alkalmával a határozott véleményt formálók többsége az i. e. 400 előtti és utáni 20 év közötti időszakot jelölte meg Buddha halálának időpontjaként. Ezeket a kronológiákat azonban még nem fogadta el minden történész.
A korai szövegek bizonyítékai alapján Gautama Sziddhártha a sákja klánból származik, egy olyan nemzetségből, amely az i. e. 5. századi Észak-India perifériáján helyezkedett el (földrajzilag és kulturálisan is). Lehetett egy kis köztársaság, amelyben az apja egy választott törzsfőnök volt, vagy lehetett egy oligarchia, amelyben az apja volt a tartományúr. A buddhista hagyomány szerint Gautama Lumbiniben született, a mai Nepál területén, és Kapilavasztuban (a sákja főváros) nevelkedett, amely vagy a mai Nepál területén lévő Tilaurakot község, vagy az indiai Piprahva falu. Buddha megvilágosodása Bodh-Gajában történt, első tanításait Szárnáthban adta és Kusínagarban halt meg (→ parinirvána).
Gautama életéből és közvetlenül az azt követő évszázadokból nem maradtak fent írásos emlékek. A kb. i. e. 269 és i. e. 232 között uralkodó Asóka király egyik rendelete megemlékezik az uralkodó zarándoklatáról, amelyet Buddha szülőhelyén, Lumbiniben tett. Egy másik rendelete néhány dhamma szöveget említ. Innentől számítják az írott buddhista hagyomány létezését, amely a Maurja Birodalom korának felel meg. A legősibb fennmaradt buddhista kéziratok a gandhárai buddhista szövegek. Ezekre a kelet-afganisztáni Hadda környékén bukkantak, Dzsalálábád város közelében. A 27 nyírfakéregre kharosti írással és gandhárai nyelven írt kéziratokat jelenleg a British Library épületében vizsgálják. A szövegek keletkezésének idejét az 1. századra becsülik.
A történelmi Buddháról műalkotás nem született egészen a 2. századig, elsősorban a korabeli szobrászat anikonista szemlélete miatt. Buddha fizikai testének jellemzése néhány korai írásból ismert. Ezekből az írásokból meríthették modelljüket a korai szobrok és domborművek szerzői is. Főleg a páli kánonban szereplő „Egy nagyszerű ember 32 jellemzője” írás volt nagy hatással a művészekre. Ezt a 32 jellemzőt kiegészíti további 80 másodlagos jellemző is (páli: Anubjandzsana).
A Dhammacsakkappavattana-szutta a buddhista hagyományok szerint Buddha első tanításait jelenti a megvilágosodása után. Úgy tartják, hogy Buddha az indiai Nerandzsara folyó melletti bódhifa alatt ülve, meditálás közben érte el ezt a szintet. Ezt követően 49 napot csöndben töltött, majd elutazott Bodh-Gajából a közép-indiai Szárnáthba, a szent város, Váránaszi közelébe. Itt találkozott korábbi aszkéta társaival, akikkel hat évig gyakorolt együtt. Az aszkéták először kétkedve fogadták Buddhát, mivel azt gondolták, hogy az feladta az igazság keresését és az aszkéta utat. De amint meglátták Buddha kisugárzását, megkérték, hogy tanítsa meg nekik azt, amit megértett. Ekkor adta Buddha azt a tanítást, amit később a Dhammacsakkappavattana-szuttába lejegyeztek.
A buddha-vacsana (páli és szanszkrit: „Buddha szava”) azokra a buddhista hagyományok által elfogadott művekre vonatkozik, amelyeket elfogadnak Buddha tanításaként. Minden hagyomány tartalmaz bizonyos szövegeket buddha-vacsanaként, ez azonban nem jelenti azt, hogy ezek a történelmi Buddha ténylegesen használt szavai lennének.

## Korai buddhizmus
A korai buddhizmus központja a Gangesz-folyó völgyében volt, ahonnan fokozatosan terjeszkedett. A kánoni források két zsinatot említenek, ahol a szerzetesek közössége (szangha) Buddha tanításaira támaszkodva összeállította a szöveggyűjteményeket, valamint rendezett néhány, a közösségre vonatkozó problematikus témát. Az elő-szektariánus buddhizmus a buddhizmus azon időszakára utal, amely Buddha parinirvánájától számított 100–150 évig, a buddhista közösség legelső felbomlásáig tartott. A legtöbb tudós szerint ez a szakadás valamikor a második és a harmadik buddhista zsinat között volt. Röviddel a második buddhista zsinat után történt az első jelentős szakadás. Az első két iskola a szthaviraváda és a mahászánghika volt. A buddhista közösségekben történő szakadások egybeesnek az egyes iskolák által bevezetett Abhidhamma szövegek bevezetésével. Az iskolák eltérő módon értelmezték ezeket a szövegeket és az egymás közötti viták javarészt ebből alakultak ki. A tanok értelmezési különbségeiből fakadó szétválások után is voltak nézeteltérések a vinaját illetően, amely magába foglalta a buddhista közösségek, illetve a szerzetesrendek magaviseletének szabályait. Az elő-szektariánus buddhizmusban, egy laza vázat leszámítva, még nem léteztek Abhidhamma szövegek és egyes iskolák a későbbiekben sem fejlesztettek ki Abhidhamma irodalmat.

### Első és második buddhista zsinat (i. e. 5–4. század)
Az első buddhista zsinatot a nemes támaszt nyújtó Adzsátasatru király idején az i. e. 5. században, közvetlenül Buddha parinirvánája után tartották Mahákásjapa elnökletével a mai Rádzsgír városában. A zsinat célja Buddha tanításainak a lejegyzése volt egy vallási szöveggyűjteménybe (szútra) és az Abhidhammába, valamint törvénybe foglalták a szerzetesi szabályokat is (Vinaja). Felkérték Ánandát, Buddha egyik legfőbb tanítványát, aki egyben az unokatestvére is volt, hogy recitálja Buddha párbeszédei, illetve Upáli (szintén volt tanítvány) mondja el az Abhidhammát. Ezek alkotják ma a Tipitaka (szanszkrit: Tripitaka – három kosár) alapját, amelyek csupán páli nyelven maradtak fenn. Az első zsinat azért volt fontos, mert az arról készült beszámolók azt mutatják be, hogy a korai szangha hogyan készült megszervezni magát. A második buddhista zsinatot Vaisáliban tartották a hitközösségben kitört egyik vitát követően. A zsinat során az eredeti vinaja szöveget olvasták fel, hogy kiderüljön, hogy bizonyos szerzetesi cselekedetek a lejegyzett Buddha tanításokkal ellentétesek voltak-e. A viták szövege megtalálható a korai buddhista iskolák vinaja szövegeiben. Tulajdonképpen minden kutató egyetért abban, hogy a második buddhista zsinat valós történelmi esemény volt.
A második zsinat után pár évvel szakadás történt a buddhista közösségben. Ekkor alakultak ki különböző alcsoportok, például a szthaviraváda, a mahászánghika és a szarvásztiváda. Az eredeti szangha átalakult, helyi jellegzetességeket vettek fel a különböző csoportok és a vándorszerzetesek az esős évszak (vassza) idejére ugyanarra a helyre tértek vissza, majd Buddha halála után száz évvel valószínűleg kialakultak az első kolostorok is.

## Asókai prozelitizmus (kb. i. e. 261)
Asóka (i. e. 273–232), maurja uralkodó, áttért a buddhizmusra a kelet-indiai Kalinga véres hadjárata után (ma Orisza). Miután megbánta azokat a szörnyűségeket és borzalmakat, amiket háborúja okozott, úgy döntött, hogy felhagy minden erőszakkal és a mészárlások okozta szenvedést az egész emberiség dicsőségére fogja váltani úgy, ahogy azt még egyetlen hódító sem tette meg előtte. Sztúpák és oszlopok építésével népszerűsítette a hitet és buzdított mindenkit, többek között az állatok tiszteletére és a dharma követésére. Az egyik legjobb példa erre a Száncsiban található Nagy Sztúpa (Bhopál szomszédságában), ami az i. e. 3. században épült, ezt később kiszélesítették. Kivésett kapuit, az úgynevezett toranákat, az indiai buddhista művészet kimagasló remekei közé sorolják. Épített ezen felül utakat, kórházakat, nyugdíjasházakat, egyetemeket és öntöző rendszereket szerte az országban. Egyenlően bánt alattvalóival vallásra, politikára vagy kasztra való tekintet nélkül. Ez volt az első időszak, amikor a buddhizmus Indián túl más országokra is kiterjedt. A fennmaradt táblák és oszlopok szerint Asóka megbízottakat küldött számos országba, hogy terjesszék a buddhizmust, még Srí Lankába és a messzi görög királyságokba is, elsősorban a Görög-Baktriai királyságba, és feltehetően még azon túl, a Földközi-tengerre is.

### Harmadik buddhista zsinat (kb. i. e. 250)

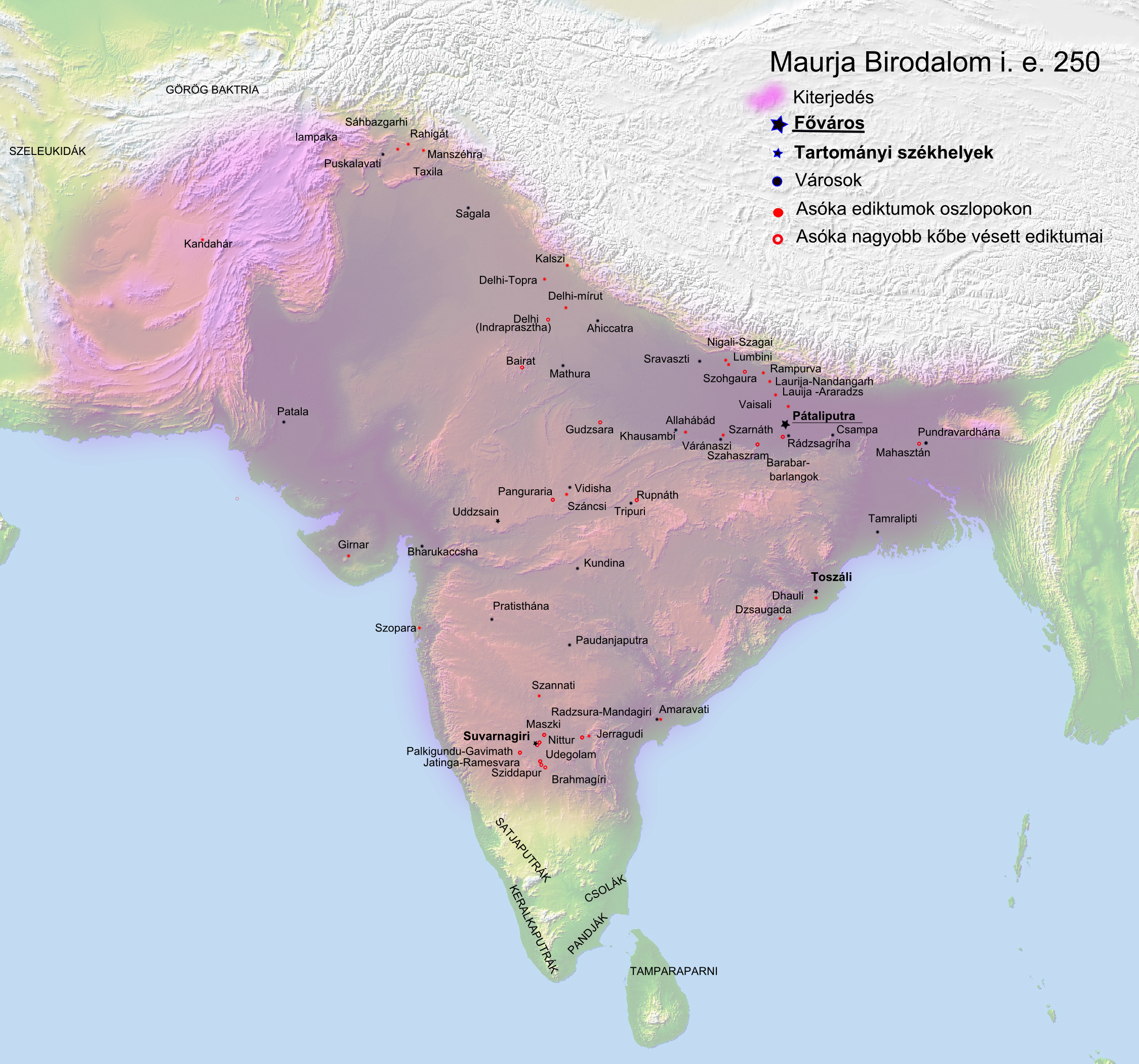
A Maurja Birodalom Asóka uralma alatt a világ első jelentős buddhista állama volt. Ingyenes kórházakat hoztak létre és ingyenes oktatást és támogatták az alapvető emberi jogokat

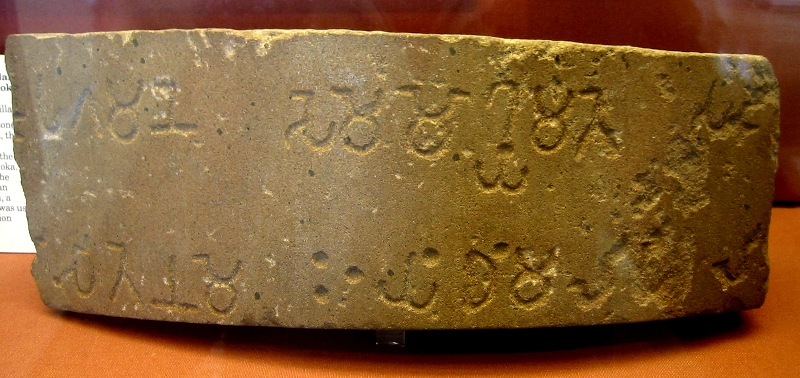
Az Asóka rendeleteinek hatodik oszlopának darabja (i. e. 238) egy brahmin homokkövön. British Museum

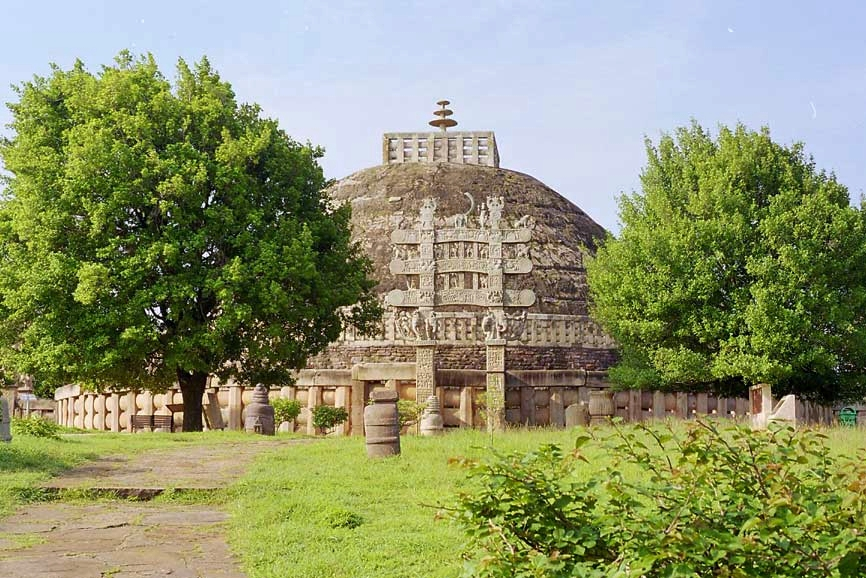
Nagy Sztúpa (i. e. 3. század), Száncsi buddhista emlékek, India

A harmadik buddhista zsinat történelmi háttere a következő: Asókát a Buddha halála utáni 280. évben koronázták királlyá. Eleinte nemigen törődött a dharmával és a szanghával, és apjához hasonlóan más szektákat is támogatott. Ez azonban megváltozott, miután találkozott egy Nigrodha nevű papnövendékkel, aki elmesélte neki az Appamada-vaggát. Ezután már más vallási csoportokat nem támogatott, csak a dharma érdekelte. Hatalmas vagyonát arra használta, hogy pagodákat és vihárákat építsen és gazdag támaszt nyújtson a bhikkhuk részére. Gyermekei is beléptek a szanghába. Később éppen a nagylelkűsége okozott súlyos problémát a szangha számára. Sok érdemtelen ember szivárgott be a rendekbe, akik eretnek tanokat hirdettek és csak az anyagi javakat lesték. Végül egy nagy csoport hitetlen, kapzsi embertől megtagadták a szanghába való felvételt, akik mégis szerzetesi ruhát öltöttek megfelelő rendfelvétel nélkül is. Ennek következtében a szangha tekintélye leromlott. Egyes tiszta életvitelű szerzetesek nem voltak hajlandóak részt venni az Upószatha szertartáson a korrupt szerzetesekkel együtt, aminek a vége vérontás lett, ugyanis a nem engedelmeskedő szerzeteseket a helyszínen lemészárolták – a király fiát is majdnem. Amikor Asóka tudtára jutott a szörnyű erőszak, nagyon megbánta bűnét és Móggaliputta Tissza szerzetes tanácsát kérte, aki a harmadik buddhista zsinat azonnali összehívására sarkallta a királyt, illetve a korrupt szerzetesek azonnali eltávolítására. Asóka i. e. 250 körül hívta össze a zsinatot Pátaliputra városában (ma Patna). A zsinatot Móggaliputta Tissza szerzetes vezette. A zsinat célja a szangha megtisztítása volt, főleg a nem buddhista aszkétáktól, akiket a királyi patronázs vonzott. A zsinatot követően buddhista misszionáriusok indultak útnak az ismert világ minden tája felé.

### Hellenisztikus világ

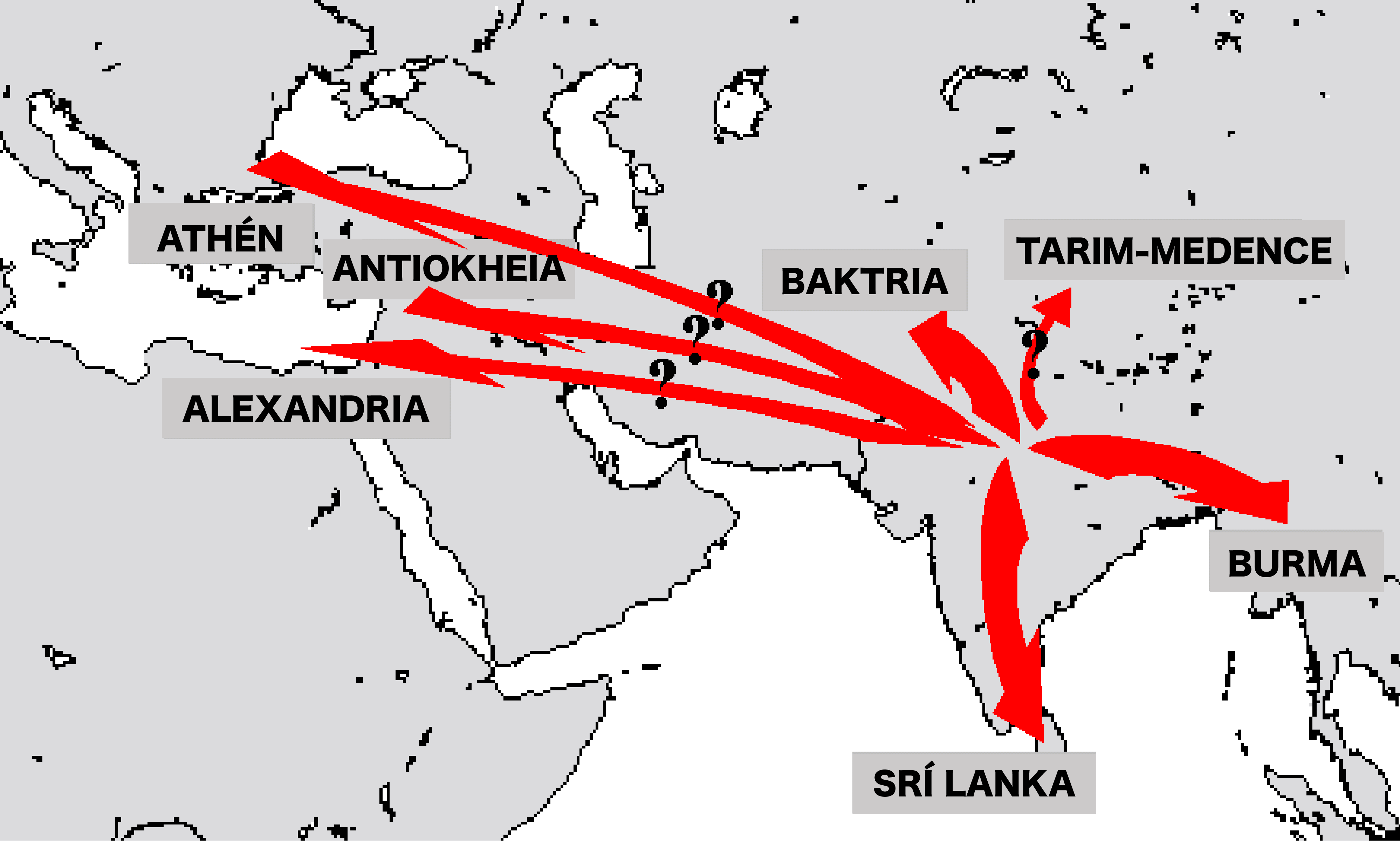
Buddhista hittérítés Asóka király idejében (i. e. 260–218)

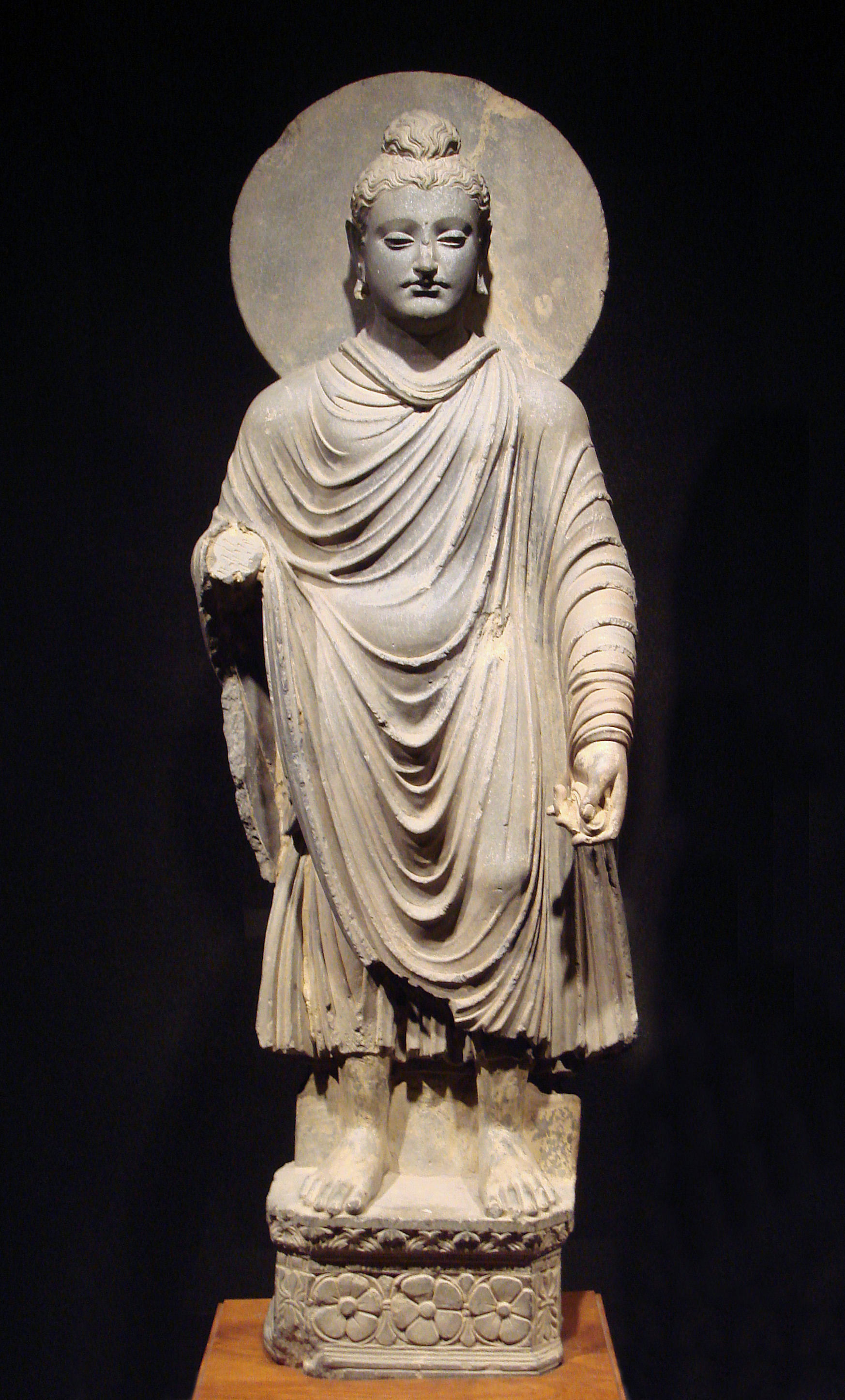
Gréko-buddhista szobor az 1-2. századból. Buddha egyik legelső ábrázolása Gandárában

Asóka rendeletei közül néhány megemlíti a buddhizmus terjesztése érdekében tett erőfeszítéseket a hellenisztikus világban, amely akkortájt összefüggő egységet alkotott egészen Indiáig. Ezekből világos képet kapunk a hellenisztikus területek politikai szervezeteiről: a főbb görög uralkodók neveiről és fővárosairól. Ezen állítások szerint sok uralkodó kapott buddhista hittérítést: II. Antiokhosz szeleukida uralkodó (Szeleukida Birodalom – i. e. 261–246), II. Ptolemaiosz (Egyiptom – i. e. 285–247), II. Antigonosz makedón király (Makedónia – i. e. 276–239).
„A dharma hódítását megnyertük itt, a határokon és 5400–9600 km-re innen is, ahol a görög király Antiokhosz uralkodik, azon túl, ahol a négy király Ptolemaiosz, Antigonosz, Magasz és Alexander uralkodik, ahogy délen is, ahol a Csolák, a Tamilok és a Tamraparnik (Srí Lanka) uralkodnak”. (Asóka rendeletei, 13. kő bevésés, S. Dhammika).
Ezen felül, páli források szerint Asóka néhány misszionáriusa görög buddhista pap volt, ami jól mutatja a közeli vallásos párbeszédet a két kultúra között:
„Amikor théra (idősebb) Móggaliputta, a hódító (Asóka) vallásának felvilágosítója, véget vetett a tanácskozásnak (harmadik) (…) ő előre küldte az idősebbet, egyet ide, egyet oda: (…) és Aparantakához (a „nyugati országokba” Gudzsarátnak és Szindh-nek felel meg) elküldte a göröghöz (Iona - görögül beszélő) (…)”. (Mahávamsza XII).
Nem egyértelmű, hogy ezek az érintkezések milyen hatással voltak a másik félre, ám néhány szerző állítása szerint ebben az időben már elkezdődött a szinkretizmus a buddhizmus és a hellenisztikus gondolkodás között. Kimutatható buddhista közösségek jelenléte ebben a világban, főleg Alexandriában (Alexandriai Szent Kelemen szerint) és a keresztény kort megelőző terapeuta szerzetesrendjénél (valószínűleg a páli „théraváda szó torzulásából”.) Ezek majdnem teljes mértékben a buddhista aszketizmusból merítettek, és lehettek közöttük akár Asóka misszionáriusai közül is. Találtak buddhista sírköveket is Alexandriában, amelyeket a dharma kerékkel díszítettek. A buddhisták alexandriai jelenléte a következő következtetésre ad okot: „Később ezen a helyen hozták létre a legtöbb aktív keresztény központot”. Baktriában (ma észak Afganisztán), Indiától nyugatra, görög királyságok léteztek Nagy Sándor hódítása után, i. e. 326 környékén: először a Szeleukida Birodalom i. e. 323-tól, majd a Baktriai királyság i. e. 250-től.
I. Demetriusz baktriai király elfoglalta Indiát i. e. 180-ban egészen Pátaliputra városáig. Az újonnan alapított indo-görög királyság Észak-India számos területén létezett egészen az i. e. 1. század végéig. Az indo-görög királyok uralkodása alatt virágzott a buddhizmus és állítólag az indiai megszállásuk a Maurja Birodalom megsegítése érdekében történt. Az egyik leghíresebb királyuk, I. Menandrosz (körülbelül i. e. 160–135). Úgy tűnik, hogy áttért a buddhizmusra és a Mahájána hagyomány egyik védelmezőjévé vált, ahogy korábban Asóka avagy később a kusán király Kaniska. Menandrosz érméin szerepel a „megváltó király” kifejezés görögül valamint néha feltűnik a nyolcküllős kerék is. Közvetlen kulturális egymásra hatás feltételezhető Milinda-panyha (Menandrosz király kérdései) dialugasa alapján Menandrosz és egy Nágaszéna nevű szerzetes között i. e. 160 környékén. Halála után a király maradványainak megőrzésével járó megtiszteltetésben az általa uralt városok részesültek. Ezeken a helyeken sztúpákban helyezték el a relikviákat a történelmi Buddhával párhuzamosan. A Menandroszt követő számos indo-görög király vésette bele érméjébe „A Dharma Követője” feliratot kharosti írással, és „vitakra” mudrá hagyományainak megfelelően ábrázolták magukat vagy isteneiket. A görög és buddhista kultúrák találkozása ráhatással lehetett a mahájána tradícióra, ugyanis ezután ott is kifejlődött a vallás kifinomult filozofikus megközelítése és a Buddha ember-isten megközelítése, amely emlékeztet a hellenisztikus istenek képéhez. Szintén ebből az időből származik Buddha első emberformájú ábrázolása, gyakran valóságos gréko-buddhista stílusban.

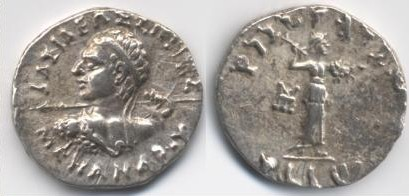
Menandrosz király (i. e. 160–135) ezüst drachmája
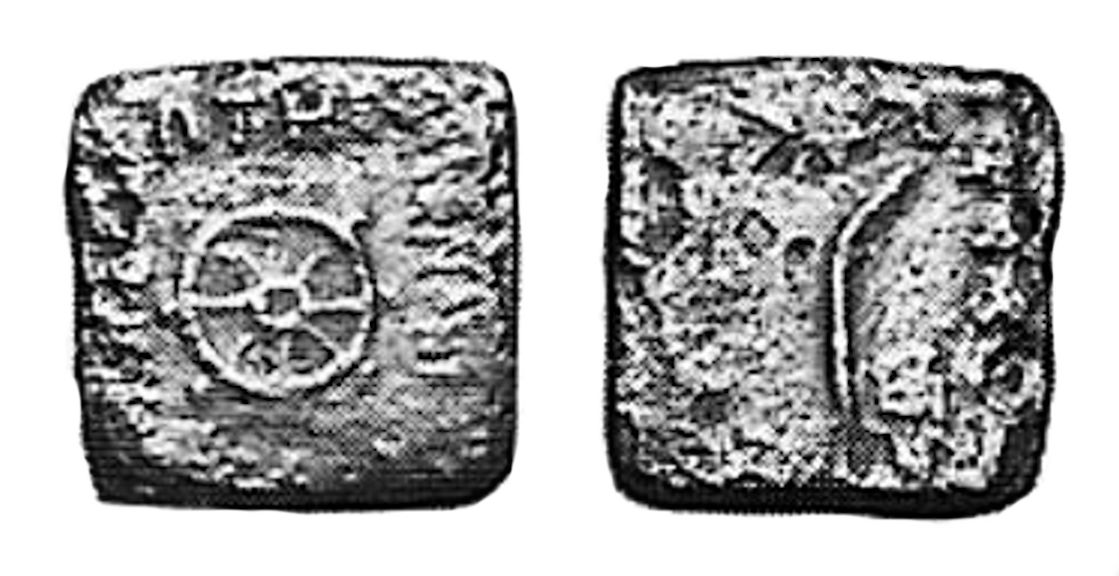
Menandrosz érméje egy nyolcküllőjű kerékkel és egy győzedelmi pálmaággal a hátsó oldalon (British Museum)
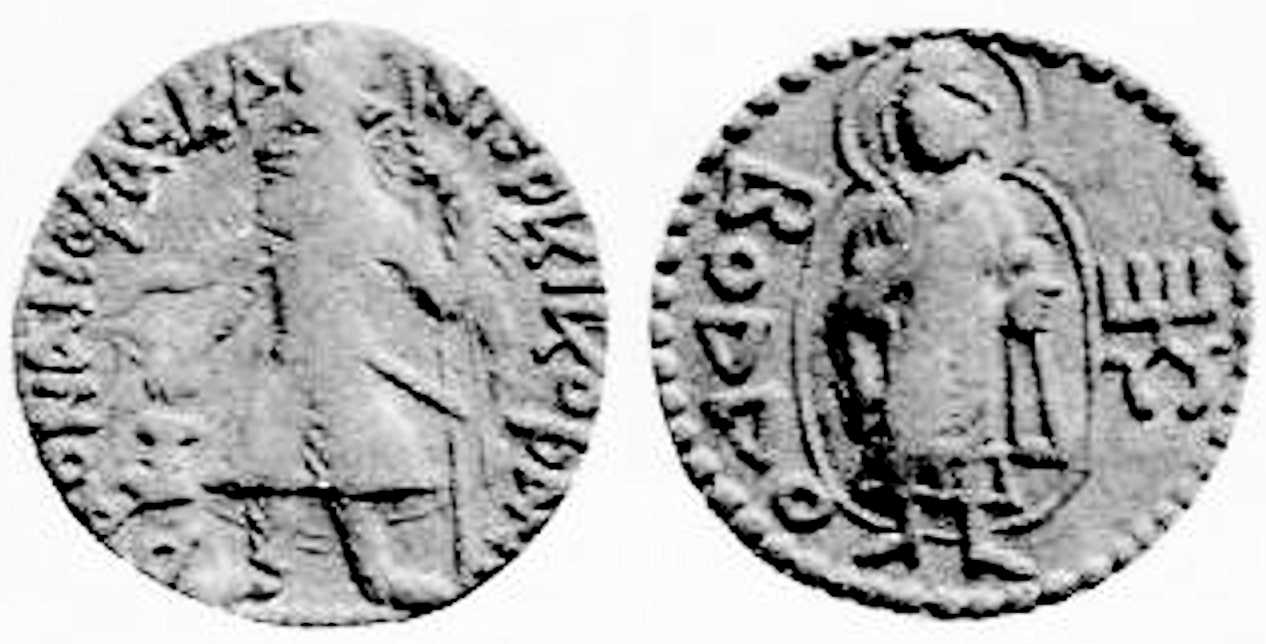
Kaniska kusán uralkodó i. sz. 120 körül nyomott pénzérméje, amelynek hátoldalán Buddha szerepel. A „BODDO” felirat görög nyelvű

### Elterjedés Srí Lankán és Burmában

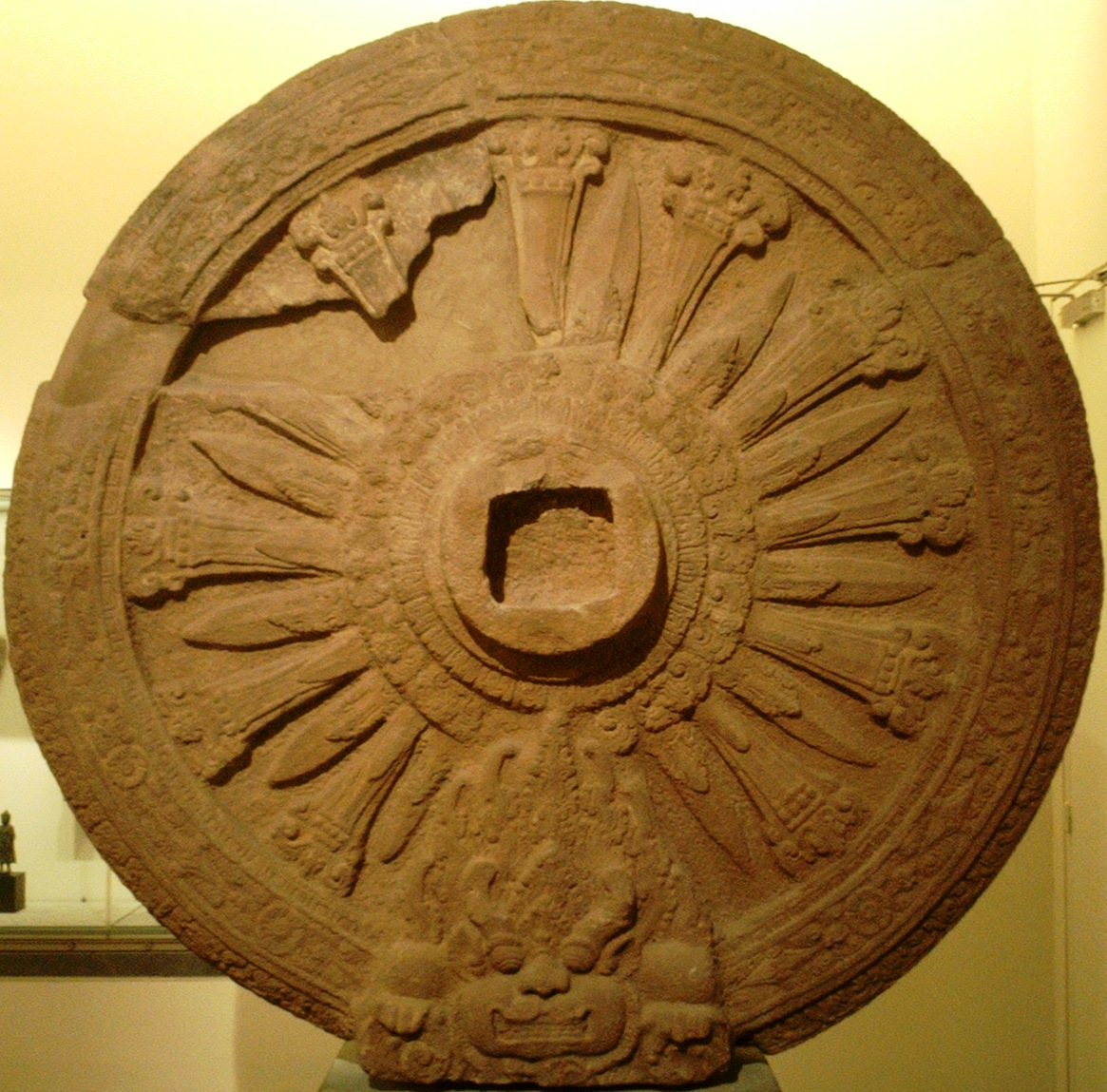
Mon tankerék (Dharmacsakra) a Dvaravati korszakból, kb. 8. század

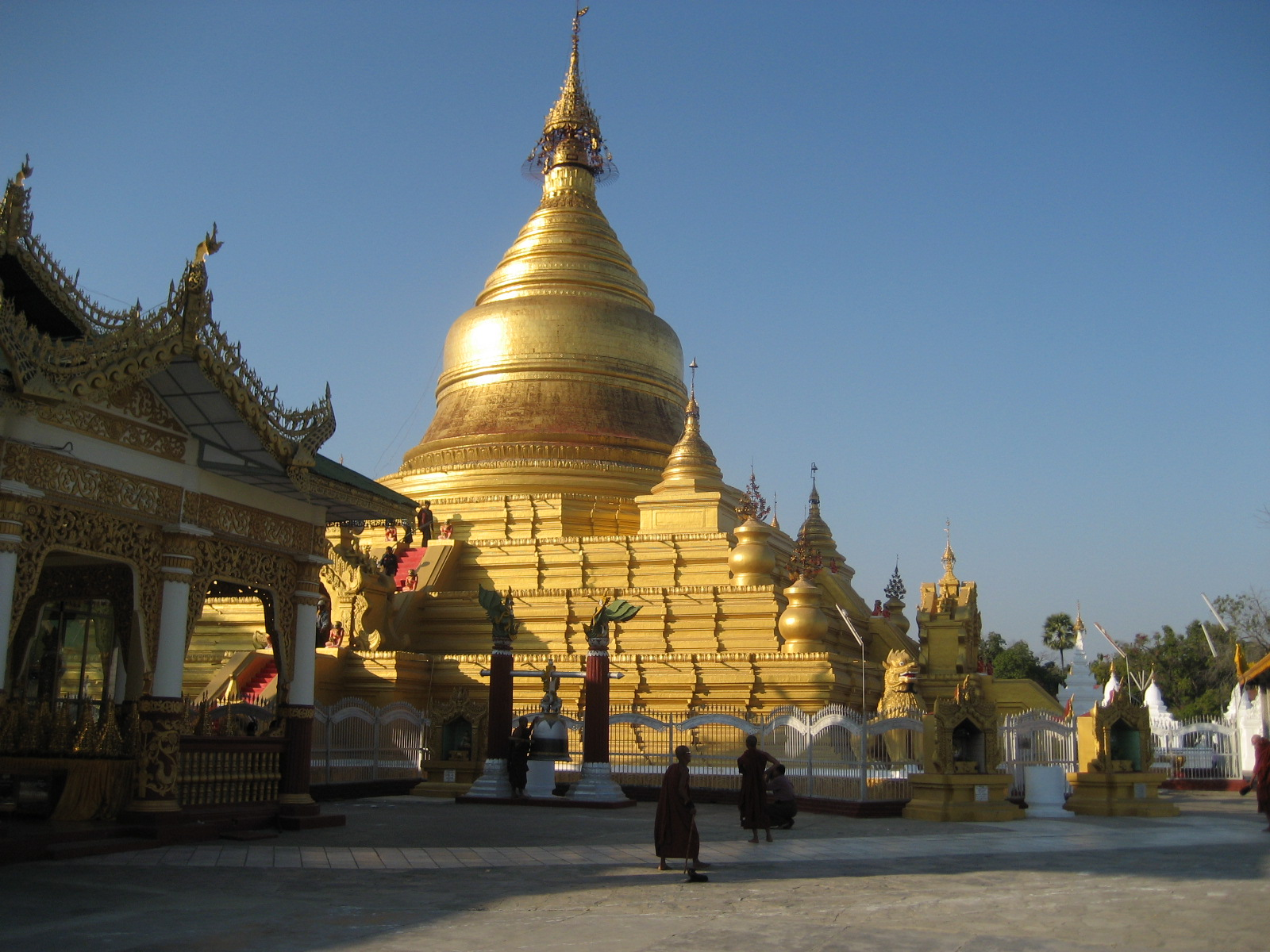
A Mindon király uralkodása alatt épült mandalaji Kuthodav pagoda, amelynek márványtábláiba belevésték a teljes Tripitaka szövegét

Srí Lankára Asóka fia, Mahinda és hat kísérője vitte el a buddhizmust az i. e. 2. században. Megtérítették Devanampija Tissza királyt és a nemesség nagy részét. Ráadásul Asóka lánya, Szanghamitta a szigetországban megalapította a bhikkhunít (apácarend) és vitt magával a szent fügefából egy suhángot, amit később elültettek Anuradhapura városában. Ekkor épült a Mahávihára monostor. A páli kánont Vattagamani király (i. e. 29–17) idején írták le az országban, amikor virágzott a Théraváda hagyomány. Később több elbeszélő tevékenykedett errefelé, úgy mint Buddhagósza (4.–5. század) és Dhammapála (5.–6. század), akik rendszerbe foglalták a hagyományos elbeszéléseket. Annak ellenére, hogy a Mahájána buddhizmus is ekkoriban teret hódított Srí Lankán, igazából a Théraváda terjedt el igazán a szigeten, amely végül ennek az ágnak az erődévé vált. Innen terjedt később tovább Délkelet-Ázsia felé a 11. században.
Az Indiától keletre eső területeken (ma Burma és Thaiföld) az indiai kultúra erősen befolyásolta a mon embereket. A monok az i. e. 3. században tértek át a buddhizmusra Asóka idején, még a Mahájána és a Hínajána buddhizmus különválása előtt. A korai mon buddhista templomokat (például a közép-burmai Peikthano) az 1-5. század közé szokták eredeztetni. A monok buddhista művészetét különösen befolyásolta az indiai művészet a Gupta Birodalomból és az azután következő időszakból. Ez az úgynevezett manierista stílus széles körben elterjedt Délkelet-Ázsiában a mon királyság terjeszkedése során az 5-8. század között. A théraváda hit mon befolyásoltságra elterjedt Délkelet-Ázsia északi részén, amelyet végül folyamatosan felváltott a Mahájána buddhizmus az i. e. 6. századtól. Az Ándhra Prades régió egyik legkorábbi uralkodó dinasztiájának felirataiban szerepel, hogy a kiráták felvették a buddhizmust a 3. században, akikről azt feltételezik, hogy a tibeto-burmai népek voltak. Hasonló korból származó kínai könyvek egy „Liu-Jang” nevű királyságról beszélnek, ahol mindenki Buddhát üdvözítette és több ezerre teszi a srámanerák számát. Ennek a királyságnak a területét Burma középső részével azonosították. Egy sor páli, szanszkrit, pju és mon nyelvű felirat maradt fent a 6–7. századból Burma középső és déli részéből. A 11–13. századtól a Pagan Királyság bamar királyai és királynői számtalan sztúpát és templomot építtettek. Bagan városában a 11. században vezették be a théraváda buddhizmust. Jelentős fordulat volt ez a burmai buddhizmus történetében, mivel a térségben éppen akkor került biztos alapokra a buddhizmus, amikor Dél- és Délkelet-Ázsiában már hanyatlásnak indult. Baganban a burmai uralomnak a tatárok támadása vetett véget 1287-ben, amely a buddhizmus hanyatlását is eredményezte. A 14. században egy másik buddhista hagyományvonal érkezett Srí Lankából Ajutthaja városba, a thai Ajutthaja Királyság fővárosába. Így került a thai erdei hagyomány átadási vonala Burmába.

## A Sunga Birodalom felemelkedése (i. e. 2.–i. sz. 1. század)

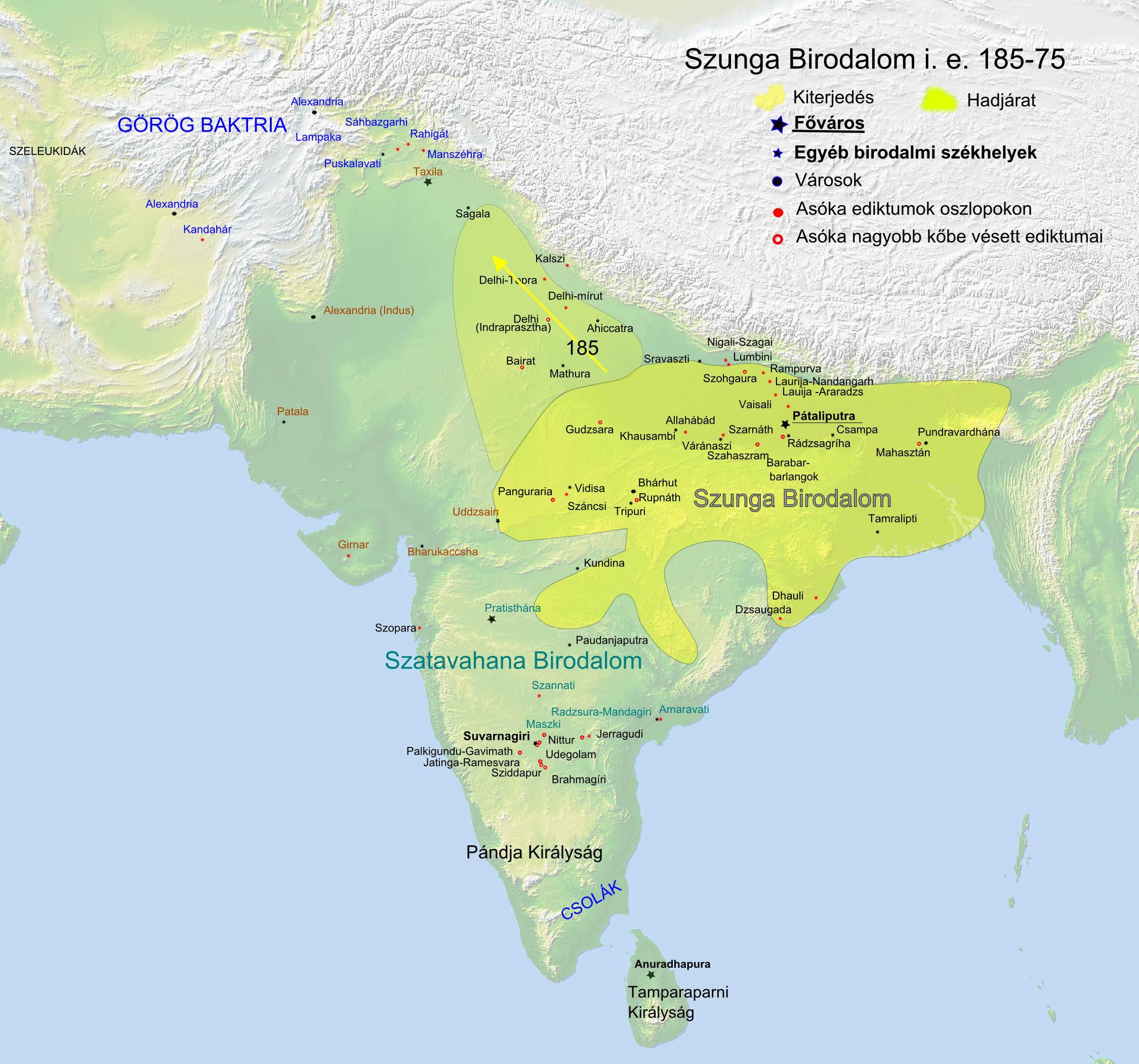
A Sunga Birodalom kiterjedése az i. e. 2. században

A Sunga-dinasztiát (i. e. 185–73) i. e. 185-ben alapították, körülbelül 50 évvel Asóka halála után. Brhadratha király (az utolsó maurja uralkodó) meggyilkolása után a katonai hadvezér Puszjamitra Sunga került a trónra. A buddhista vallásos írások szerint, például az Asókávadána, Puszjamitra (egy ortodox brahmin) nem szívesen látta a buddhistákat és üldözte a buddhizmust. Buddhisták írták róla, hogy Puszjamitra „templomokat rombolt le és szerzeteseket öletett”: 84 000 buddhista sztúpát romboltak le, amelyeket korábban Asóka építtetett, és 100 arany érmét ajánlottak egy buddhista szerzetes fejéért. Ráadásul, buddhista források szerint számos buddhista kolostort formáltak át hindu templommá többek között Nálanda, Bodh-Gaja, Szárnáth és Mathura városokban.
Az újkori történészek az irodalmi és régészeti bizonyítékok alapján vitatják ezt. Szerintük azután, hogy Asóka halála után a buddhizmus nehezebb időket élt át a sunga uralkodók idején, buddhistaüldözésre utaló bizonyítékok azonban nincsenek. Romila Thapar, neves történész szerint a régészeti leletek éppen azt bizonyítják, hogy Puszjamitra nem volt fanatikus anti-buddhista és valójában nem rombolt le 84 000 sztúpát.
Ebben az időszakban sok buddhista szerzetes hagyta el a Gangesz völgyét vagy az északi (uttarapatha) vagy a déli útvonalon (daksinapatha). Ezzel egyidejűleg Magadha régi területén megszűnt a buddhista művészeti tevékenység is, illetve áttevődött az északi Gandhára és Mathura területére, vagy a délkeleti Amrávati település környékére. India középső részén szintén fennmaradt néhány központ, mint például Bhárhut.

## Közép-ázsiai térhódítás

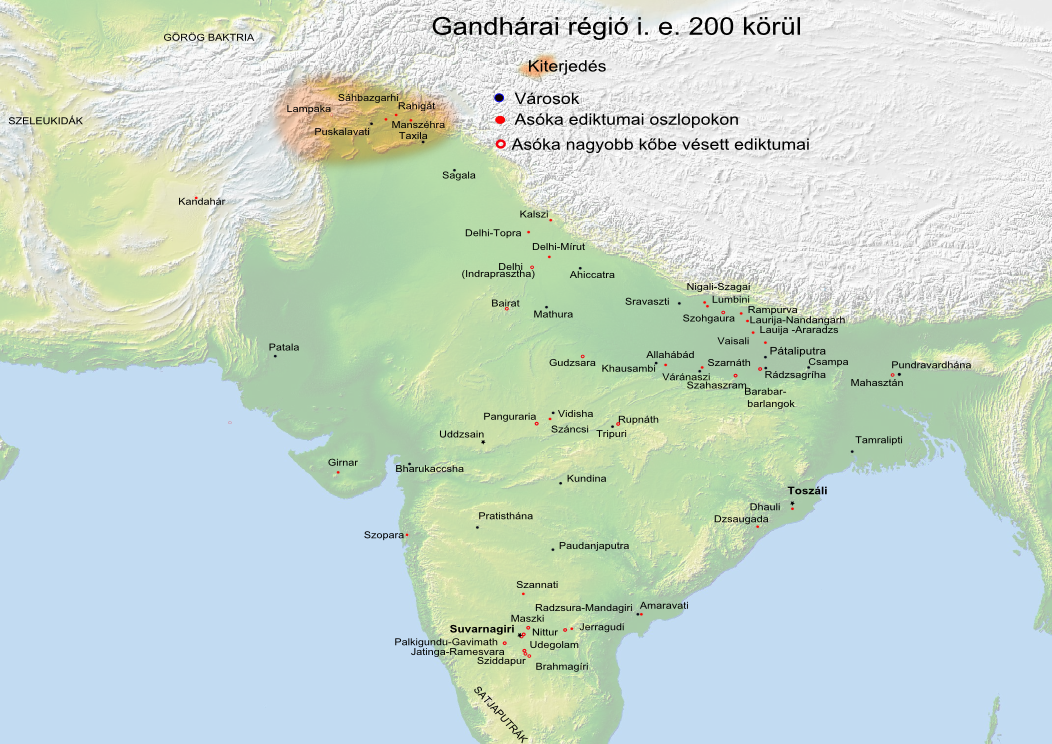
Gandhára hozzávetőleges határai a mai Pakisztán és Északkelet-Afganisztán területén

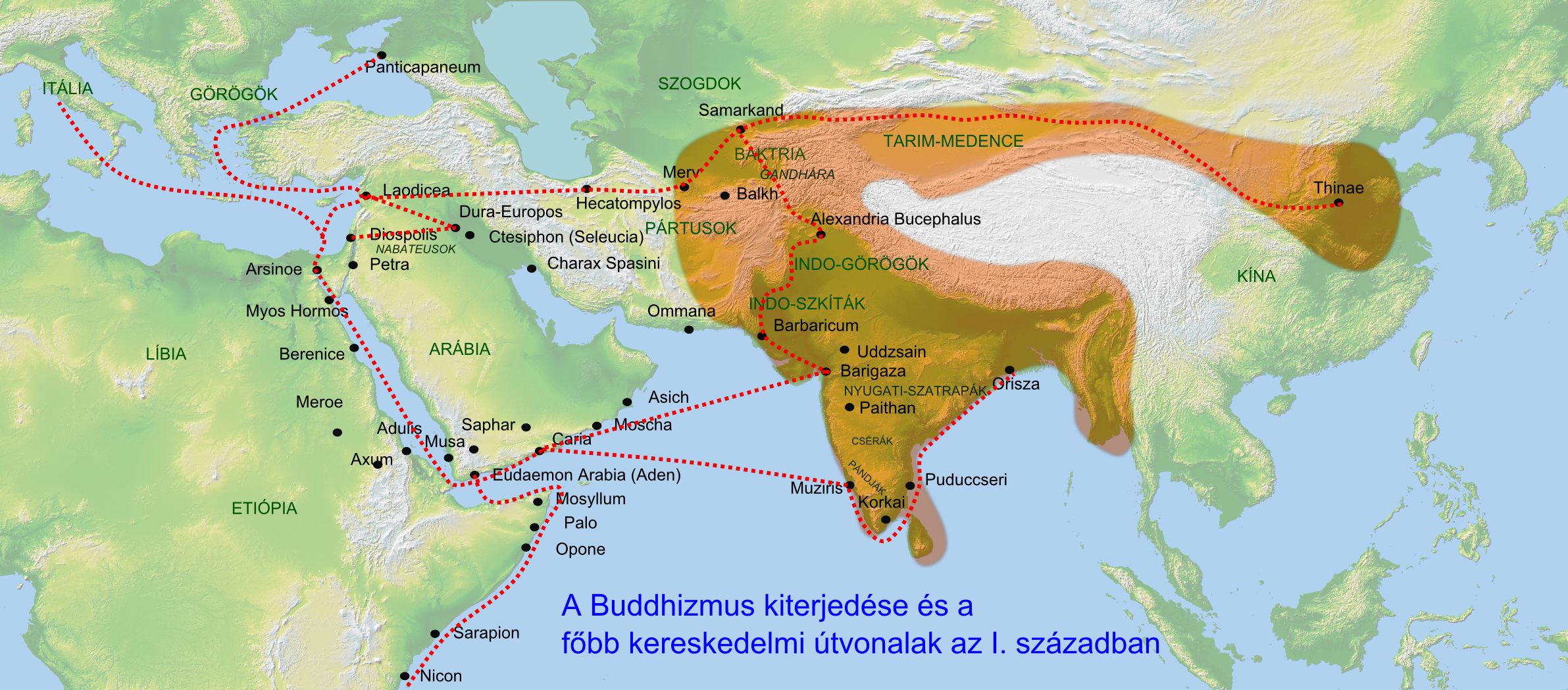
A buddhizmus elterjedése és kereskedelmi útvonalak az 1. században

Észak Afganisztánban, egy Tillia Tepe nevű régészeti területen találtak egy i. e. 1. századi, Indiából származó aranyérmét. A hátoldalán egy oroszlánt ábrázol a három drágasággal és a karosti felirattal „Sih[o] vigatabhaj[o]” („Az oroszlán aki elűzte a félelmet”). Az elülső oldalán egy majdnem teljesen meztelen ember szerepel, aki csak egy hellén tógát és egy petasus kalapot visel (hasonlatosan ahhoz, ahogy Hermészt vagy más néven Mercuriust szokás ábrázolni) és egy buddhista darmacsakra kereket görget. A legenda karosti nyelven így szól: „Dharmakakrapravata[ko]” („Az aki a dharmacsakra kereket forgatta”). Egyesek szerint ez a Buddha egyik korai ábrázolása.

## A mahájána terjedése (i. e. 1. század–i. sz. 2. század)
A nyugati időszámítás kezdete környékén új vallási elvek jelentek meg új szútrák formájában, amelyek nem tartoztak a régi iskolák Tripitakáihoz. Az új mozgalom egy idő után a mahájána nevet vette fel, amelynek jelentése „nagy jármű”. Ez a hínajána „kis jármű”, hagyományos irányzattal szembeni tudatos megkülönböztetés okán történt. Az új irányzatban az egyetemes együttérzés és a tökéletes felébredés került előtérbe, amit a felfogásuk szerint a bódhiszattva ösvényen keresztül lehet elérni. A bódhiszattva azért szeretné elérni a tökéletes buddhaság állapotát és a megvilágosodást, hogy ezáltal enyhíthessen az összes érzőlény szenvedésein. A mahájána buddhizmus i. e. 1. századtól való terjedése nem volt mentes összetett politikai változásoktól Északnyugat-Indiában. Az indo-görög királyságokat fokozatosan elárasztották mindenféle kultúrák, míg végül beolvadtak az indoszkíta népekbe és a kusánokba. A buddhizmus új irányzatának kialakulása részben a számos kusán és észak-indiai népek kulturális befolyása hatására történt.

### Negyedik buddhista tanácskozás
A negyedik buddhista tanácskozást állítólag a kusán király, Kaniska uralkodása alatt hívták össze 100 körül Dzsálandhárban vagy Kasmírban. A théraváda buddhizmus negyedik tanácskozása viszont Srí Lankán volt mintegy 200 évvel korábban, ahol a páli kánon először lett teljes egészében leírva. Így aztán két darab negyedik tanácskozás volt: egy Srí Lankán (théraváda) és egy Kasmírban (szarvásztiváda). A kasmíri negyedik tanácskozásról úgy tartják, hogy 500 pap kapott meghívást, akiket Vaszumitra vezetett. Részben úgy tűnik azért, hogy összeállítsanak egy nagy kiterjedésű magyarázó szöveget az Abhidharma mellé. Az is lehetséges mindemellett, hogy a létező kánonhoz is hozzányúltak. Úgy tudni, hogy a tanácskozás során háromszázezer verset és több mint kilenc millió kinyilatkoztatást dolgoztak fel, amelyek feldolgozása tizenkét évig tartott. E tanácskozás legfőbb eredménye az a tömérdek magyarázó szöveg, amelyet Mahá-Vibhásának („Nagy szövegmagyarázat”) neveznek.
A tudósok szerint ekkortájt történt egy jelentős változás a szarvásztiváda kánon nyelvezetében, amikor is átírták a korábbi prákrit nyelven írott verziót szanszkrit nyelvre. Feltehetően ez a változtatás a kánon jelentősebb hitelromlása nélkül ment végbe és rendkívüli jelentőségű volt amiatt, hogy a szanszkrit a brahmanizmus szent nyelve volt Indiában és számos más gondolkodó is használta vallási vagy filozófiai nézettől függetlenül. Viszont ez lehetővé tette, hogy a buddhizmus sokkal nagyobb közönséghez is eljusson, mint korábban. Éppen ezért, ezután megnövekedett a buddhista tudósok körében a szanszkrit nyelv használata magyarázó szövegek és tanulmányok írásához. Sok korai iskola azonban, mint a théraváda, soha nem váltott át szanszkrit nyelvre, részben mivel Buddha kifejezetten megtiltotta a párbeszédek lefordítását minden elitista vallási nyelvre (mint például a latin a középkori Európában). Inkább helyi nyelvek használatára buzdította a szerzeteseket. Idővel azonban a théraváda írások (páli) nyelve is tudományos avagy elitista nyelvvé vált.

## Mahájána térhódítás (1–10. század)

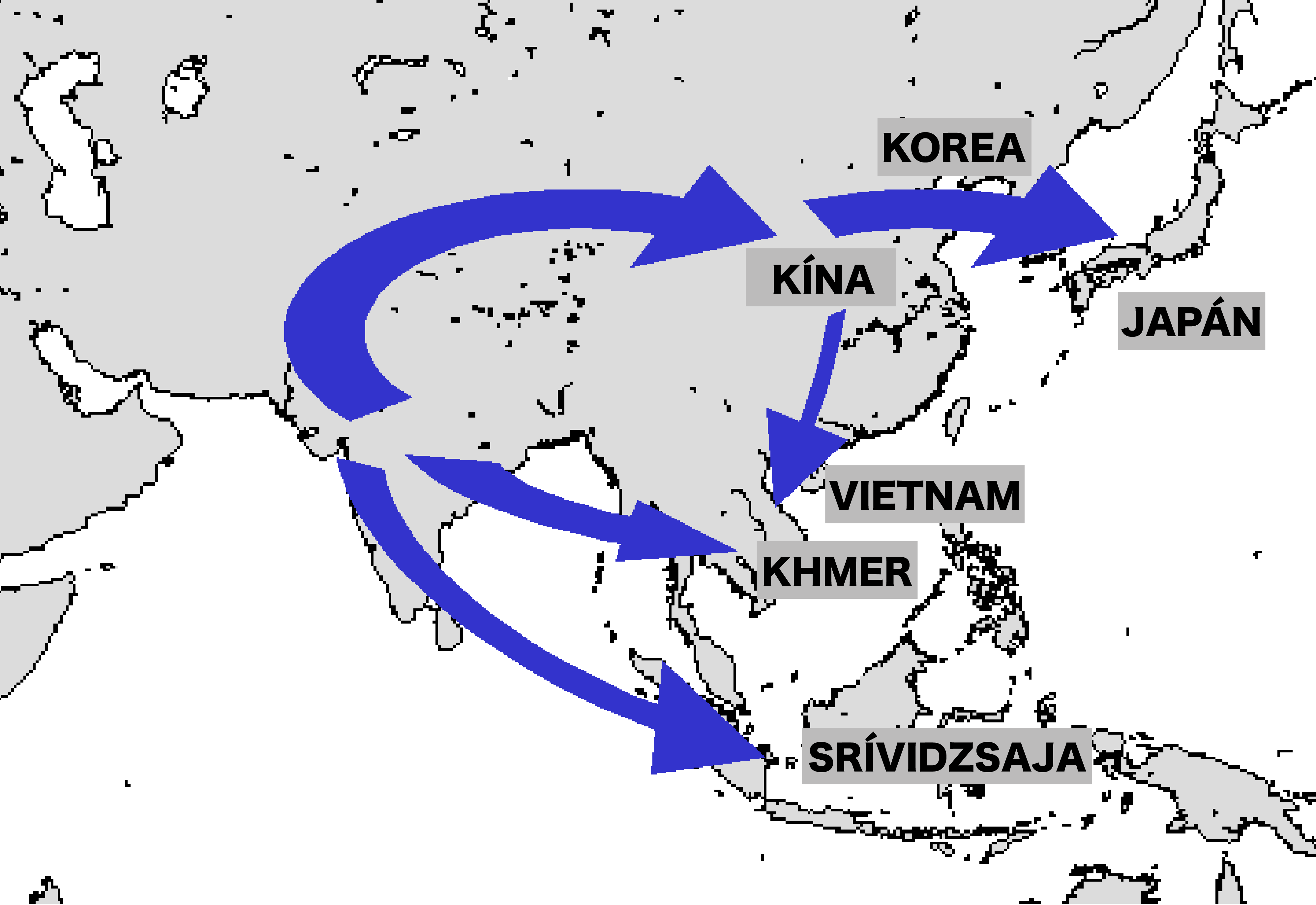
A Mahájána buddhizmus térhódítása 1–10. század között

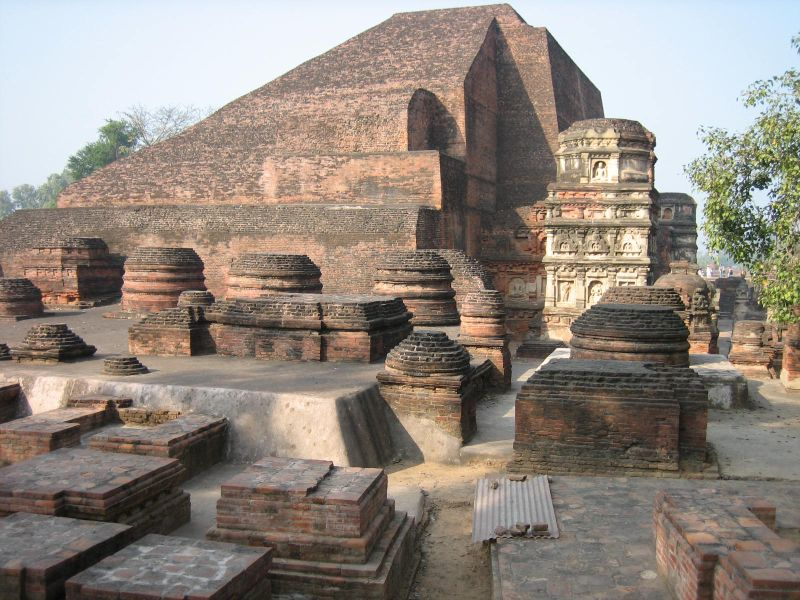
Nálanda fő templomának romjai

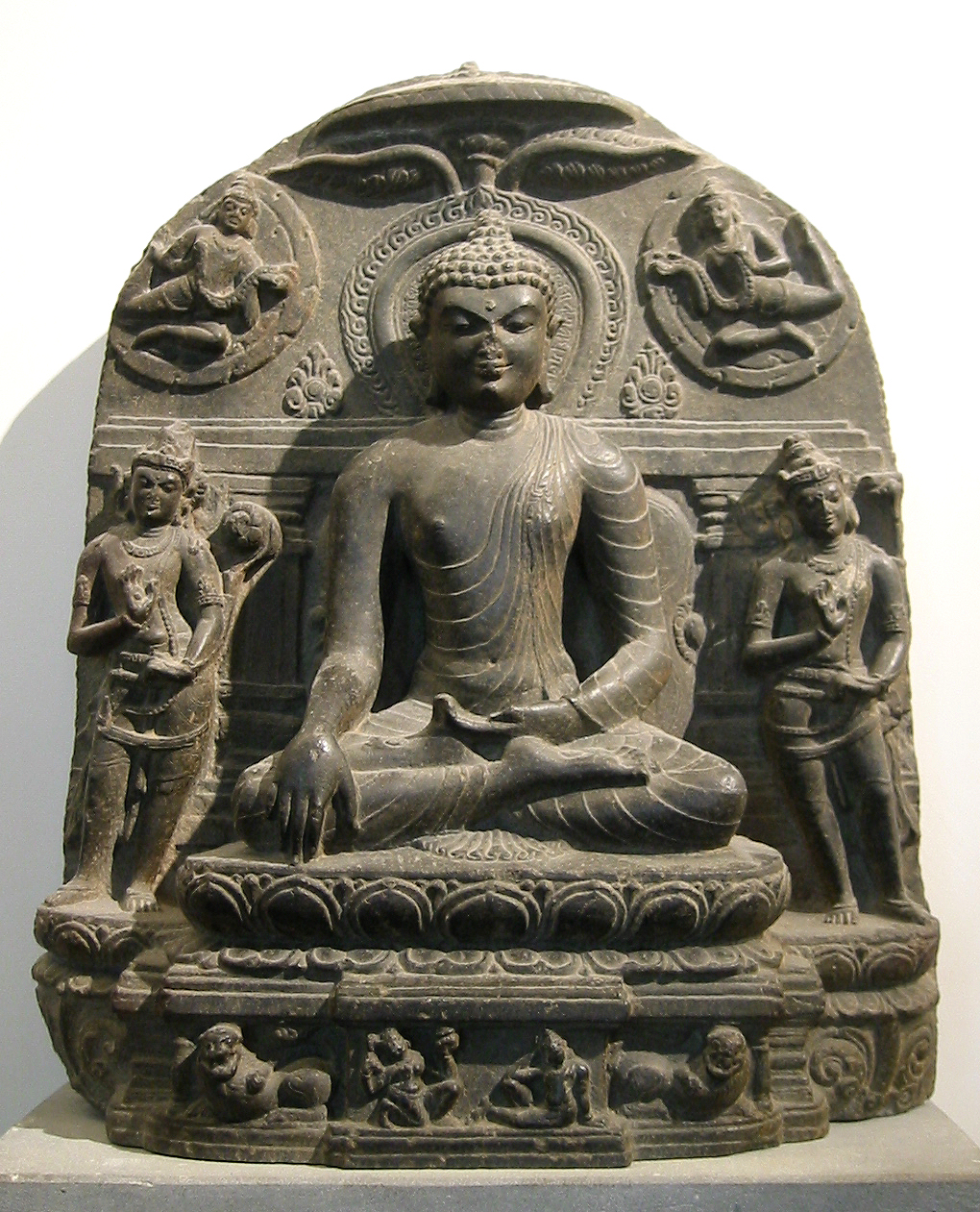
Buddha és bódhiszattvák, 11. század, Pála Birodalom

A mahájána buddhizmus fokozatosan fejlődött és idővel virágzásnak indult és Ázsiában sok területén elterjedt: Délkelet-Ázsiába, Közép-Ázsiába, Kínába, Koreába majd 538 körül Japánba és a 7. században Tibetbe. A buddhizmus Délkelet-Ázsiába egyrészt közvetlenül Indiából, tengeren keresztül érkezett, valamint a teljes első évezred során, közvetlen módon Közép-Ázsiából és Kínából. A 12. század előtt Thaiföld, Burma, Laosz és Kambodzsa területein számos Indiából érkező buddhista szekta dominált, amelyek között a mahájána buddhizmus is szerepelt. A 7. században Jicsing korabeli utazásai során feljegyezte, hogy ezen a területeken az indiai buddhizmus minden formája virágzott.

### India
A Kusán birodalom bukása után a 4–6. század között a Gupta dinasztia idején, Indiában virágzott a buddhizmus. Mahájána oktatási központokat hoztak létre, főleg az észak-indiai Nálandában, ahol az egyik intézmény évszázadokon keresztül a legjelentősebb buddhista egyetemnek számított olyan neves tanítókkal, mint Nágárdzsuna. A Gupta stílus buddhista művészetre gyakorolt hatása a hittel együtt tovább terjedt Délkelet-Ázsiából Kínába.
Az indiai buddhizmus legyengült a 6. században, a fehér hunok fosztogatásai és Mihirkulasz kivégzése után. Hszüan-cang az utazásai során feljegyezte, hogy a 7. században a buddhizmus népszerű volt ándhra, vidzsajanagara és dravida területeken, amely hozzávetőlegesen a mai Ándhra Prades és Tamilnádu államoknak felel meg. Hszüan-cang hódolatát fejezte ki Harsa Vardhana, indiai uralkodó előtt, miközben a buddhisták Gouda királyság területén történő üldöztetéséről és számtalan elhagyatott sztúpáról számolt be a mai Nepál területének környékén. Harsa Vardhana királyságának pusztulása után számos kis királyság létrejötte közepette tört ki a rádzsputok felkelése, amely a buddhista klánok uralmának végét jelentette. Később újabb támogató királyok jelentek meg a bengáli területeken, ahol virágzásnak indult a Mahájána buddhizmus és tovább is terjedt Tibet, Bhután és Szikkim felé. A Pála Birodalomban rengeteg templomot építettek valamint egy speciális buddhista művészeti iskola is kiformálódott.
1193-ban mérföldkövet jelentett az indiai buddhizmus hanyatlásában, hogy török-iszlám fosztogatók porig égették Nálandát. A 12. század végére a buddhizmus visszahúzódott a Himalája lába felé északra vagy délen Srí Lankára. Ennek oka az volt, hogy a legfőbb bihari buddhista központokban az iszlám vallás nyomult be és ezzel egyidejűleg megszűnt a politikai támogatottság is valamint erős kaszt nyomás volt tapasztalható. Továbbá nem kedvezett a buddhizmus számára az újraéledő Hinduizmus. A buddhizmus hanyatlásának több oka is volt. A király vallásától egészen függetlenül az egyes államok egyenlően bántak minden jelentős szekta képviselőivel. Vallási emlékműveket és kolostorokat építettek, amelyek legtöbbször tehetős családok adományaiból válhattak valóra. Voltak időszakok, amikor állami, illetve királyi kincstári pénzekből is jutott az építkezésekre. A buddhizmus esetében főleg jelentősnek bizonyultak ezek a támogatások.
A kasztrendszer folyamatos kiterjesztése megváltoztatta a politikai és gazdasági erők helyzetét. Központosítással ellentétes folyamat zajlott le mindenfelé. Egyre inkább a kasztrendszer került előtérbe a világi életben, a társadalmi és gazdasági kapcsolatok színterén. A brahminok egy újfajta kapcsolatot építettek ki az állammal, amely kötelezte a hivatalnokokat, hogy érvényesítsék a kasztokkal kapcsolatos szabályozásokat. A rendszer hízott, az államok fokozatosan elveszítették a bevételeik feletti irányításukat. A legjelentősebb tényező a gupták bukása volt. Az indiai társadalom máshogyan fejlődött, mint a kínai vagy római, amelyekben a kormányhivatalnokok domináltak. Indiában a brahminok örökölték hatalmi pozícióikat tiszavirág életű államok sorozatán keresztül.
A közélet egyre több színterét szabályozták a brahminok, akik az általuk vezetett szertartásokért pénzt szedtek. Az általuk felügyelt kasztrendszer szabályait azért hozták létre, hogy ellenőrzés alatt tarthassák a helyi gazdasági termelést és a termékek elosztásának nagy részét. Ez átalakította a tulajdonrendszert. Ilyen módon váltotta fel a buddhizmust a hinduizmus. A buddhizmust a rivális hindu templomok – amely a bhakti mozgalom újítása volt – valamint a hindu szerzetesek megjelenése is gyengítették, így lecsökkent a buddhizmus anyagi támogatása és népszerűsége is. Az utolsó uralkodó, aki támogatta a buddhizmust, a 12. században a pála dinasztia alatt élt, ám az iszlámot terjesztő muszlim hódítók lerombolták a kolostorokat és az egyéb buddhista vallási építményeket.

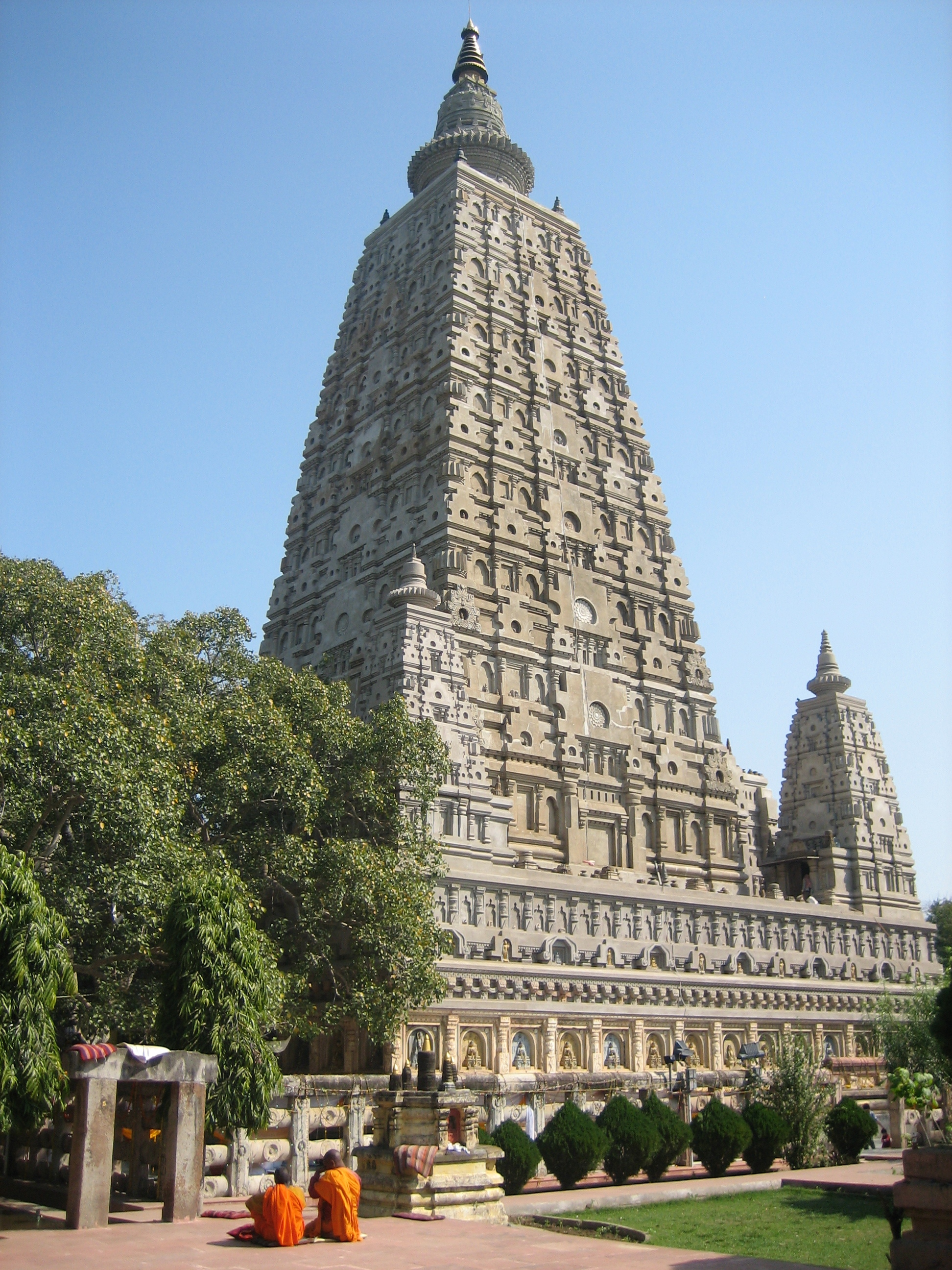
A Mahábódhi templom, UNESCO világörökségi helyszín
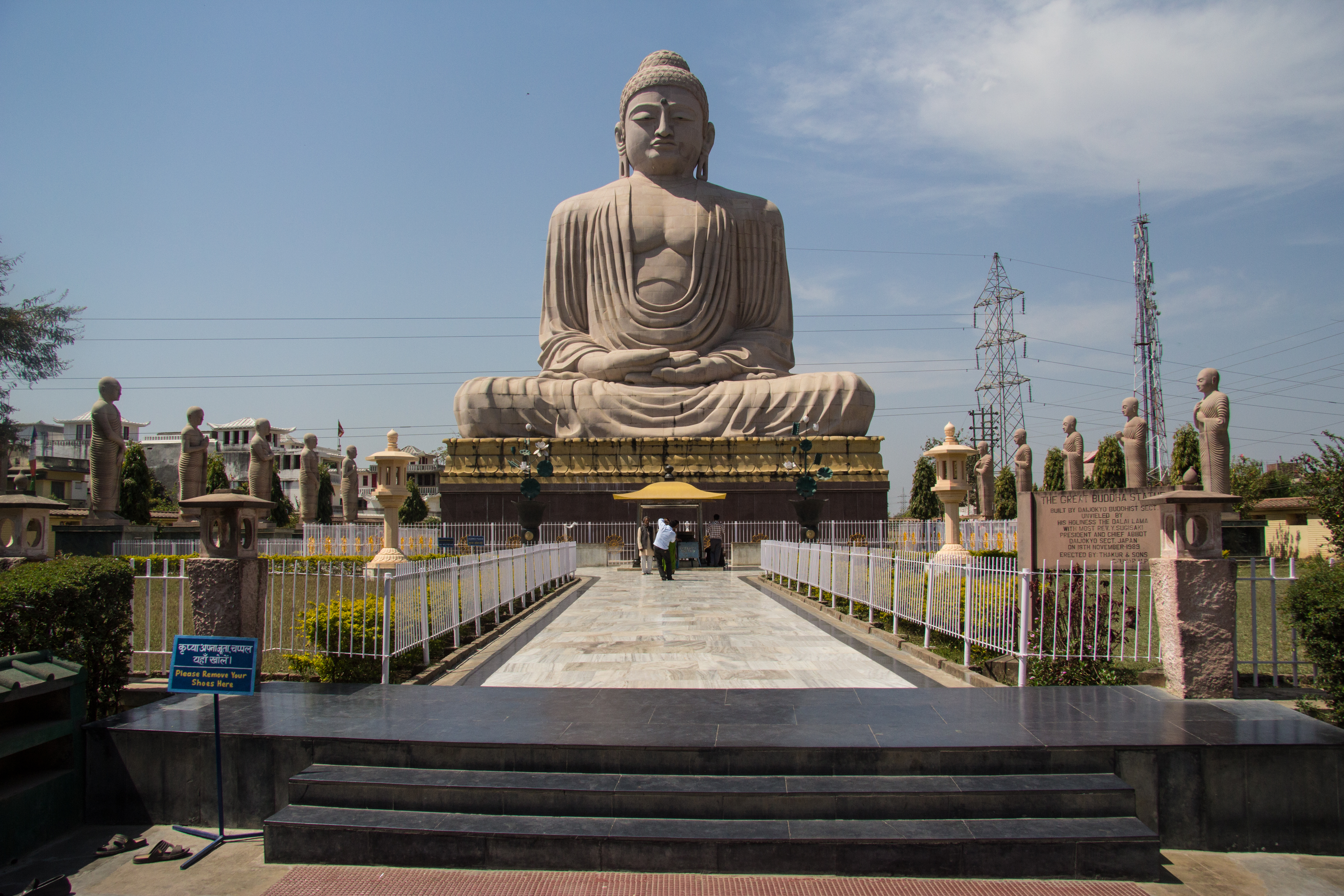
Nagy Buddha-szobor Bodh-Gajában
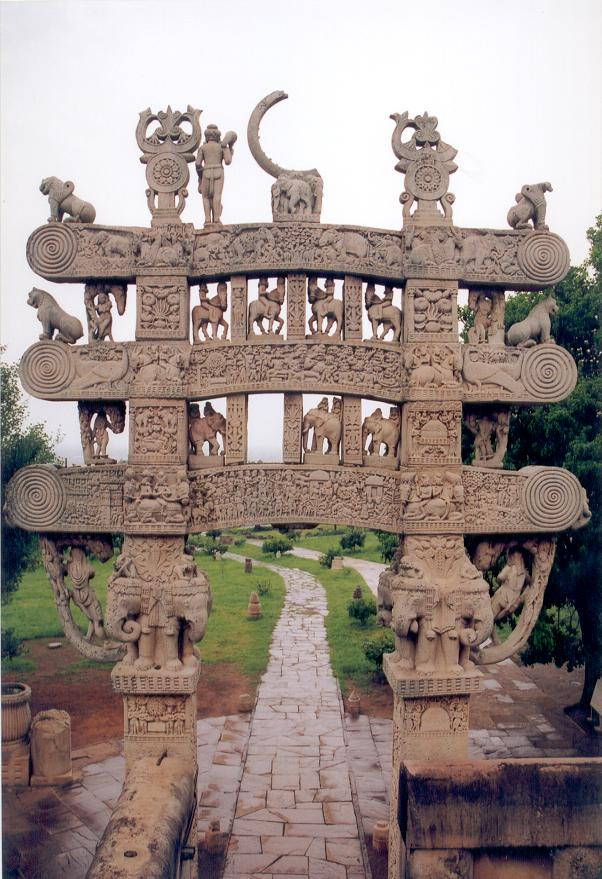
A nagy Száncsi-sztúpa északi bejárata
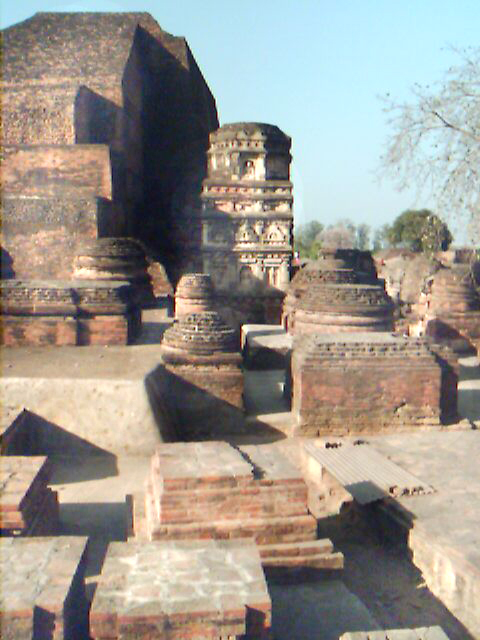
A Nálandai Egyetem romjai
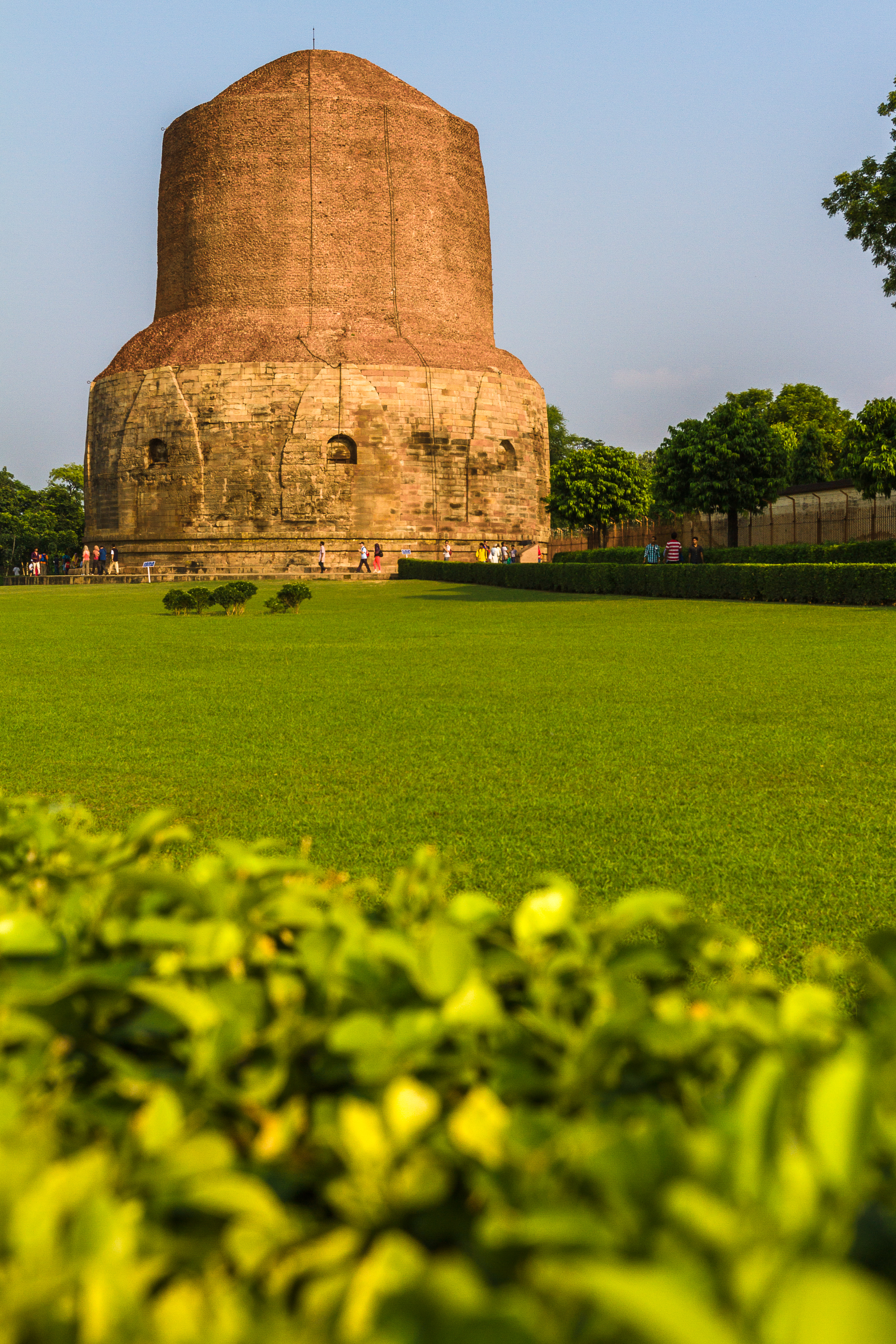
A Dhámek-sztúpa, Szárnáth
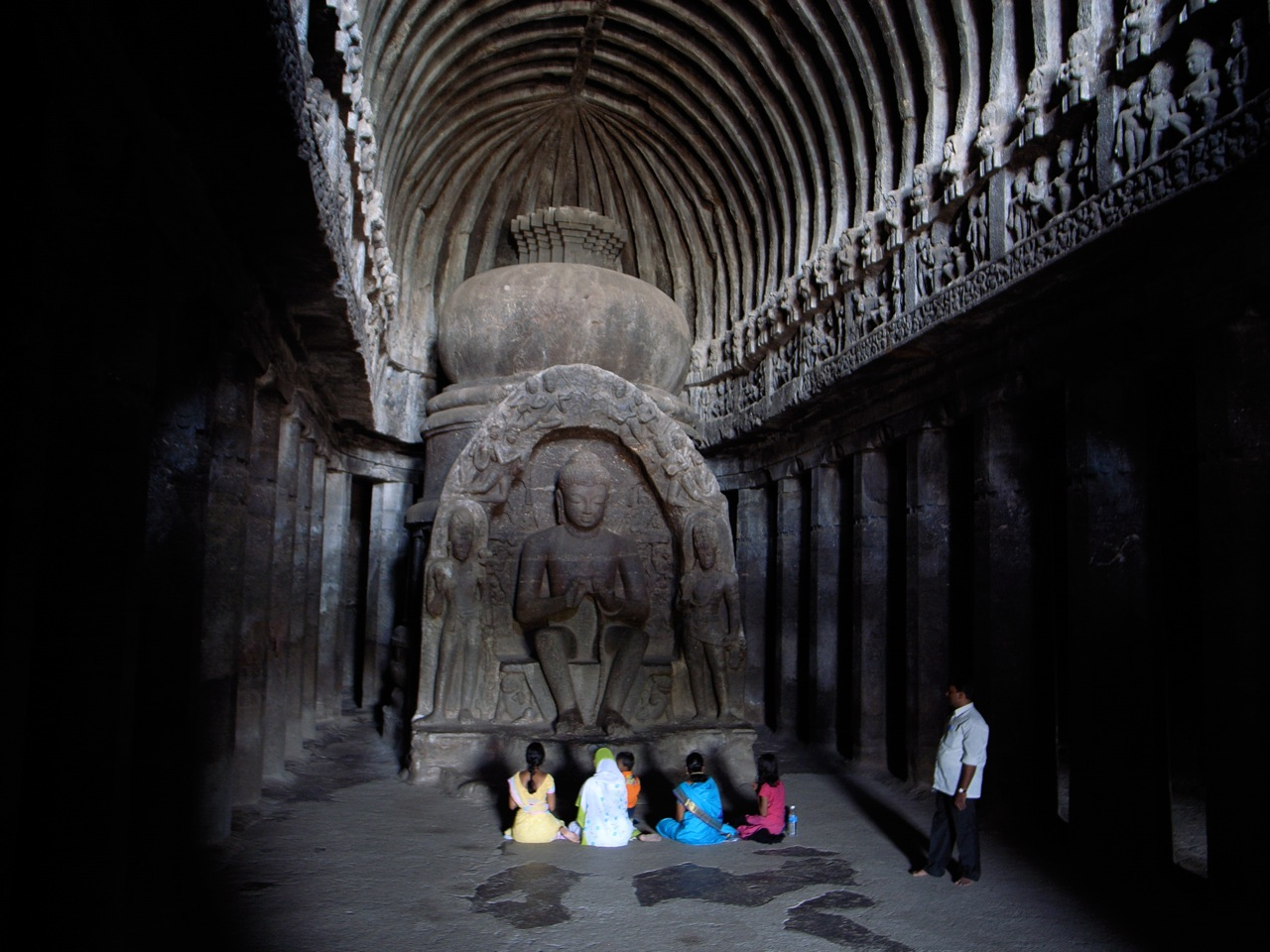
Púdzaá szertartást végző emberek Ellórai-barlangok egyik barlangjában
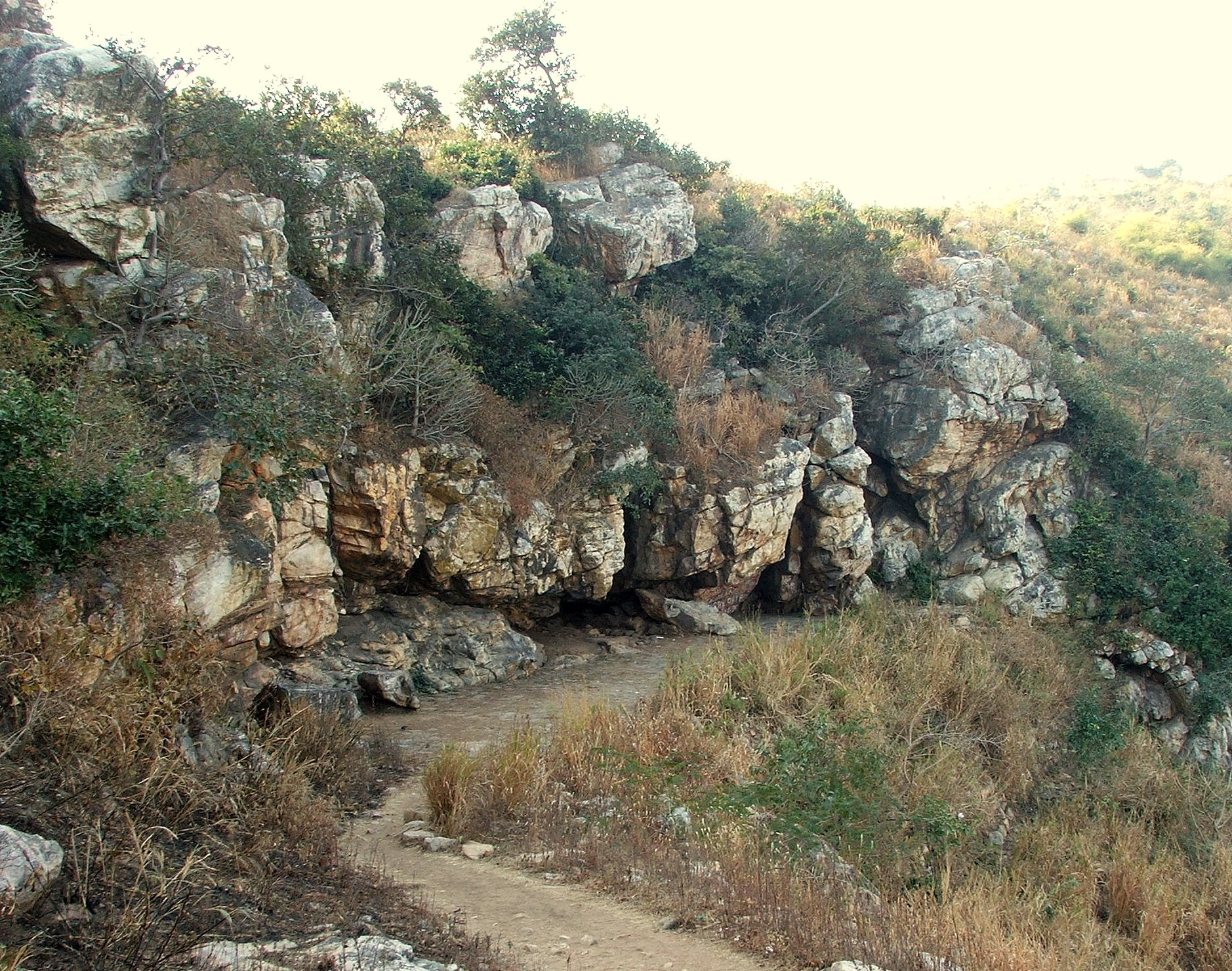
A Rádzsgír melletti Szattapanni-barlangokban tartották az első buddhista tanácskozást

### Közép- és Észak-Ázsia

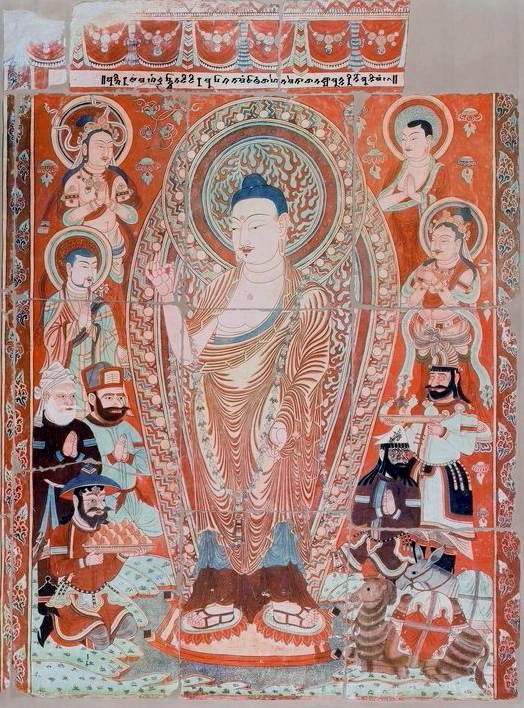
Pranidhi jelenet, 9. templom (20. barlang). Bezeklik ezer buddha-barlangok

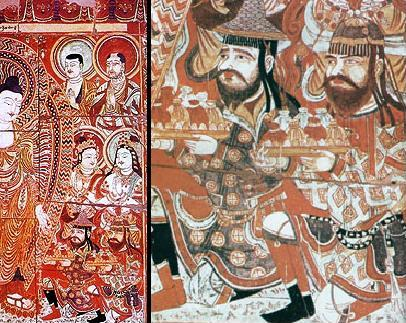
Szogdiai kereskedő adományoz Buddha felé. Bezeklik ezer buddha-barlangok

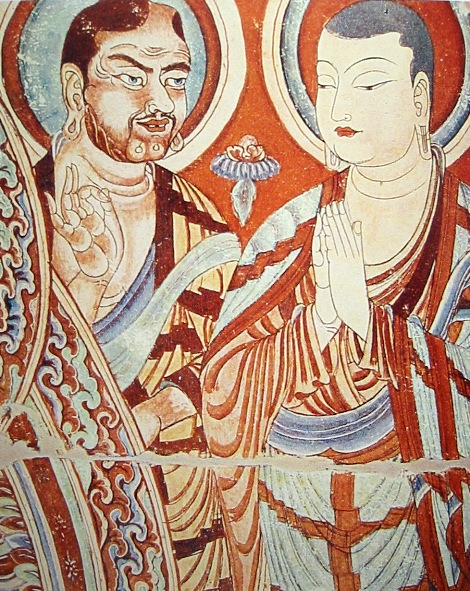
Kék szemű közép- és kelet-ázsiai buddhista papok, Bezaklik, Kelet Tarim-medence, Kína, 9–10. század

#### Közép-Ázsia
Közép-Ázsiára már csaknem a vallás keletkezésétől kezdve hatással volt a buddhizmus. Egy páli nyelven fennmaradt legenda szerint egy baktriai kereskedő testvérpár, Tapasszu és Bhallika, meglátogatta a Buddhát majd a tanítványaivá váltak. Visszatérvén Bactriába templomokat építettek a Buddhának. Az i. e. 2. század során a Han-dinasztia nyugati irányú terjeszkedése során kerültek a kínaiak kapcsolatba Ázsia hellenisztikus műveltségével, elsősorban a gréko-baktriai királyságokéval. Ezután a buddhizmus északi terjedésével alakultak ki buddhista közösségek, sőt buddhista királyságok is Közép-Ázsia különböző szegleteiben. Néhány selyemúton fekvő városában például csaknem kizárólag buddhista sztúpák és kolostorok álltak és úgy tűnik ezeknek fő szerepe az volt, hogy a kelet és nyugat között utazóknak tegyenek szolgálatot. Ezen a területen - Kína, India és Perzsia találkozóhelyén - a théraváda hagyomány először az iráni törzsek között terjedt el, még mielőtt egybe olvadt volna a mahájána formákkal az i. e. 2–3. században. Ez érvényes a mai Pakisztánra, Kasmírra, Afganisztánra, kelet Iránra és a part menti részekre, Üzbegisztánra, Türkmenisztánra és Tádzsikisztánra. Kínába az ősi Gandhára, Baktria, Pártia és Szogdia államokból terjedt át. Ezek közül az első állam Baktria volt, ahol már az i. e. 3. században megjelent a buddhizmus, és egyidejűleg más vallások is természetesen jelen voltak: zoroasztrizmus, hinduizmus, nesztorianista kereszténység, zsidó, manicheizmus, sámánizmus, tengrizmus és egyéb helyi szervezet nélküli hitrendszerek. Számos iskola (nikája) létezett Közép-Ázsiában és Kínában körülbelül a 7. századig. Ebben az időszakban a mahájána volt uralkodó, ám mivel a hit nem alakított ki egy saját nikája értelmezést, így a szarvásztiváda és a dharmaguptaka maradt a közép-ázsiai kolostorok szellemi tápláléka.
Számos buddhista királyság létezett a kontinens középső részén, főleg Indiában, ám a heftaliták 5. századi mészárlása nagy pusztítást végzett közöttük, sőt Mihirkula király uralkodása alatt üldözték is őket. Az iszlám megjelenésével a vallás hanyatlásnak indult. A háborúk során rengeteg sztúpát romboltak le a 7. században. A muszlimoktól dzimma státuszt kaptak, mivel a „könyv népei” közé sorolták őket, ahogy a kereszténységet vagy a judaizmust is. Ez annyit jelentett, hogy adófizetés ellenében bizonyos védettséget élvezhettek, többek között szabadon gyakorolhatták vallásukat. A mongolok uralma alatt, Dzsingisz kán hódításait követően, a buddhizmus újra erőre kapott, ám száz év alatt a hódítások után visszamaradó mongolok áttértek az iszlámra, és annak terjesztésébe fogtak Közép-Ázsiában. Csupán a keleti mongolok és a Jüan-dinasztia mongoljai őrizték meg a buddhizmus vadzsrajána változatát.

#### Pártus Birodalom
A buddhizmus nyugati irányban a Pártus Birodalomban (vagy Pártia) is elterjedt, legalábbis az Óperzsa Birodalomban fekvő Merv sivatagi városáig, ami ma Türkmenisztán területén található. Szovjet régészeti csoportok a Merv melletti Giaur Kala településen ásatások során feltártak egy buddhista kápolnát, egy hatalmas Buddha-szobrot és egy kolostort. A pártusok közvetlenül érintettek lettek a buddhizmus népszerűsítésében, ugyanis a legenda szerint An Si-kao (kb. 148), pártus herceg Kínába utazott, ahol ő lett az első, aki buddhista szövegeket kínaira fordított. A dél-kínai utazásairól szóló történeteket ma már inkább csak legendának tekintik. An Si-kao történelmi személyét pártus hercegként a rendelkezésre álló keleti források alapján egyelőre nem sikerült beazonosítani Azt sem tudjuk, hogy a szarvásztiváda vagy a mahájána irányzat követője volt-e.
A Perzsa Birodalom egyes részein az indiai buddhizmus néhány évszázad alatt elterjedt. A Maurja Birodalom segített elterjeszteni a buddhizmust a mai modern Irán teljes területén. Nagy számban küldtek szét buddhista hittérítőket, hogy terjesszék Buddha tanításait és a kelet-iráni Horászán tartományban még hivatalos vallássá is vált. Perzsiában különféle nyelvek, vallások és kultúrák léteztek egymás mellett. A buddhizmus ezekkel érintkezve és keveredve fejlődött és vett fel helyi jellegzetességeket. A hanyatlás előtt egymás mellett létezett a buddhizmus, a sámánizmus, a zoroasztrizmus, a kereszténység és később az iszlám. Bizonyos fokú szinkretizmusra is akadnak bizonyítékok a buddhizmus és a manicheizmus között, amely az egyik legnagyobb iráni eredetű gnosztikus vallás a 3. századból. A Szászánida Birodalom idején a zoroasztrizmus vált államvallássá, és üldözték a buddhistákat az egész térségben. Ekkor rengeteg buddhista helyszínt égettek fel. Azok a buddhista helyszínek, amelyek valahogyan mégis átvészelték ezt az időszakot, az 5. században a heftaliták (fehér hunok) fosztogatásai jelentették a véget. Mahmúd Gázán kán mongol uralkodó, aki fiatal korában buddhista oktatásban részesült, 1310-ben áttért az iszlám hitre, amelyet az ilhánok államvallásává tett. Betiltotta a buddhizmus gyakorlását, de engedte, hogy a szerzetesek elvándoroljanak szomszédos buddhista területekre.

#### Tarim-medence

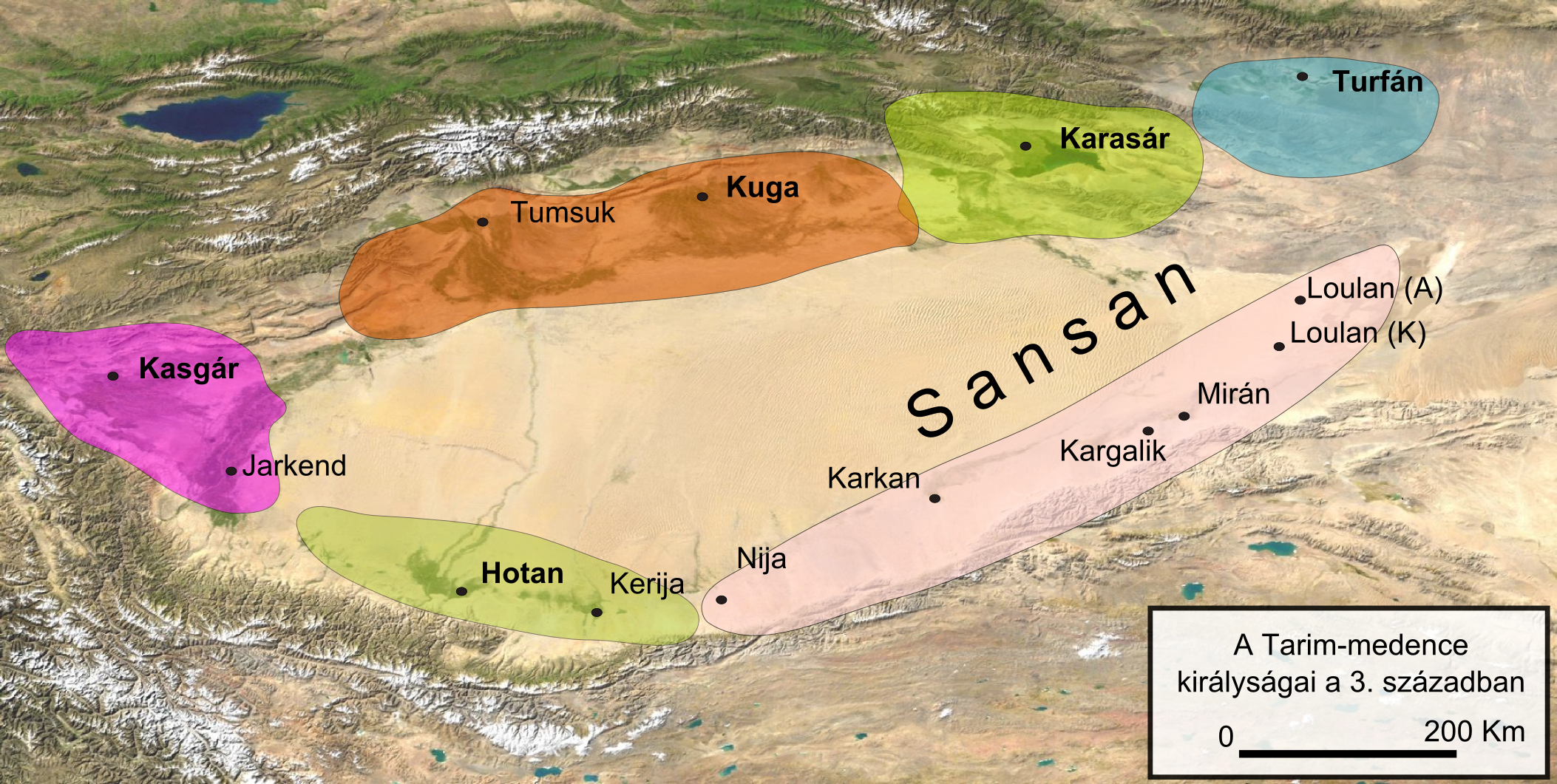
A Tarim-medence királyságai a 3. században

Közép-Ázsia keleti részén (Kínai Turkesztán, Tarim-medence, Hszincsiang) rendkívül gazdag buddhista műkincseket találtak (falfestményeket és domborműveket számos barlangban, vászonra festett hordozható festményeket, szobrokat és rituális tárgyakat), amelyek sokrétű behatásról árulkodnak Indiától a hellenisztikus kultúráig. Az ún. szerindiai művészet, amely a 2. századtól a 11. századig fejlődött ki Szerindiában avagy Hszincsiangban, Kína nyugati részén, nagyban emlékeztet a gandhárai stílusra. Nem véletlen, hogy találtak itt kharosti karakterekkel írt gandhárai írásokat.
Úgy tűnik, hogy a közép-ázsiai terület kultúrája fontos szerepet játszott a buddhizmus keleti irányú terjesztésében. A buddhista szövegeket először a pártusok fordították kínai nyelvre, akik közül harminchét fordító neve ismert. A 10. századig látható, hogy közép- és kelet-ázsiai buddhista papok szoros kapcsolatot ápoltak egymással. Ezekről tanúskodnak a Tarim-medencében található freskók is. A medencében kialakult behatásokat azonban rendkívül nagy intenzitással szívta fel az erőteljes kínai kultúra. A szerindiai művészet gyakran Gandhára gréko-buddhista művészetéből ered. Ebben ötvöződik az indiai és a görög művészet. Ennek a kölcsönhatásnak erőteljesen kínaiasított változata szintén megtalálható a Tarim-medence keleti részén.

#### Kína

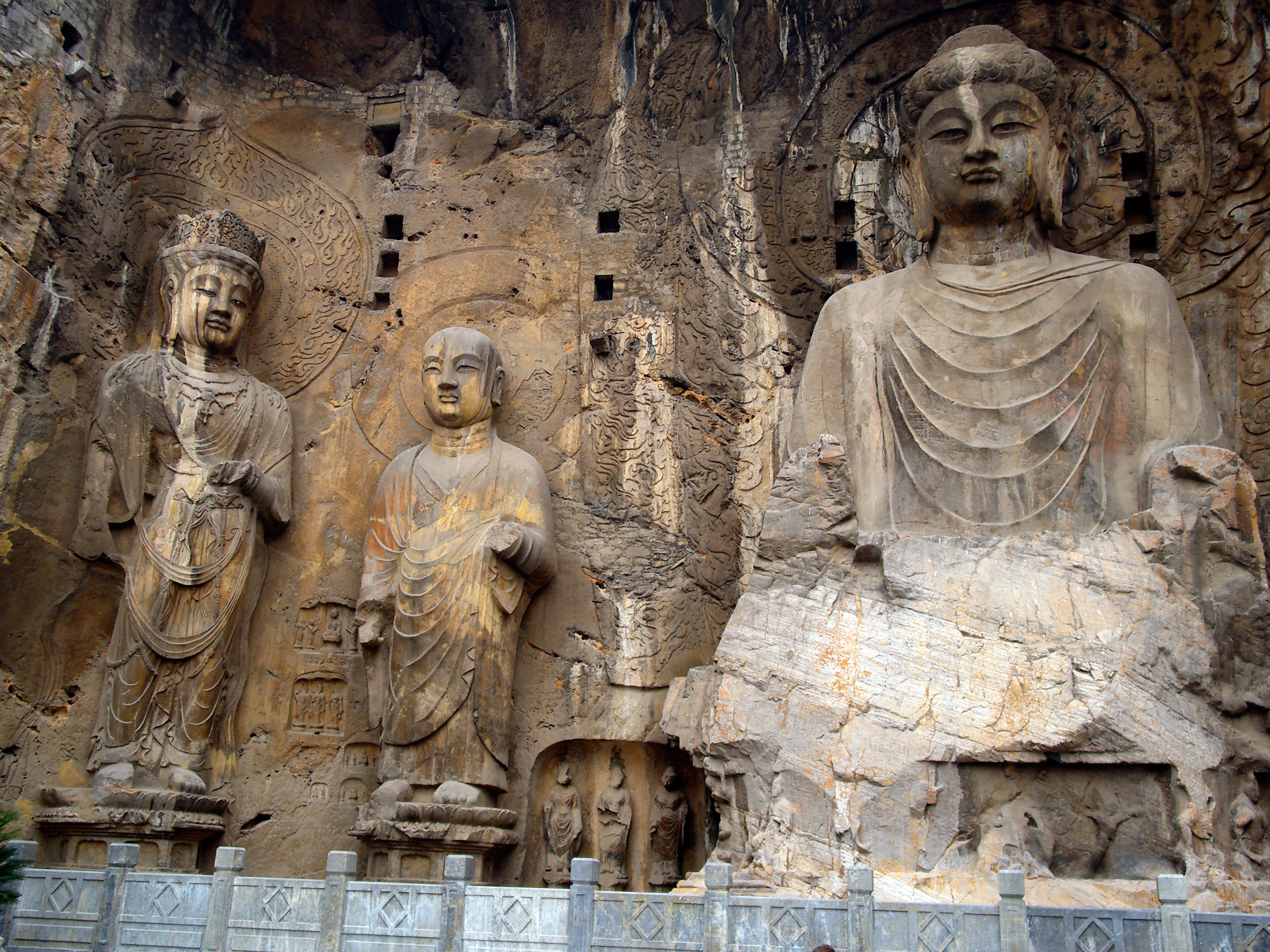
Hatalmas Tang-dinasztia korabeli bódhiszattva szobrok, egy arhat, és Vairócsana Buddha. Lungmen-barlangok, Honan tartomány, Kína

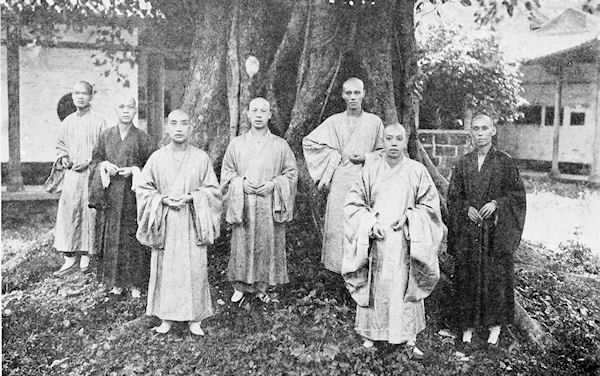
Kínai buddhista szerzetesek a Csing-dinasztia idejében

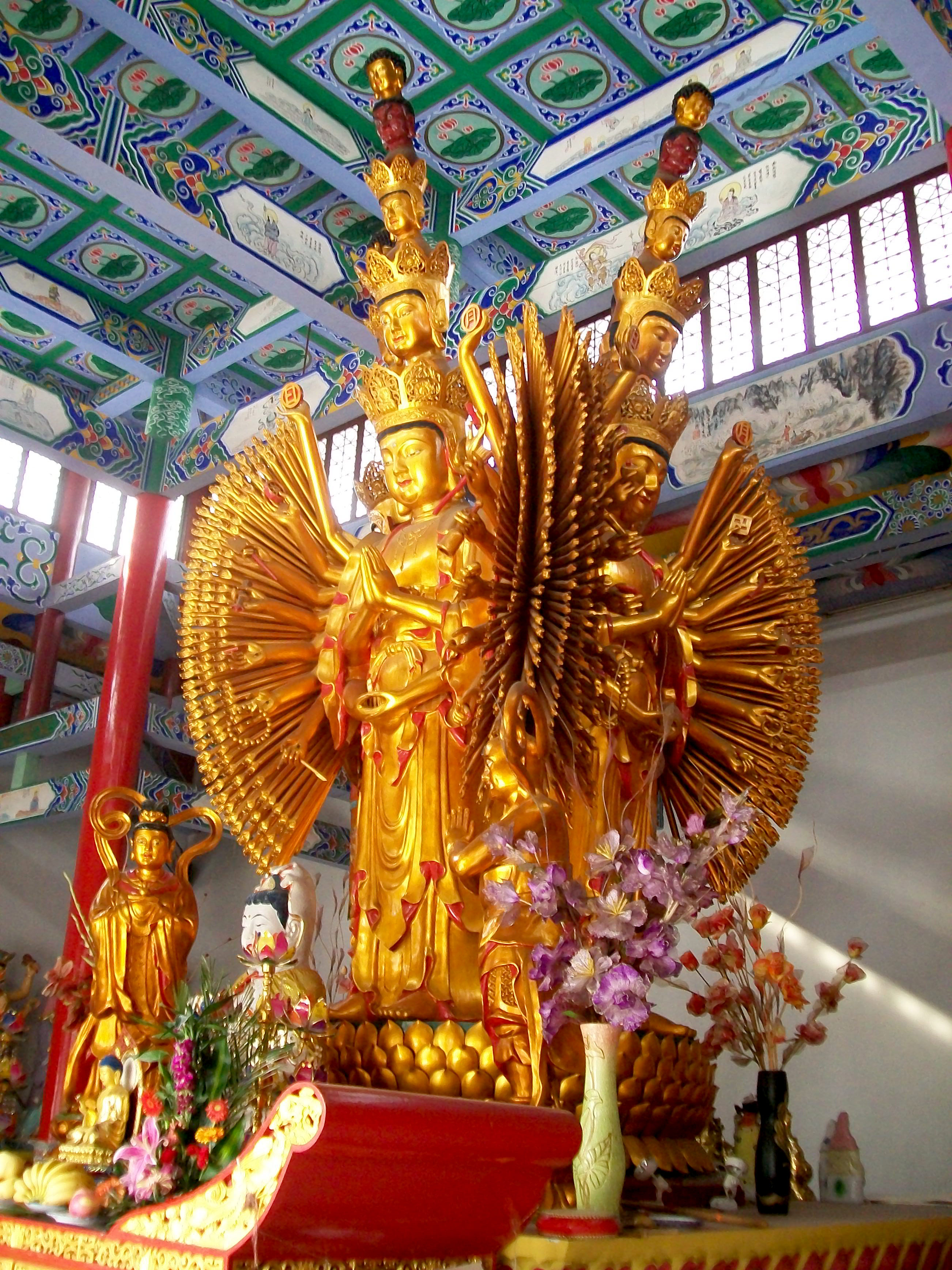
Az ezer karú Avalókitésvara bódhiszattva. Kuanjin kolostor, Anhuj, Kína

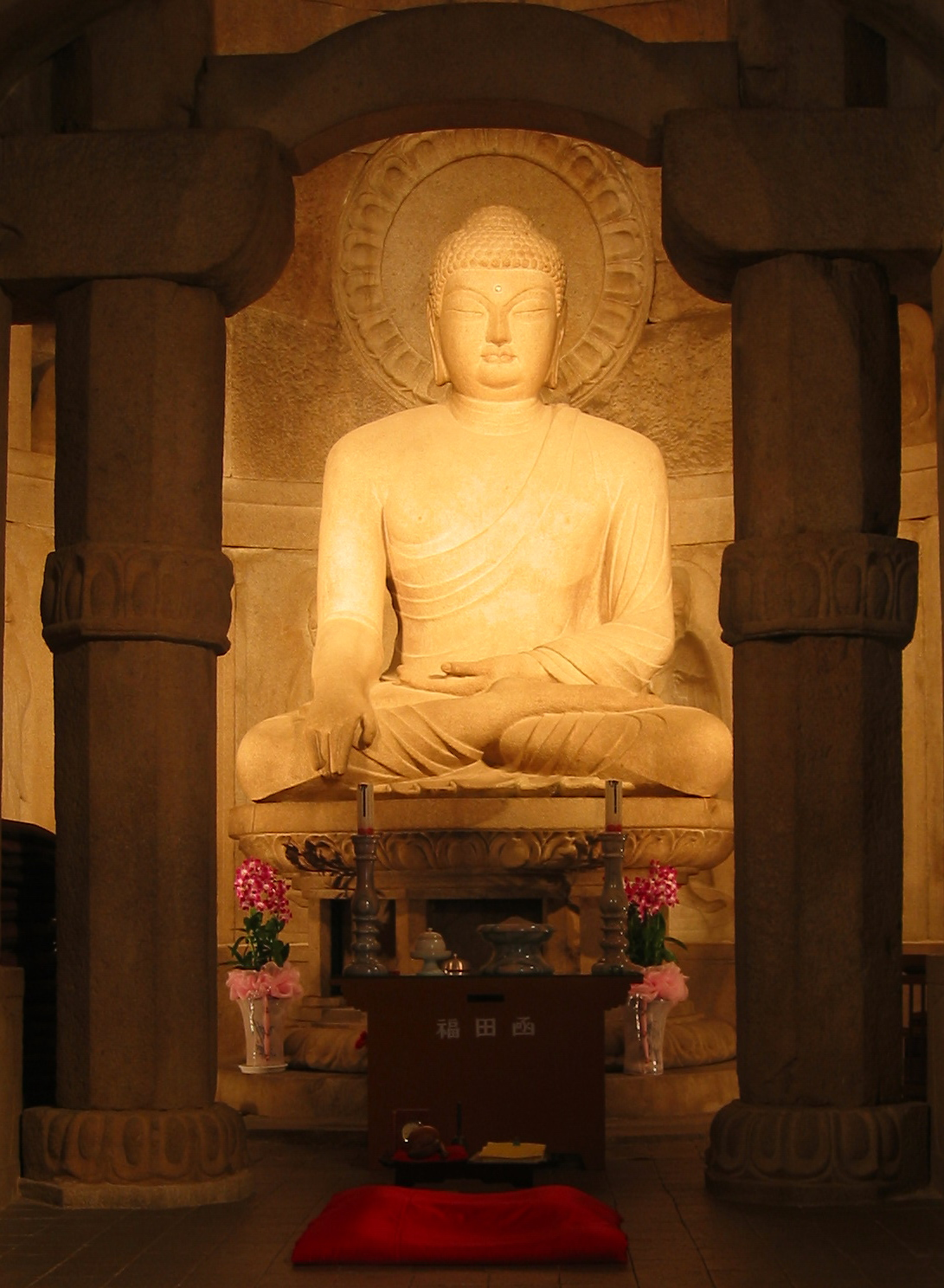
Sákjamuni Buddha szobra a Szokkuram sziklabarlangban, Dél-Koreában

Annak ellenére, hogy Asóka idejéből él néhány hagyomány egy bizonyos pap kínai látogatásáról, azonban Kínába feltehetően csak az 1. század körül érkezett meg a buddhizmus Közép-Ázsia felől. A 8. századra a terület rendkívül aktív buddhista központtá vált. Hivatalosan 67-ben jelent meg a buddhizmus Moton és Csufarlan papok érkezésével. Az uralkodó támogatása mellett megalapították a Fehér Ló-templomot (白馬寺), amely ma is létezik Lojang közelében. A 2. század végére virágzó közösség alakult ki Pengcsengben (ma Szucsou, Csiangszu). Az első mahájána szövegeket egy Lókakséma nevű szerzetes, tudós fordította kínaira 178 és 189 között. A legkorábbi buddhista tárgyi emlékek „pénz fákat” ábrázoló kis szobrok körülbelül 200-ból. A szobrok jellegzetes gandhárai rajzstílussal készültek. A 4. századtól kezdve kínai zarándokok is elvándoroltak önállóan a selyemúton Indiába, hogy az eredeti szövegekkel közelebbről is megismerkedhessenek. A kínai források szerint a legelső kínai felszentelt pap Csu Csi-hszing volt, aki 260-ban utazgatott Közép-Ázsiában a buddhizmus tanait keresve. Mégis Fa-hszien szerzetes indiai zarándoklatát tartják a legjelentősebbnek (395–414) ebben az időszakban, aki hat évig tanulmányokat folytatott különböző indiai kolostorokban, majd tengeren keresztül érkezett vissza Kínába. Hszüan-cang (629–644) és Hjecso Koreából utaztak Indiába.
A Tang-dinasztia legelején virágzott a buddhizmus (618–907). A dinasztiát kezdetben erős fokú nyitottság jellemezte a külföldi behatások felé. Az indiai kultúrával is feléledtek a kapcsolatok, amikor kínai papok rendszeresen utaztak Indiába a 4–10. századig. A Tang főváros Csangan (ma Hszian) jelentős buddhista központtá vált. Innen terjedt tovább a buddhizmus Koreába, és a kentosi japán küldöttek közreműködtek abban, hogy eljusson végül egészen Japánba is. Azonban a dinasztia vége felé már negatív megítélése lett a külföldi behatásoknak. 845-ben a Tang császár (Wuzong) teljesen elhatárolódott minden „idegen” vallástól, mint például a keresztény nesztorianizmus, a zoroasztrizmus, és a buddhizmus, azért, hogy támogassa a helyi taoizmust. Az egész birodalomban elkobozta a buddhisták vagyonát, elpusztította a kolostorokat és a templomokat és kivégezte a buddhista papokat. Ezzel egy időre véget ért a buddhista kultúra uralkodása. Úgy tartják, hogy Vu-cung császár nem bírta a buddhista szerzetesek látványát, akikről azt vallotta, hogy adókerülők. 845-ben elrendelte 4600 buddhista kolostor és 40 000 templom lerombolását. Több mint 400 000 buddhista szerzetes és apáca vált paraszttá és meg kellett fizetniük a „két adót” (gabona és ruha). Vu-cung idegen vallásnak tekintette a buddhizmust és ugyanezen oknál fogva üldözte a Kínában élő keresztényeket is. David Graeber szerint a buddhista szervezetek rengeteg nemesfémet gyűjtöttek össze, amelyre szüksége volt a kormánynak a pénzügyi stabilitás megalapozásához. Az ősi kínai buddhizmus ezután soha nem volt már képes eredeti formáját visszanyerni.
Azonban, mintegy száz évvel a nagy buddhistaüldözés után a Szung-dinasztia uralkodása alatt (1127–1279) újra feléledt a buddhizmus. A Szung-dinasztia korszaka két különálló időszakból áll: az északi és a déli Szung. Az északi Szung-dinasztia idején (北宋, 960–1127) a főváros Piencsing volt és a császáruk uralta egész belső Kínát. A déli Szung-dinasztia (南宋, 1127–1279) időszaka onnantól számít, amikor elvesztették az irányítást Észak-Kína felett. A déli Szung-dinasztia fővárosa Linan (a mai Hangcsou) volt. Annak ellenére, hogy hatalmas területeket veszítettek és az ősi kínai civilizáció bölcsőjének számított területek sem tartoztak már hozzájuk, a Szung gazdaság nem hevert romokban. Itt élt ugyanis a lakosság hatvan százaléka és itt volt a művelhető földek többsége is. A Szung-dinasztia idejében a közigazgatás a csan buddhizmust (禪) használta arra, hogy megszilárdítsa hatalmát a vidéken. Így válhatott a csan a kínai buddhizmus legnagyobb szektájává. A dinasztia első időszakában a csan Tiszta Föld szinkretizmus volt az uralkodó mozgalom. A buddhista ideológia összefonódott a konfucianizmussal és a taoizmussal, részben a buddhista szövegekben meglévő kínai filozófiai kifejezések miatt. Több konfucianista tudós igyekezett újra megfogalmazni a konfucianizmust neokonfucianizmusként. A Szung-dinasztia idején, 1021-ben, a feljegyzések szerint közel félmillió (458 855) buddhista szerzetes és apáca élt és tevékenykedett a kolostorokban. Ezek közül 397 615 volt szerzetes és 61 240 volt apáca.

#### Korea
A buddhizmus Kínán keresztül 372-ben jutott el a Koreai-félszigetre. Ekkor a sámánizmus volt a helyi koreai vallás. Nem látszott konfliktus a természettisztelet rítusaival, ezért a buddhizmus összekeveredett a sámánizmussal. Azok a hegyek, amelyeket a buddhizmus előtti időkben a szellemek lakóhelyének hittek, a buddhista templomok helyeivé váltak. A koreai buddhizmus elfogadta a koreai sámánizmus főbb szellemeit, és még manapság is több templomában tisztelik ezeket a szellemeket. A buddhizmusnak és a sámánizmusnak ez a keveréke vált koreai buddhizmusként ismertté, noha Buddha alapvető tanításai megmaradtak. Pekcsében 384-től, Sillában 535-től államvallás. Bár kezdetben széles elfogadottságot élvezett, még állami ideológiaként is támogatták, a buddhizmus Koreában erős elnyomatást szenvedett el a Csoszon-dinasztia idején, ami több mint ötszáz évig tartott. Ebben az időszakban a buddhizmustól a neokonfucianizmus vette át a dominanciát. Csak miután a buddhista szerzetesek segítettek visszaverni egy japán inváziót a 16. század végén, állt meg a buddhizmus üldözése. Ennek ellenére a buddhizmus elnyomott maradt a Csoszon-dinasztia végéig. A pozíciója valamennyit javult ezután a gyarmati időszakban (1910–1945). A második világháborút követően pedig a koreai buddhizmus ismét bizonyos mértékű elfogadottságot nyert.

#### Japán

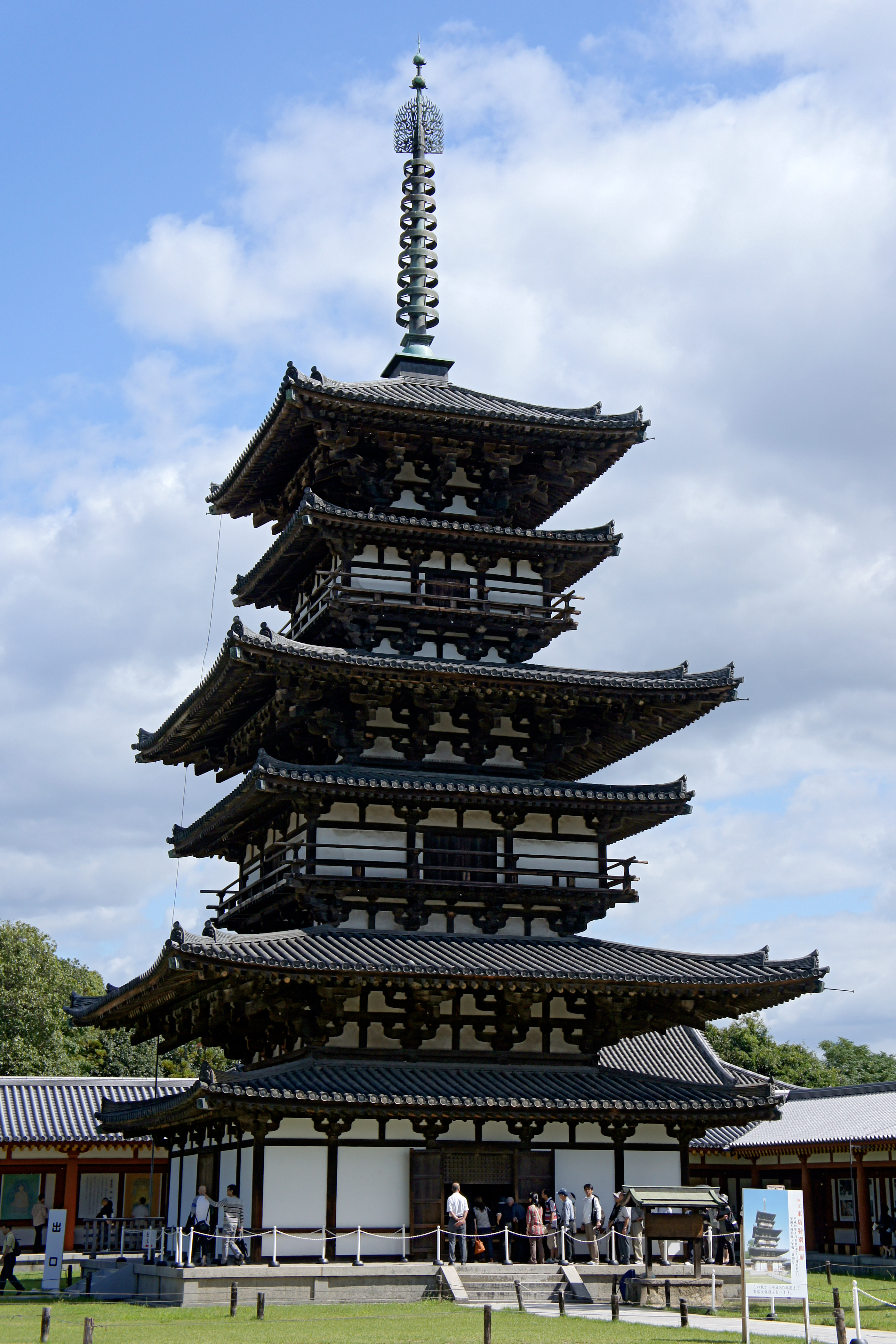
A Jakusidzsi pagoda Nara városban (730)

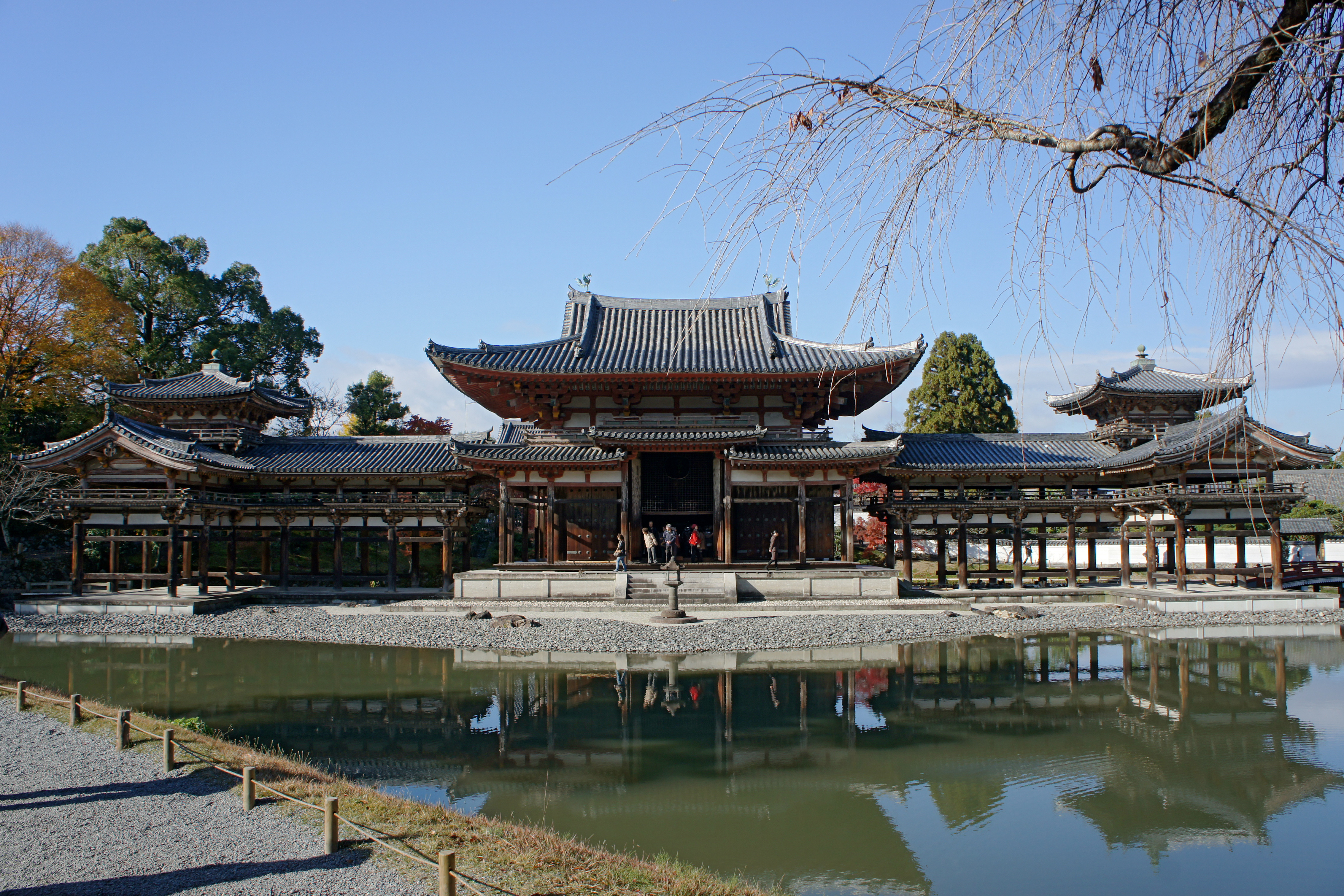
A Bjódóin templom (Tiszta Föld szekta) Udzsi településen

Az indiai szubkontinensről Kína és Közép-Ázsia kölcsönhatása révén jutott el a buddhizmus Japánba. Jelentős szerepet játszott a folyamatban Csang Csien i. e. 138 és i. e. 126 közötti utazásait követően a selyemút megnyitása. A buddhizmust hivatalosan i. sz. 67-ben vezették be Kínában. A történészek egyetértenek abban, hogy az 1. század közepére a dharma eljutott a Huai-folyó területére is. Egy kínai lelkész ajánlotta a Vinaja rendszert a japán buddhizmus számára 754-ben. Ennek eredményeképpen nagy sebességgel fejlődött ki a szigetországban a buddhizmus. Szaicsó és Kúkai, japán szerzetesek kínai utazásuk során találkoztak a buddhizmussal, majd áthozva Japánba megalapították a japán buddhizmus két fontos ágát, a tendait és a singont.
Mivel Japán a selyemút egyik végén volt, képes volt megőrizni a buddhizmusnak sok fajtáját, amik Indiából később eltűntek, és amelyeket Közép-Ázsiában és Kínában erősen elnyomtak. 710-től kezdve rengeteg templom és kolostor épült a fővárosban, Narában. Ekkor nőtt ki a földből az ötemeletes Hórjúdzsi pagoda és a Kófukudzsi templom. Számtalan festmény és szobor készült, gyakran kormányzati támogatással. A japán buddhista művészeti alkotások különösen gazdagok voltak a 8. és a 13. század között a Nara-, a Heian- és Kamakura-korokban.
A 12–13. századi Kamakura-kor lázadásokkal teli időszak volt, amelyben az ország irányítása a császári arisztokráciától a szamurájok kezébe került. 1185-ben alapították meg a Kamakura sógunátust (Kamakura-bakufu). Ebben a korban két olyan iskola jött létre, amelyek az országra a legnagyobb hatást gyakorolták. Az egyik az amidisták (Amida Buddha nevéből, szanszkrit: Amitábha Buddha) Tiszta Föld iskolái voltak, amelyet olyan tudósok és szerzetesek fémjeleztek, mint Gensin vagy Hónen. A másik az ezeknél filozófikusabb zen iskolák voltak, amelyekhez olyan szerzetesek tartoztak, mint Eiszai vagy Dógen. Ebben a korban kezdte el tanítani Nicsiren a Lótusz szútrát, amelyből később különálló iskola jött létre (nicsiren buddhizmus).
Az 1868-as Meidzsi-restauráció során a kormány hozzáállása erősen buddhista ellenes volt. Igyekeztek kiirtani a buddhizmust Japánból és a sintó vallást újra felemelni, mivel a ország szerte erősen összefonódott a buddhizmus és a sógunság. A Meidzsi-korban (1868–1912) az 1868-as puccs után japán felhagyott a feudális rendszerrel és nyitottak a nyugati modernizmus felé. A sintó lett az államvallás. A buddhista intézmények fenyegetőnek érezték a nyugati világot és kihívásnak, így csak egy egyszerű választásuk maradt. Vagy alkalmazkodtak, vagy elbuktak. A rinzai és a szótó zen az alkalmazkodást választották, más iskolák elbuktak. Az 1872. áprilisi kiáltvány eltörölte a buddhista papok fogadalmi kötelességét és onnantól kezdve házasodhattak és ehettek húst. A szerzetesek számára megengedett világi életmód mellett újra feléledt a császárság és kialakult az állami sintó vallás. A buddhizmus kiszorult a társadalom legszélére.
A második világháború után megnövekedett a buddhista papok iránti igény, akik éltették az elesett katonákat, temetési szertartásokat vezettek. Ennek ellenére a világiasodás és a materializmus miatt a buddhizmus és a vallás tovább hanyatlott. A 20. századi Japánban megnövekedett a háború utáni mozgalmak száma és tovább hanyatlott a buddhizmus. Évente mintegy száz buddhista szervezet tűnik el a szigetországban. A valláskövetők száma 1990 óta 77,9%-ról 66,3%-ra csökkent 2011-re. A japán temetések közel 90%-a még így is a buddhista szertartásokat követi. 1963-ban Tamamuro Taidzso ezt a jelenséget temetkezési buddhizmusnak nevezte, amelyben az emberek számára a buddhizmus nem fontos a hétköznapokban, csupán a temetések alkalmával.
A hagyományos buddhizmus szertartásos gyakorlatai ellenére a háború utáni Japánban a Szóka Gakkai világi követői által feltámasztott nicsiren buddhizmus feléledőben van. Az elmúlt ötven év alatt a tagok száma 3000-ről több mint 8 millióra nőtt és iskolákat, főiskolákat, egy egyetemet és kulturális intézményeket is létrehoztak.

#### Tibet

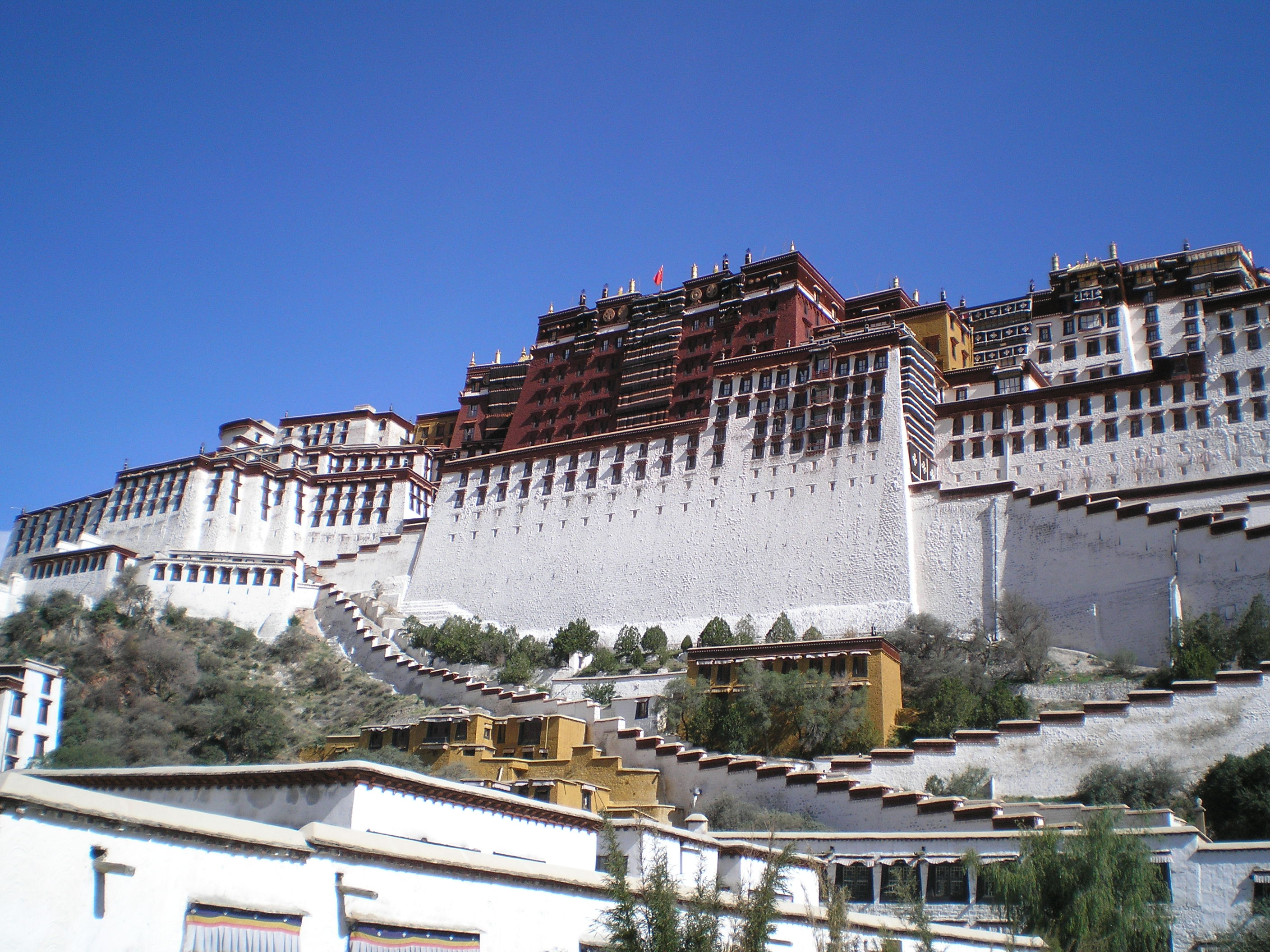
Potala palota, Lhásza, Tibet

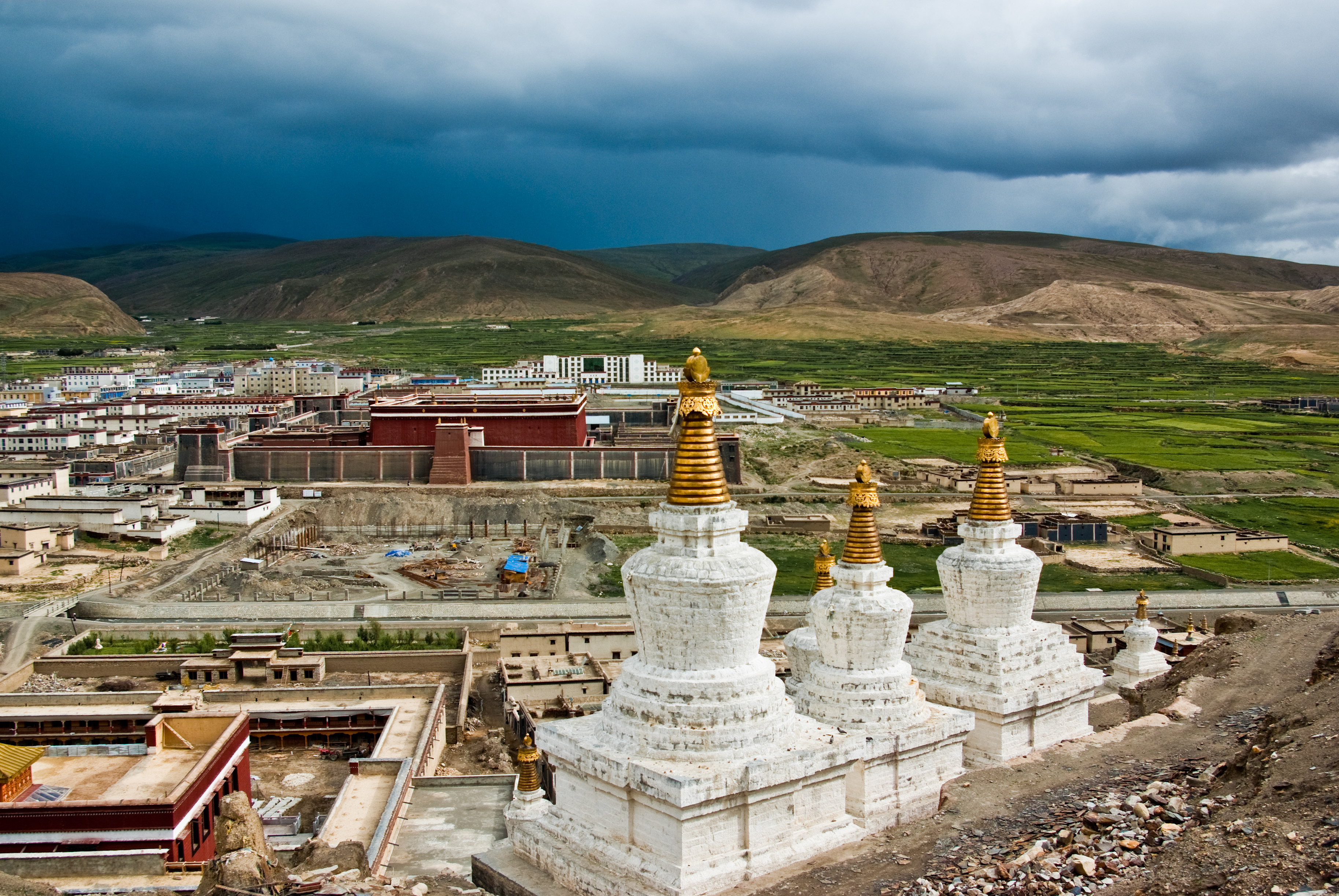
Szakja kolostor, 2009, Tibet

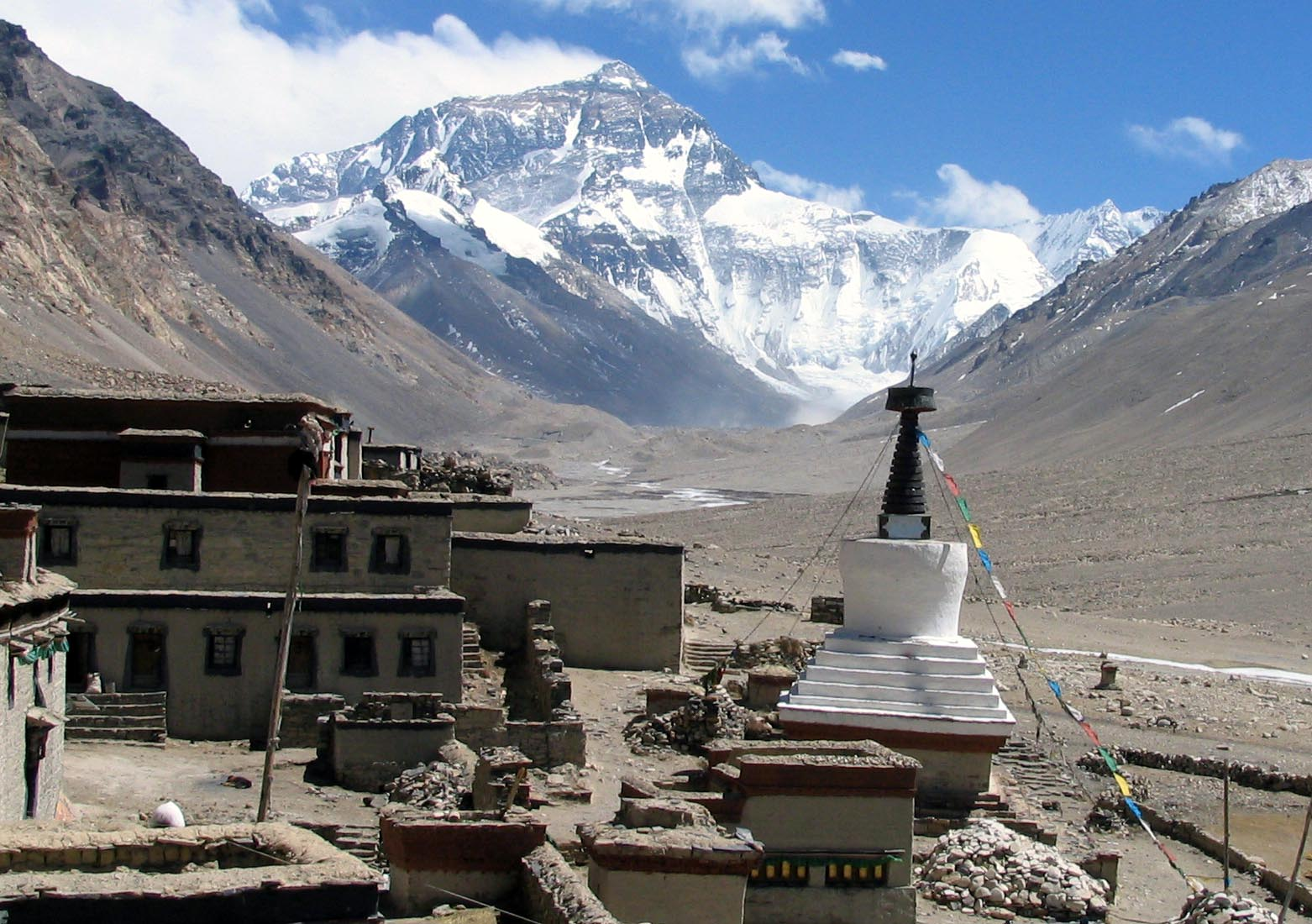
Rongbuk kolostor, 2007

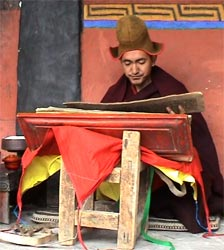
Gese Koncsog Vangdu buddhista szerzetes mahájána szútrákat olvas a Kandzsúr, régi fatáblákra vésett másolatairól

A tibeti hagyomány szerint az Om mani padme hum mantrát tartalmazó Kárandavjúha-szútra egy kincsesládában érkezett az égből, Lha Thothori Nyancen, a 28. tibeti király palotájának tetejére. Vita tárgyát képezi ugyan, hogy Szongcen Gampo király (aki 650-ben hunyt el) milyen szinten foglalkozott a buddhizmussal, az azonban ismert, hogy a kínai Tang-dinasztiába tartozó, buddhista Vencseng hercegnőt vette feleségül. A hercegnő magával vitt egy Sakjamuni Buddha-szobrot Tibetbe. Tibeti forrásokból ismert az a tény, hogy a király utódai közül sokan buzgó buddhistává váltak. Az is kiderül a szövegekből, hogy a kínai buddhisták jelentős misszionáriusi aktivitást végeztek Tibetben. Az indiai buddhistákkal ellentétben a kínai hittérítőket uralkodójuk nem támogatta.
A tibeti legenda hagyománya szerint Szongcen Gampo is egy nepáli buddhista hercegnőt (Bhrikuti) vett el. A 8. század második felére már úgy tekintettek rá, mint Avalókitésvara bodhiszattva megtestesülésére. Szongcen Gampo utódai kevésbé voltak lelkesek a buddhizmus terjesztésében, azonban a 8. században Triszong Decen király (755–797, a „tibeti Asóka”) azt már államvallássá tette. Ő építette az első kolostorokat is Tibetben, többek között a jelentős szamjei buddhista kolostort is. Indiából buddhista tudósokat hivatott az udvarába, ezzel biztosította, hogy a tibeti buddhizmus az indiai irányzatokat kövesse a kínaival szemben. Az ő korában érkezett Tibetbe Sántaraksita, jógácsára-szvátantrika-madhjamaka filozófus, aki az észak-indiai egyetemi tradíciókat képviselte, és tanítványa Kamalasíla is. Sántaraksita később visszautazott Indiába, mivel túl nehéznek találta a rászabott feladatot, őt a híres tantrikus misztikus, Padmaszambhava követte, aki rendkívüli jelentőségű szövegeket írt (termák=„ami elveszett”), melyek közül néhányat elrejtett, hogy csak későbbi ún. tertönök (megtalálók) találják meg azokat. Padmaszambhava később a Tibetbe visszatért Sántaraksitával együtt alapította meg a Nyingma iskolát.
Innentől a tibeti buddhizmus története jól ismert. Hivatalosan a buddhizmus viszonylag későn érkezett Tibetbe, a 7. század folyamán. Túlsúlyban volt a mahájána és a vadzsrajána egyik színezete, amely dél felől, az indiai Pála Birodalom egyetemeiből érkezett. Szarvásztiváda befolyás érkezett délnyugatról (Kasmír) és északnyugatról (Hotan). Jóllehet ezek a gyakorlók nem tudták fenntartani jelenlétüket Tibetben, szövegeik hatása érezhető a tibeti buddhista kánonban. A tibetiek számára majdnem kizárólagos forrást jelentett a hínajána buddhizmus („kis szekér”) számára. Ennek egyik korai iskolája volt a múlaszarvásztiváda, amely a tibeti vinaja szellemi forrása volt. Nagy hatással volt a helyi buddhizmusra a Kína felől érkező csan buddhizmus, ám kisebb jelentőséget tulajdonítottak neki a korabeli politikai események során.
Már a kezdetektől ellentétben állt a buddhizmus az ősi, sámánista jegyeket mutató bon (vagy bön) vallással, amelyet támogatott a helyi nemesség, de csak Ralpacsen király uralkodása (817–836) alatt érte el fénykorát. A fordításokhoz használt terminológiát egységesítették 825 körül, így a fordítási módszer irodalmi szintre került. Annak ellenére, hogy a buddhista befolyás erősen lecsökkent Langdarma király (836–842) uralkodása során, az azt követő évszázadokban hatalmas erőfeszítéseket tettek az indiai források összegyűjtésére. Ezek közül sok már csak tibeti fordításban maradt fenn. A tibeti buddhizmus erős hatást gyakorolt a 11. századtól a közép-ázsiai népekre, főleg Mongóliában és Mandzsúriában. A mongol Jüan-dinasztia és a mandzsúriai Csing-dinasztia (Kína) állami vallássá tette a buddhizmust.
Az egyik legjelentősebb vallásújító Congkapa volt, aki Atísa útmutatásait követve jelentős reformokat hajtott végre a szerzetesi szabályok terén. A reformok célja a kadam tisztaságának visszaállítása volt, ezért megtiltotta a tisztségek öröklődését, megszüntette azokat a gyakorlatokat, amiknek nem volt előzménye indiai forrásokban, visszaállította a szerzetesi nőtlenséget. Kolostorokat alapított, amelyek az új rend (gelug) első bázisai lettek. Ahogy a többi rendnél is szokás volt, a rendfőnököket saját reinkarnációi követték a vezető poszton, Congkapa harmadik utóda, Szönam Gyaco pedig a mongol nagykántól a dalai (óceán) láma (tanító, guru) nevet kapta. A renden belül 1578-ban vette fel a dalai láma címet. A mongol illetőségű negyedik dalai láma kinevezésével sikerült elérni, hogy a mongol buddhisták a gelug rend hívei legyenek. Az ötödik dalai láma (1617–1682) idején lett vezető iskola a gelug (az addig vezető karma rend hatalmának megszerzésével már nemcsak vallási, hanem politikai vezető szerepet kapott) – az ezt az iskolát követő dalai láma is ettől az időszaktól lett Tibet vallási és politikai vezetője. A dalai lámát tekintik az együttérzés bodhiszattvája megtestesítőjének (szanszkrit: Avalókitésvara, tibeti: Csenrezig). Tibet 1950-ig képes volt megőrizni függetlenségét, ekkor azonban a kínai megszállás után elvesztette azt, és Kína egyik tartománya lett. 1959-ben a dalai láma az elnyomás elől Indiába menekült. Bár 1966 és 1979 között nemcsak a vallás, hanem a tibeti népviselet is tiltott volt, azóta az ezredfordulóig eltelt időszakban szigorú szabályok között, de engedélyezték a korlátozott vallásgyakorlást. Az Indiába menekült tibeti kormány új területe az észak-indiai Dharamszala városa volt. Nehru miniszterelnökkel létrehoztak az indiai oktatásügyi minisztériumon belül egy tibeti oktatással foglalkozó független társaságot. India területén ma már létrehozták a tibeti buddhizmus legfőbb iskoláinak fő anyakolostorait, mint például a Dordzse Drak, a Szakja és a Ganden kolostort és nyugati országokban is egyre több tibeti buddhista kolostor épül.

### Délkelet-Ázsia

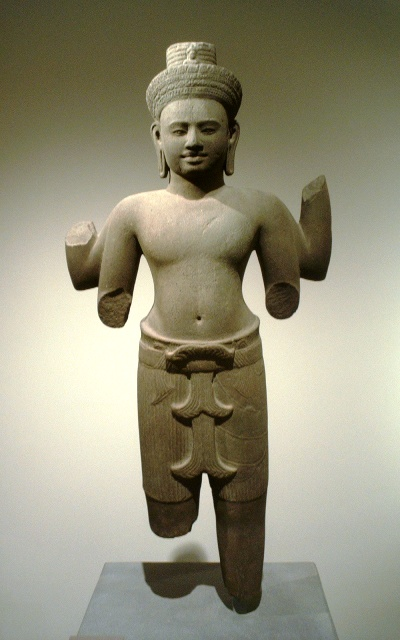
Lokeszvara bódhiszattva szobra, Kambodzsa, 12. század

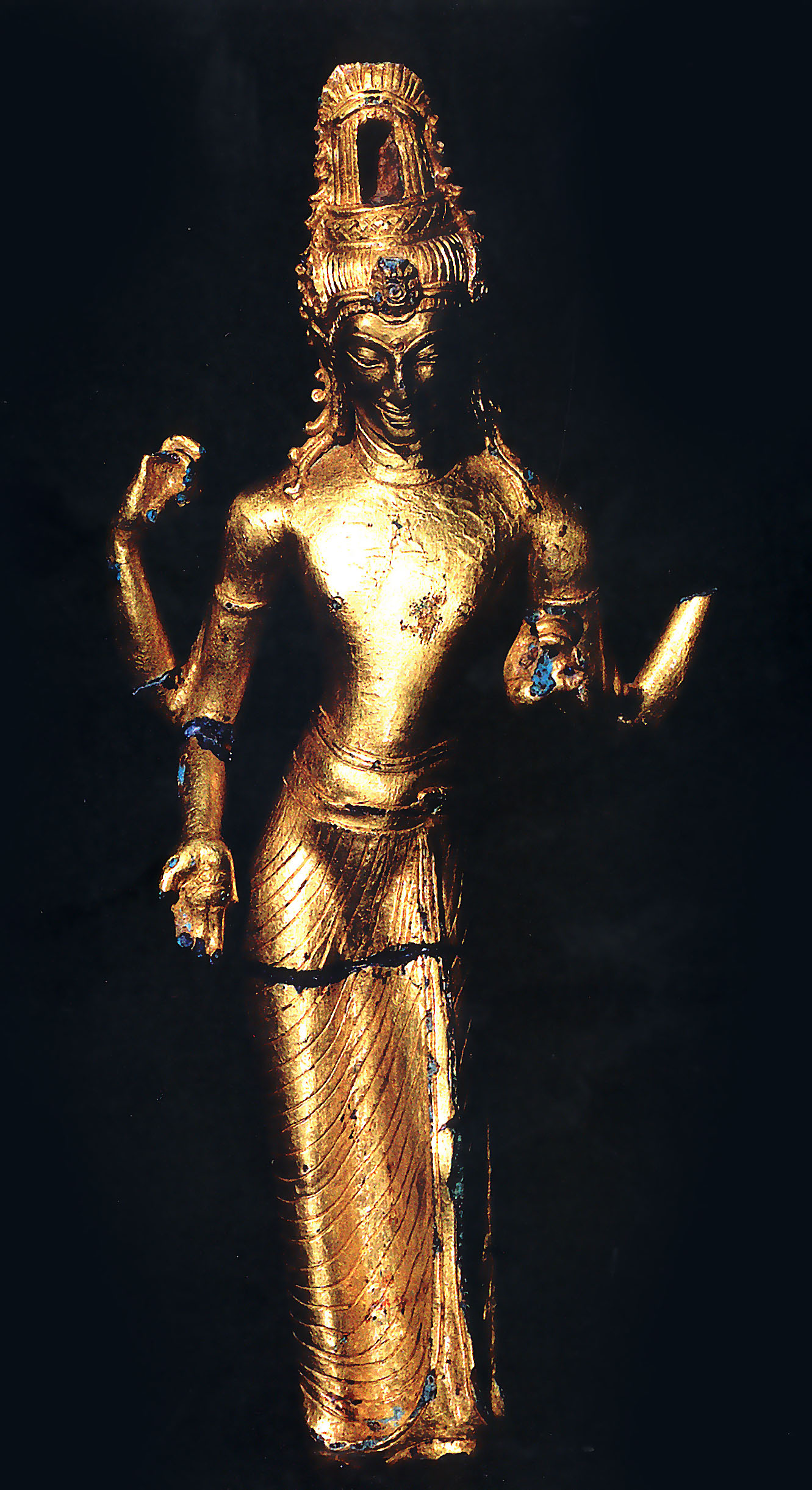
Avalókitésvara méltóságteljes aranyszobra, Dzsambi, Indonézia

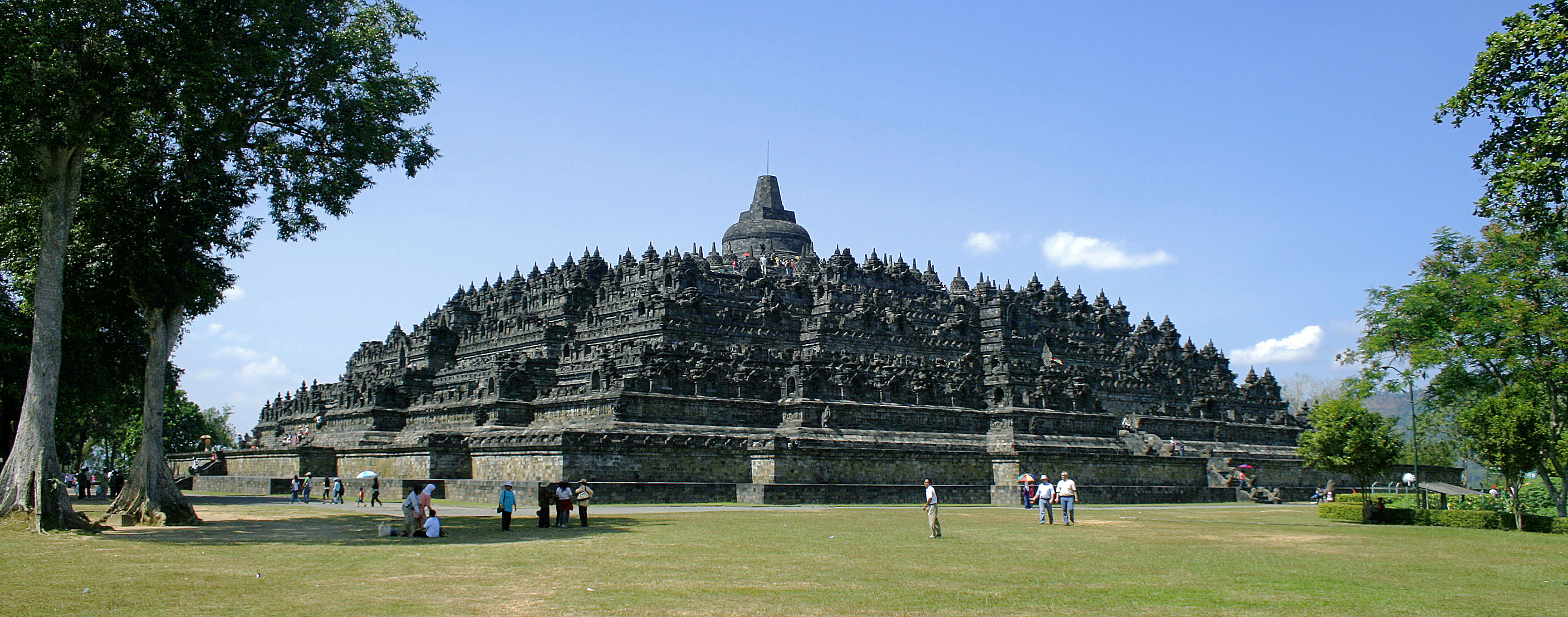
Borobudur, Jáva, Indonézia

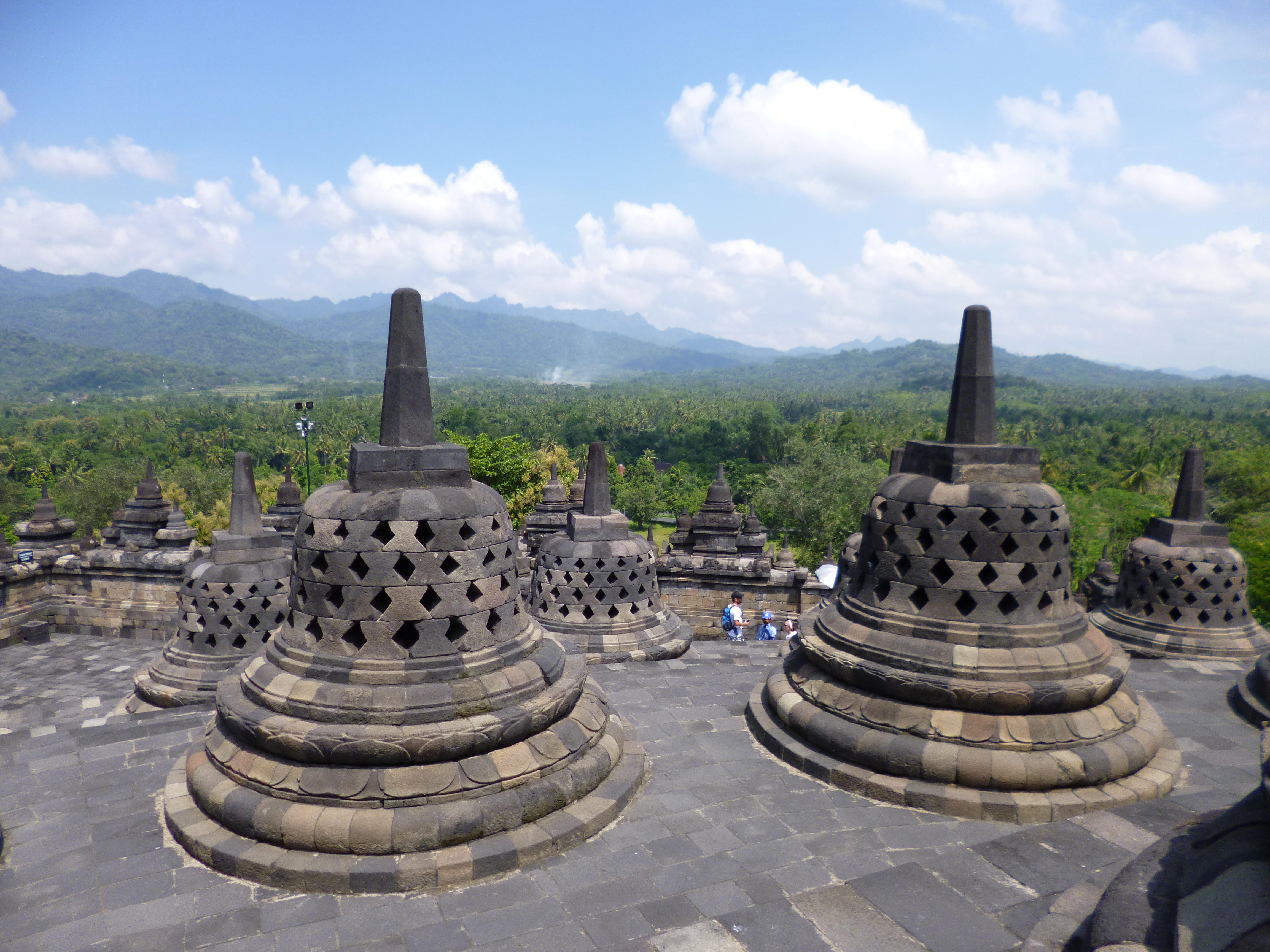
Borobudur sztúpa

A buddhizmus Délkelet-Ázsiába egyrészt közvetlenül Indiából érkezett a tengeren keresztül, valamint a teljes első évezred során, közvetlen módon Közép-Ázsiából és Kínából. A 12. század előtt Thaiföld, Burma, Laosz és Kambodzsa területein számos Indiából érkező buddhista szekta dominált, amelyek között a mahájána buddhizmus is szerepelt. A 7. században Jicsing korabeli utazásai során feljegyezte, hogy ezen a területeken az indiai buddhizmus minden formája virágzott. Az 1. század során a selyemút forgalmát részben korlátozta a közel-keleti Pártus Birodalom felemelkedése, amit a rómaiaknak nem sikerült legyőzni. Ez éppen akkor történt, amikor Róma kezdett rendkívüli gazdagságra szert tenni és az ázsiai luxuscikkek iránti kereslet erősen megnövekedett. Ez az igény felélesztette a tengeri kapcsolatokat a Mediterráneum és Kína között. Ezután az áruforgalom révén kereskedelmi központok jöttek létre, gyakran politikai közbenjárásra. India erős hatással volt közben a délkelet-ázsiai országokra. Kereskedelmi utak kötötték össze Indiát a déli Burmával, Thaifölddel, alsó-Kambodzsával és Dél-Vietnámmal. Rengeteg tengerparti település városiasodott ekkor.
Több mint ezer évig az indiai befolyás volt a legfőbb tényező, amely bizonyos szintű egységesedéshez vezetett a térségben. A páli és a szanszkrit nyelvek és az indiai írás, valamint a théraváda és a mahájána buddhizmussal, a brahmanizmus, és a hinduizmus közvetlen kapcsolat révén került átadásra. Az 5-től a 13. századig Délkelet-Ázsiában nagyon hathatós birodalmak voltak, amelyek aktívan hozzájárultak a buddhista építészethez és művészi alkotásokhoz. A legfőbb buddhista befolyás azonban közvetlenül a tengeren keresztül érkezett az indiai szubkontinens felől, ezért ezek a birodalmak lényegében a mahájána hitet kezdték el követni. Délen a Srívidzsaja birodalom és északon a Khmer Birodalom versengtek egymással. Az ő művészeteik jól kifejezik a gazdag mahájána bodhiszattvák panteonját.

#### Srívidzsaja Birodalom (7–13. század)
A buddhizmus körülbelül az i. sz. 2 század környékén érkezett az indonéz szigetvilágba. A területen a buddhizmus története szorosan összefügg a hinduizmus történetével, mivel az indiai kultúra által befolyásolt több birodalom kialakulása is egybeesik ezzel az időszakkal. A térségben hatalmas buddhista birodalmak keletkeztek és pusztultak el, úgy mint a Szailendra-dinasztia, a Mataram Királyság és a Srívidzsaja birodalmak. Az 1. század elején, az India és Indonézia közötti tengeri selyemút kialakulásával érkezett meg a buddhizmus az indonéz szigetvilágba.
Egyes kínai forrás szerint egy Jicsing nevű kínai szerzetes indiai zarándokútján tért be a hatalmas Srívidzsaja tengeri birodalomba Szumátra szigetén a 7. században. A birodalom a térség buddhista oktatási központjának számított. Neves helyi buddhista tudós volt Dharmakírti, a Szailendra-dinasztia egyik hercege, aki Szumátrán született. Dharmakírti később Indiába költözött, ahol a híres Nálanda Egyetem egyik tanára lett és neves költő. Újraértelmezte és továbbdolgozta Dignága buddhista logikáját és jelentős brahman tudós és buddhista vált belőle. Irányadó elméleteit átvette a tibeti buddhizmus, amelyek ma is az alapvető tantervek részét képezik a kolostori egyetemeken. Az Indonéziába látogató neves buddhista tanítók közé tartozik még Atísa, a nálandai Dharmapála és a dél-indiai Vadzsrabodhi. Srívidzsaja volt az indonéz történelem leghatalmasabb buddhista birodalma.
Több buddhista világörökségi helyszín található Indonéziában, közöttük a 8. századi közép-jávai Borobudur mandala emlékmű és a Sevu templom, a nyugat-jávai Batudzsaja és Szumátrán a Muaro Dzsambi, a Muara Takusz és a Bahal templomegyüttesek, valamint számos szobor és felirat az indonéz hindu-buddhista királyságainak korai időszakából. A Kediri, a Szinghaszari és a Madzsapahit birodalmak korában a buddhizmus a hinduizmussal együtt volt a királyok hivatalos államvallása. Egyik-másik király jobban kedvelte ugyan a hinduizmust, a két nagy vallás között mindig harmónia, tolerancia volt és még a szinkretizmust is támogatták, ahogy az indonéz nemzeti mottóban is szerepel (Bhinneka Tunggal Ika). Jáva ókori időszakából is rendkívüli minták maradtak fent a buddhista művészetekből, úgy mint például a Pradzsnyápáramitá szobor és Vairócsana Buddha, Padmapani boddhiszattva és Vadzsrapáni szobra a Mendut templomban. A 13. században jelent meg az iszlám a szigetvilágban és a 16. század végére, átvette a hatalmat a hinduizmus és a buddhizmus felett Jáva és Szumátra szigeteken.

#### Khmer Birodalom (9–13. század)

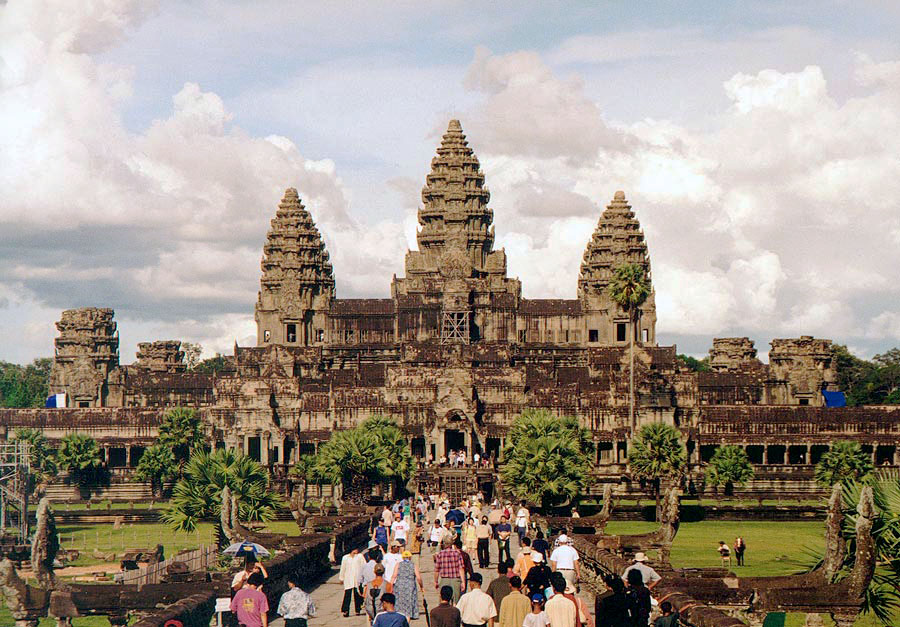
Angkorvat

A buddhista Szailendra királyság Kambodzsát fennhatósága alá vonta a 8. század végén és a 9. század elején. II. Dzsajavarman (802-869), az Angkor Birodalom első igazi khmer királya, isten-királynak kiáltotta ki magát és Siva egyik megtestesülésének. Mindemellett egyre barátságosabbá és támogatóbbá vált a mahájána buddhista hatásokkal szemben az egész birodalomban. A buddhizmusnak ez a formája hasonlított Pála Birodalom bengáli buddhizmusára és az észak-indiai Nálanda Egyetem irányzatára.
A Szailendra-dinasztia korában épült a jávai Borobudur (750–850) mahájána buddhista kolostor. Úgy tűnik, hogy Borobudur inspirálta a későbbi Angkor projektet Kambodzsában, elsősorban Angkorvatot és Angkorthomot. Az Angkor kori Kambodzsa elsődleges buddhista irányzata a mahájána volt, erős tantrikus tendenciákkal. Az Angok birodalom erősödésével erősödött a térségben a buddhizmus befolyása is. Joszavarman templomokat építtetett 887–889 között, amelyek a Meru-hegyet ábrázolják, a világ misztikus tengelyét. Ezek közül a templomok közül a legnagyobb a Phnom Kandal vagy „Központi hegység”, amely az angkori komplexumhoz közel fekszik.

#### Vietnám
Ellentétes elméletek léteznek arról, hogy vajon a buddhizmus legelőször az i. e. 3–2. században érkezett-e Vietnámba Indiából, vagy csak az i. sz. 1–2. században Kínából. A 2. század végére Vietnám már jelentős regionális buddhista központnak számított (feltehetően mahájána), amelynek legfőbb városa Luy Lâu (ejtsd körülbelül: Lui Leu) volt, a mai Bắc Ninh tartományban, Hanoitól északkeletre. Luy Lâu volt Giao Chỉ (kb: Zao Csi – Vietnám korábbi neve) fővárosa, amely népszerű volt az Indiából Kínába tartó buddhista szerzetesek körében. A szerzetesek követték a tengeri kereskedelmi útvonalat. Számos mahájána szútrát és ágamát fordítottak kínai nyelvre ebben a központban, közöttük a Negyvenkét fejezetes szútrát és az ánápánaszati légzéses meditációt. Az ezt követő közel kétezer évben Vietnám és Kína kulturális, filozófiai és vallási örökségeinek jellegzetességei hasonló vonásokat mutatnak. Ez köszönhető egyrészt a földrajzi helyzetüknek (szomszédok), illetve annak, hogy Kína a történelem során már kétszer is magához csatolta Vietnámot. Emiatt a vietnámi buddhizmus erősen kapcsolódik a kínai buddhizmushoz és jól megfigyelhetők a Szung-dinasztia utáni kínai buddhizmus átalakulásának hatásai is. Mindemellett, mivel Vietnám a középkorban egy időre bekebelezte a Khmer Birodalmat, a khmer lakosságon keresztül beszivárgott az országba a théraváda buddhizmus is. A Đinh-dinasztia (968–980) idején a buddhizmus hivatalos vallássá vált (971 körül), emiatt valószínűsíthető, hogy a kor királyai nagyra tartották ezt a vallást. A korai Lê-dinasztia (980–1009) hasonló irányelvek mentén folytatta az irányítást. Ebben az időben sok képzett buddhista szerzetes áramlott az újonnan függetlenedett államba, amelyben az ország felépítéséhez szükség volt egy biztos, máshol már népszerű ideológiai bázisra. A későbbiekben ezt a szerepet a konfucianizmus töltötte be.
A vietnámi buddhizmus a Lý-dinasztia (1009–1225) idején élte fénykorát. A dinasztia alapítója, Lý Thái Tổ egy buddhista pagodában nőtt fel. A dinasztia összes királya buddhista vallású volt. A Trần-dinasztia (1225–1400) idejére a buddhizmusnak már osztoznia kellett az egyre nagyobb teret hódító konfucianizmussal. A 15. századra a buddhizmus fokozatosan elvesztette a népszerűségét az uralkodói körökben, jóllehet a tömegek számára továbbra is kedves maradt. A hivatalnokok eretneknek és hiábavalónak kiáltották ki a buddhizmust. Legközelebb csak a 19. században, a Nguyễn-dinasztia idején emelték vissza a buddhizmust hivatalos vallássá.

## A buddhizmus Nyugaton

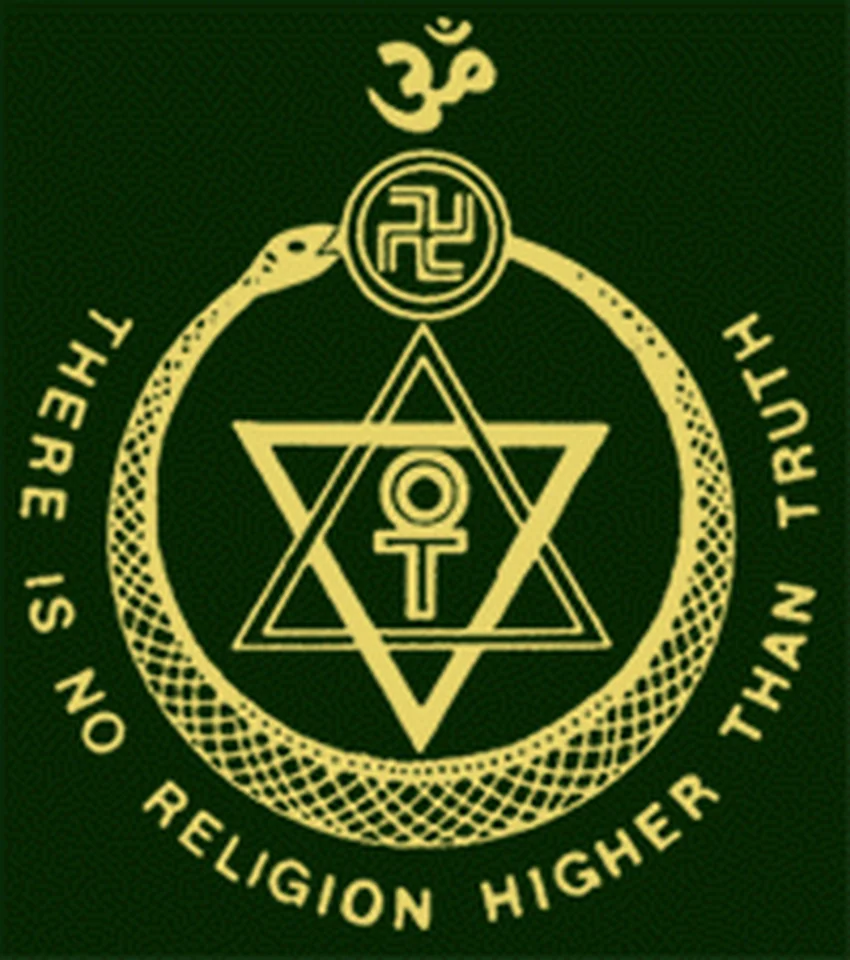
A Teozófiai Társulat emblémája

### 19. század
A 19. században a nyugati gondolkodók figyelmét felkeltette a buddhizmus (más nem európai vallással és filozófiával együtt), amelyről keresztény hittérítők, kutató tudósok, felfedezők és egyéb világi utazók műveiből értesültek. A filozófusok közül Schopenhauer, német filozófus, a saját filozófiai rendszerének kidolgozása előtt tanulmányozta a buddhizmust és az ázsiai vallásokat. Az amerikai Henry David Thoreau francia nyelvről lefordított egy buddhista szútrát angolra. Gyakran szokták hasonlítani a buddhizmushoz Friedrich Nietzsche filozófiáját, aki az 1895-ös Antikrisztus című művében éltette a buddhizmust, és a „kereszténységnél százszor realisztikusabbnak” nevezte. Robert Morrison szerint abban hasonlít a két világnézet, hogy mindkettőben az ember van a középpontban egy isten nélküli kozmoszban és egyik sem keresi külső lény vagy erő segítségét a létezés problémájának megoldásához. A század második felében szélesebb körben felfigyeltek a buddhizmusra nyugaton, például Lafcadio Hearn írásain keresztül. Ekkoriban kezdődtek nyugaton az első áttérések a buddhizmusra, például a teozófia szülőatyja Henry Steel Olcott és Helena Blavatsky, akik 1880-ban vettek menedéket Srí Lankán.

### 20. század

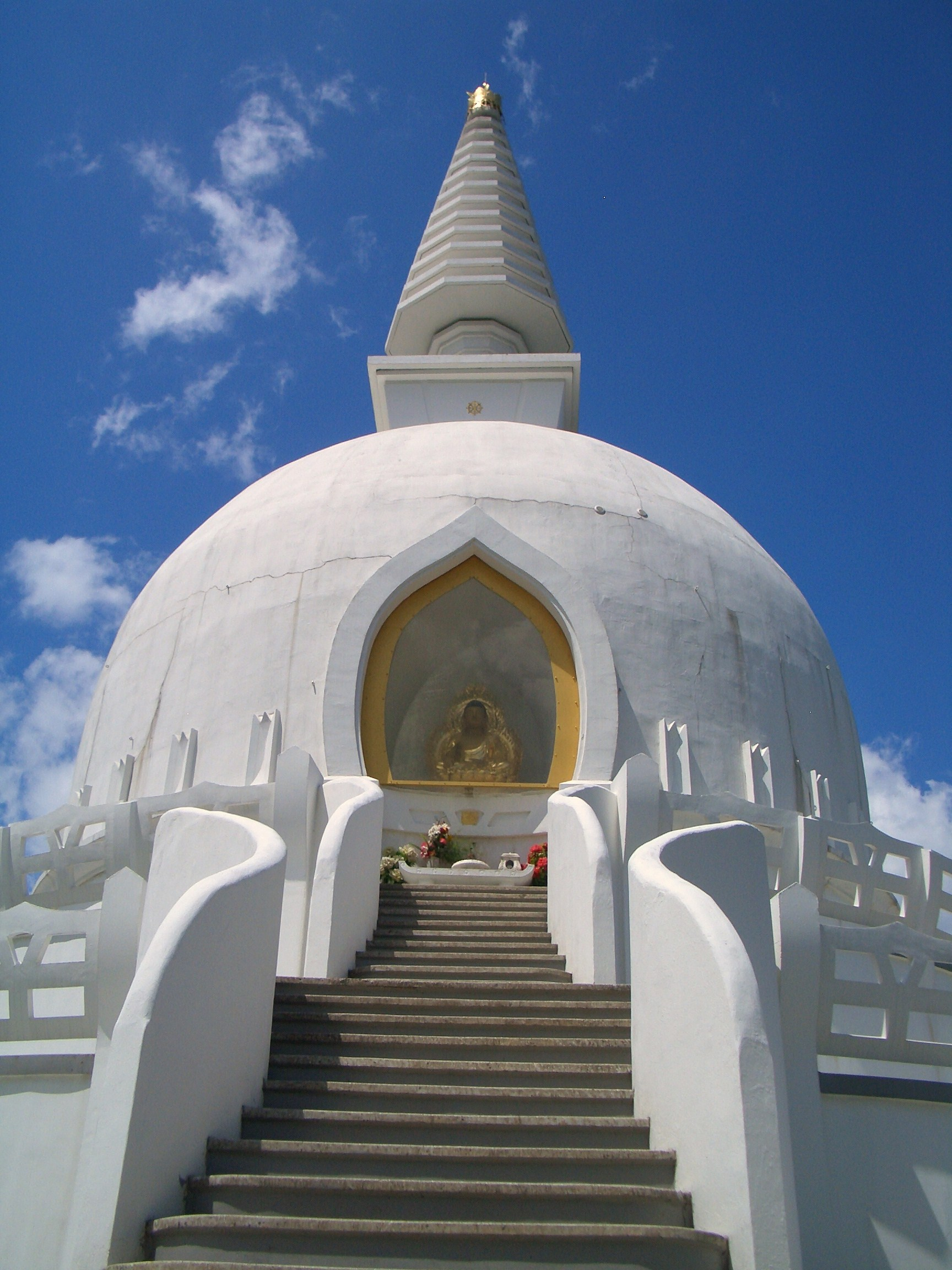
A zalaszántói sztúpa

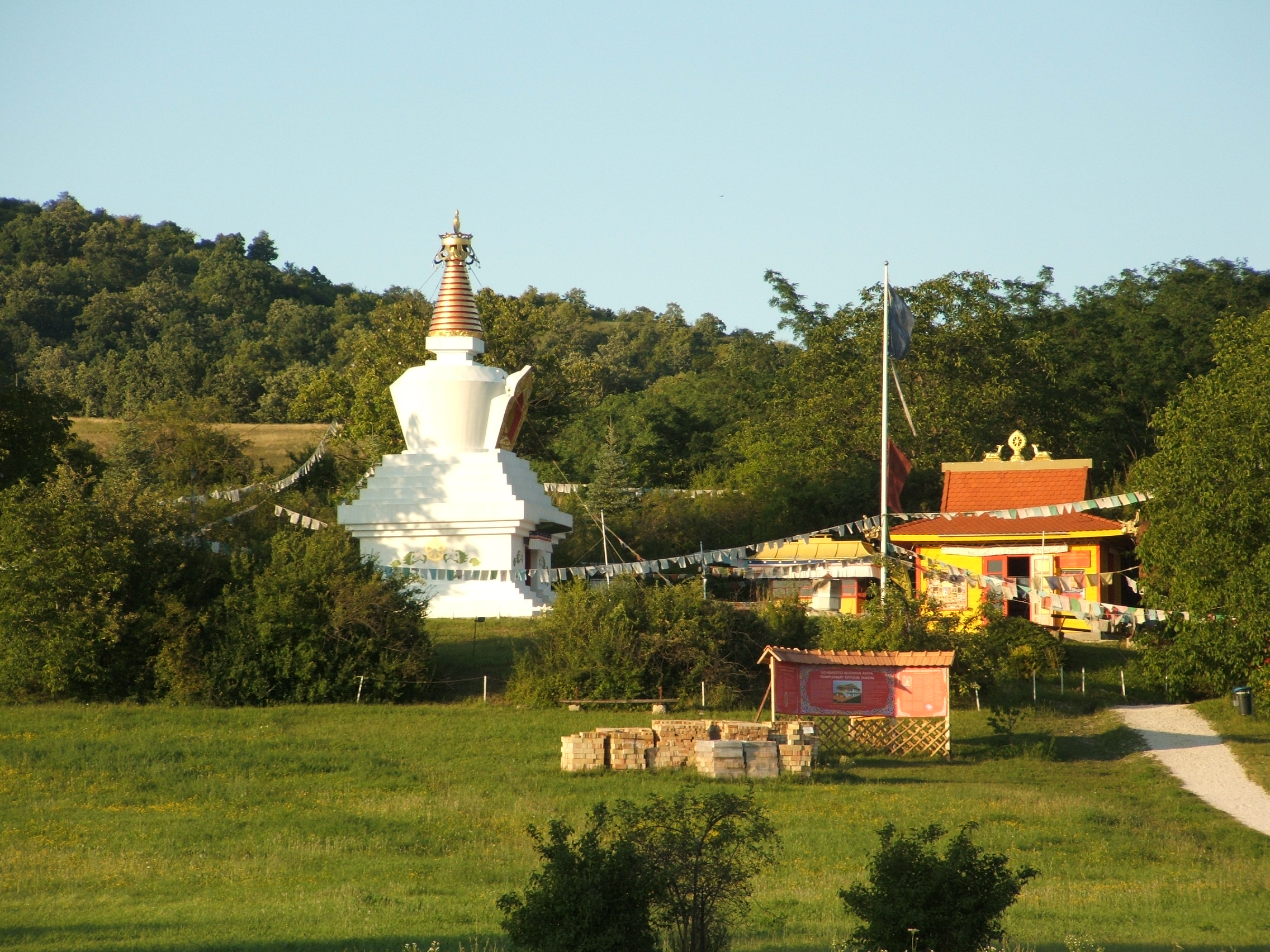
Kőrösi Csoma Sándor emléksztúpa Tar községben

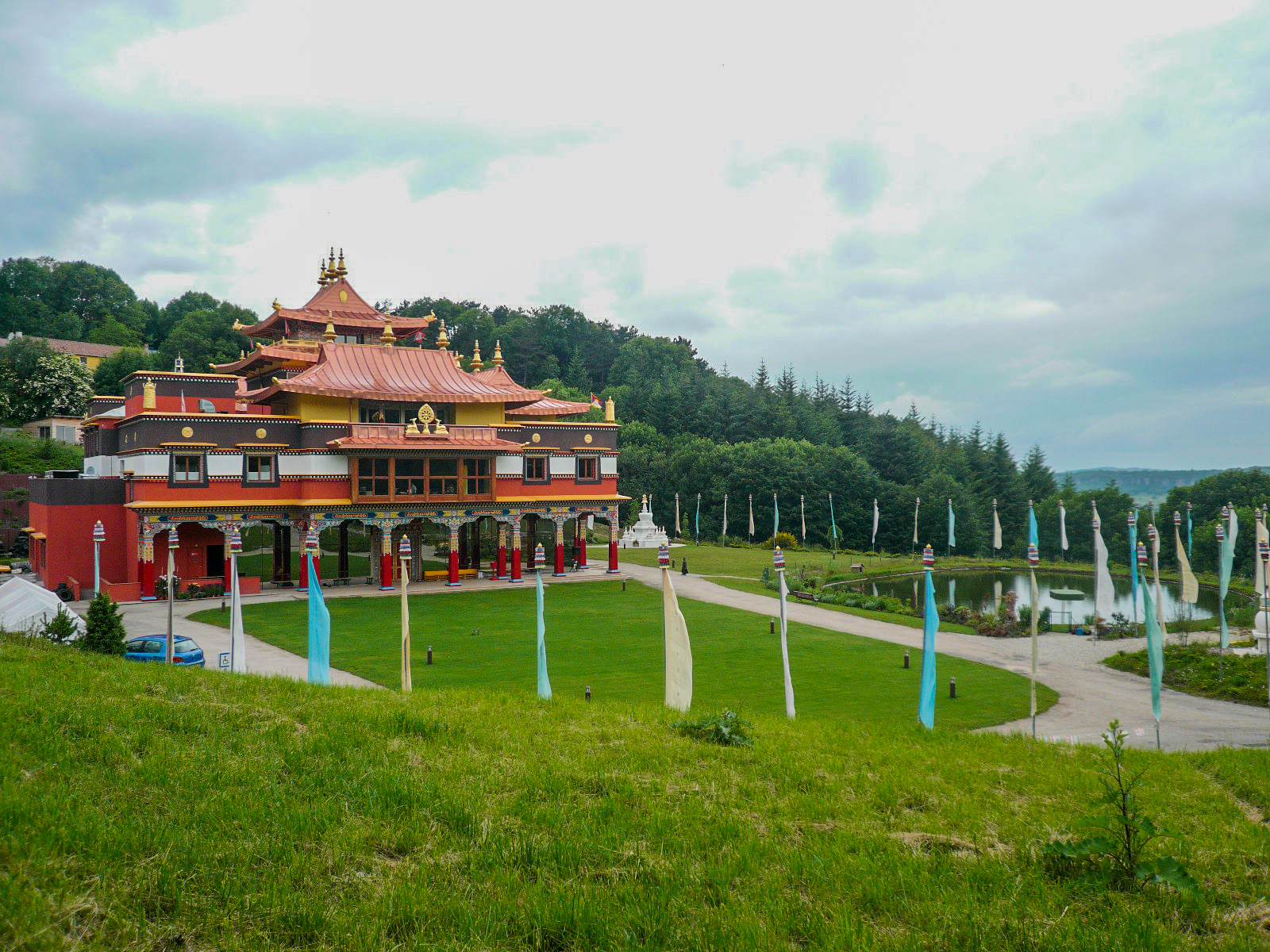
Lerab Ling, Montpellier, Languedoc-Roussillon

A nyugati hallgatóságot hamarosan keletről érkező emigráns tudósok tanították. Amerikába például legelőször kínai papok érkeztek. A vasút építésénél segédkező emigránsok a nyomvonal mentén több templomot is alapítottak. Hawaii szigetére és Kaliforniába japán bevándorlók érkeztek, akik 1899-ben megalapították a később Amerika Buddhista Egyházai névre keresztelt szervezetet.
Az 1890-es évek végén jelent meg legelőször a buddhizmus a mai Magyarország területén, amikor Hollósy Simon festő testvére, Hollósy József menedéket vett és megírta a Buddhista Kátét (1893). Mednyánszky László festő Feszty Árpád körképének tájvázlatain dolgozott Máramarosszigeten, ahol Hollósy József vezetésével kialakult egy buddhista kör, amelynek köszönhetően a buddhizmus tanításai mélyen megérintették Mednyánszkyt. Ennek hatására élete hátralevő részét a buddhizmus eszmerendszerének szentelte. Mednyánszky az első volt, aki a buddhista szellemiséget a művészetben a színek játékával és a témák kiválasztásával közvetítette a nyugatiak számára. Egy másik közösség Budapesten működött 1931 és 1935 között. Legfőbb egyénisége Vágó László pesti nagykereskedő és Boromissza Tibor festőművész volt. A pecsétjükön Buddha alakja látható egy székelykapu alatt, amelyet körbevesz egy „Magyar Buddhisták” felirat. Gárdonyi Géza író is hitt a lélekvándorlásban, és egy időben buddhista akart lenni. Magyarországon az első hivatalos buddhista közösség (szangha) 1951-ben alapult Hetényi Ernő révén, akit 1938-ban avattak fel Németországban. A magyarországi Buddhista Misszió megalakulásának tényleges dátuma 1952. február 18.
Az első buddhista templom Európában a német Buddhista Ház (Das Buddhistische Haus) volt, amelyet Paul Dahlke alapított 1924-ben Berlinben. Dahlke az első világháború előtt tanult buddhizmust Srí Lankán. A Bardo tödol (közismertebb nevén a „Tibeti halottaskönyv”) első angol nyelvű fordítását 1927-ben (a magyar nyelvű csak 1984-ben jelent meg) adták ki, és az 1935-ös kiadás szövegmagyarázatát nem más, mint Carl Jung készítette. Ez a könyv állítólag rengeteg nyugati embert irányított a tibeti buddhizmus irányába.
Nyugaton ezoterikus társaságokat hoztak létre, a tudósok ázsiai nyelveket tanultak (mint például Max Müller), és egyre jobb fordítások készültek ázsiai művekről. Hermann Hesse is komoly érdeklődést tanúsított a keleti vallások iránt. Az amerikai beatnemzedék egyik írója Jack Kerouac ismert buddhista íróvá vált a Dharma hobók című művével. A hippi nemzedék megjelenése a világ kulturális újraértékelését hozta az 1960-as évek végétől az 1970-es évek elejéig, amely a buddhizmus újbóli felfedezéséhez is vezetett.
A második világháború után kialakultak a nyugati buddhizmus főbb jellegzetességei. Amerikában erőteljes lendületet vett a zen buddhizmus – elsősorban Szuzuki Sunrjú és Philip Kapleau zen mestereknek köszönhetően –, majd a Srí Lankán megalapított vipasszaná. Az 1970-es években a tibeti buddhizmus tett szert hatalmas népszerűségre. Ez elsősorban annak volt köszönhető, hogy a nyugati média szimpatizált a „tibeti üggyel”. A következő évtizedben tibeti lámák hoztak létre saját oktatási központokat, úgy mint a Karmapa (Rangdzsung Rigpe Dordzse), Csögyam Trungpa, Gese Wangyal, Lhundub Szopa, Decsung rinpocse, Szermej Khenszur Loszang Tharcsin, Tarthang Tulku, Jese láma, Tubten Zopa Rinpocse, Szakja trizin és Gese Kelcang Gyaco.
Nyugaton talán a leggyakrabban látható buddhista tanítómester a sokat utazó Tendzin Gyaco, a jelenlegi dalai láma, aki eddig hét alkalommal járt Magyarországon. Legelőször 1982-ben, majd 1990-ben, 1992-ben, 1993-ban, 1996-ban, 2000-ben és 2010-ben. Az egykori tibeti vallási és világi vezető 2011-ben, többéves előkészítés után, önként lemondott világi tisztségéről. A 14. dalai láma előadásokat és nyilvános beszédeket tart az év minden időszakában, különböző helyszíneken. Az őt körülvevő rajongás miatt sokszor rocksztárhoz szokták hasonlítani.
Magyarországon ezidáig nyolc sztúpát (emlékhelyet) építettek: Budapesten kettőt, Budakeszin, Bükkmogyorósdon (Csernelyben), Zalaszántón, Tar községben, Becskén és Mánfán. A három nyilvánosan megtekinthető sztúpa a zalaszántói (ez a legnagyobb; Zala vármegye), a tari és a (legújabb) becskei (e két utóbbi Nógrád vármegyében); a további négy közül pedig kettő Budapesten, egy Budakeszin, egy pedig Bükkmogyorósd mellett, Úszón található (Borsod-Abaúj-Zemplén vármegye). A Szabolcs-Szatmár-Bereg vármegyei Biri településen is található egy építmény, amelyet 2010-ben emeltek.

## Buddhista hagyományok idővonala
| Idővonal: Buddhista hagyományok fejlődése és terjedése (i.e. 450 körül – i.sz. 1300 körül)                |                                     |                         |                         | | |                  |                            |                            |                            |                            |                            |  |
| |                                     |                         |                         | | |                  |                            |                            |                            |                            |                            |  |
| | i. e. 450                           | i. e. 450               | i.e. 250                | 100 | 100 | 500              | 500                        | 700                        | 800                        | 800                        | 1200                       |  |
| |                                     |                         |                         | | |                  |                            |                            |                            |                            |                            |  |
| India | Korai szangha                       |                         |                         | | |                  |                            |                            |                            |                            |                            |  |
| India | Korai szangha                       | Korai buddhista iskolák | Korai buddhista iskolák | Korai buddhista iskolák                                                                                                  | Korai buddhista iskolák                                                                                                  | Mahájána         | Mahájána                   | Vadzsrajána                | Vadzsrajána                | Vadzsrajána                |                            |  |
| India | Korai szangha                       | Korai buddhista iskolák | Korai buddhista iskolák | Korai buddhista iskolák                                                                                                  | Korai buddhista iskolák                                                                                                  |                  |                            |                            |                            |                            |                            |  |
| India | Korai szangha                       |                         |                         | | |                  |                            |                            |                            |                            |                            |  |
| India | Korai szangha                       |                         |                         | | |                  |                            |                            |                            |                            |                            |  |
| |                                     |                         |                         | | |                  |                            |                            |                            |                            |                            |  |
| Srí Lanka és Délkelet-Ázsia                                                                               |                                     |                         |                         | | |                  |                            |                            |                            |                            |                            |  |
| Théraváda buddhizmus                                                                                      |                                     |                         |                         | | |                  |                            |                            |                            |                            |                            |  |
| |                                     |                         |                         | | |                  |                            |                            |                            |                            |                            |  |
| |                                     |                         |                         | | |                  |                            |                            |                            |                            |                            |  |
| Tibet |                                     |                         |                         | | |                  |                            | Nyingma                    | Nyingma                    |                            |                            |  |
| Tibet |                                     |                         |                         | | |                  |                            | Nyingma                    | Nyingma                    |                            |                            |  |
| Tibet | Kadam                               |                         |                         | | |                  |                            | Nyingma                    | Nyingma                    |                            |                            |  |
| Tibet | Kagyü                               |                         |                         | | |                  |                            | Nyingma                    | Nyingma                    |                            |                            |  |
| Tibet | Dagpo                               |                         |                         | | |                  |                            | Nyingma                    | Nyingma                    |                            |                            |  |
| Tibet | Szakja                              |                         |                         | | |                  |                            | Nyingma                    | Nyingma                    |                            |                            |  |
| Tibet | Dzsonang                            |                         |                         | | |                  |                            | Nyingma                    | Nyingma                    |                            |                            |  |
| |                                     |                         |                         | | |                  |                            |                            |                            |                            |                            |  |
| Kelet-Ázsia                                                                                               |                                     |                         |                         | Korai buddhista iskolák és a Mahájána ( a selyemúton keresztül Kínába, óceáni kapcsolattal Indiába és egészen Vietnámig) | Korai buddhista iskolák és a Mahájána ( a selyemúton keresztül Kínába, óceáni kapcsolattal Indiába és egészen Vietnámig) |                  | Tangmi / Han-csuan Mi-cung | Tangmi / Han-csuan Mi-cung | Tangmi / Han-csuan Mi-cung | Tangmi / Han-csuan Mi-cung | Tangmi / Han-csuan Mi-cung |  |
| Kelet-Ázsia                                                                                               |                                     | Nara                    | Nara                    | Korai buddhista iskolák és a Mahájána ( a selyemúton keresztül Kínába, óceáni kapcsolattal Indiába és egészen Vietnámig) | Korai buddhista iskolák és a Mahájána ( a selyemúton keresztül Kínába, óceáni kapcsolattal Indiába és egészen Vietnámig) | Singon           | Singon                     | Singon                     |                            |                            |                            |  |
| Kelet-Ázsia                                                                                               | Csan                                |                         |                         | Korai buddhista iskolák és a Mahájána ( a selyemúton keresztül Kínába, óceáni kapcsolattal Indiába és egészen Vietnámig) | Korai buddhista iskolák és a Mahájána ( a selyemúton keresztül Kínába, óceáni kapcsolattal Indiába és egészen Vietnámig) |                  |                            |                            |                            |                            |                            |  |
| Kelet-Ázsia                                                                                               | Thiền, Szon                         |                         |                         | Korai buddhista iskolák és a Mahájána ( a selyemúton keresztül Kínába, óceáni kapcsolattal Indiába és egészen Vietnámig) | Korai buddhista iskolák és a Mahájána ( a selyemúton keresztül Kínába, óceáni kapcsolattal Indiába és egészen Vietnámig) |                  |                            |                            |                            |                            |                            |  |
| Kelet-Ázsia                                                                                               |                                     | Zen                     |                         | Korai buddhista iskolák és a Mahájána ( a selyemúton keresztül Kínába, óceáni kapcsolattal Indiába és egészen Vietnámig) | Korai buddhista iskolák és a Mahájána ( a selyemúton keresztül Kínába, óceáni kapcsolattal Indiába és egészen Vietnámig) |                  |                            |                            |                            |                            |                            |  |
| Kelet-Ázsia                                                                                               | Tientaj                             |                         |                         | Korai buddhista iskolák és a Mahájána ( a selyemúton keresztül Kínába, óceáni kapcsolattal Indiába és egészen Vietnámig) | Korai buddhista iskolák és a Mahájána ( a selyemúton keresztül Kínába, óceáni kapcsolattal Indiába és egészen Vietnámig) |                  |                            |                            |                            |                            |                            |  |
| Kelet-Ázsia                                                                                               | Tendai                              |                         |                         | Korai buddhista iskolák és a Mahájána ( a selyemúton keresztül Kínába, óceáni kapcsolattal Indiába és egészen Vietnámig) | Korai buddhista iskolák és a Mahájána ( a selyemúton keresztül Kínába, óceáni kapcsolattal Indiába és egészen Vietnámig) |                  |                            |                            |                            |                            |                            |  |
| Kelet-Ázsia                                                                                               | Nicsiren                            |                         |                         | Korai buddhista iskolák és a Mahájána ( a selyemúton keresztül Kínába, óceáni kapcsolattal Indiába és egészen Vietnámig) | Korai buddhista iskolák és a Mahájána ( a selyemúton keresztül Kínába, óceáni kapcsolattal Indiába és egészen Vietnámig) |                  |                            |                            |                            |                            |                            |  |
| Kelet-Ázsia                                                                                               | Dzsódo                              |                         |                         | Korai buddhista iskolák és a Mahájána ( a selyemúton keresztül Kínába, óceáni kapcsolattal Indiába és egészen Vietnámig) | Korai buddhista iskolák és a Mahájána ( a selyemúton keresztül Kínába, óceáni kapcsolattal Indiába és egészen Vietnámig) |                  |                            |                            |                            |                            |                            |  |
| |                                     |                         |                         | | |                  |                            |                            |                            |                            |                            |  |
| Közép-Ázsia és Tarim-medence                                                                              |                                     |                         | Gréko-buddhizmus        | Gréko-buddhizmus | Gréko-buddhizmus | Gréko-buddhizmus |                            |                            |                            |                            |                            |  |
| Közép-Ázsia és Tarim-medence                                                                              |                                     |                         |                         | | |                  |                            |                            |                            |                            |                            |  |
| Közép-Ázsia és Tarim-medence                                                                              | A buddhizmus terjedése a selyemúton |                         |                         | | |                  |                            |                            |                            |                            |                            |  |
| |                                     |                         |                         | | |                  |                            |                            |                            |                            |                            |  |
| | i.e. 450                            | i.e. 450                | i.e. 250                | 100 | 100 | 500              | 500                        | 700                        | 800                        | 800                        | 1200                       |  |
| \| \| Magyarázat: \| \| = Théraváda \| \| = Mahájána \| \| = Vadzsrajána \| \| = Vegyes / szinkretikus \| |                                     |                         |                         | | |                  |                            |                            |                            |                            |                            |  |
| | Magyarázat:                         |                         | = Théraváda             | | = Mahájána |                  | = Vadzsrajána              |                            | = Vegyes / szinkretikus    |                            |                            |  |